# Liste der Kulturdenkmale in Isny im Allgäu

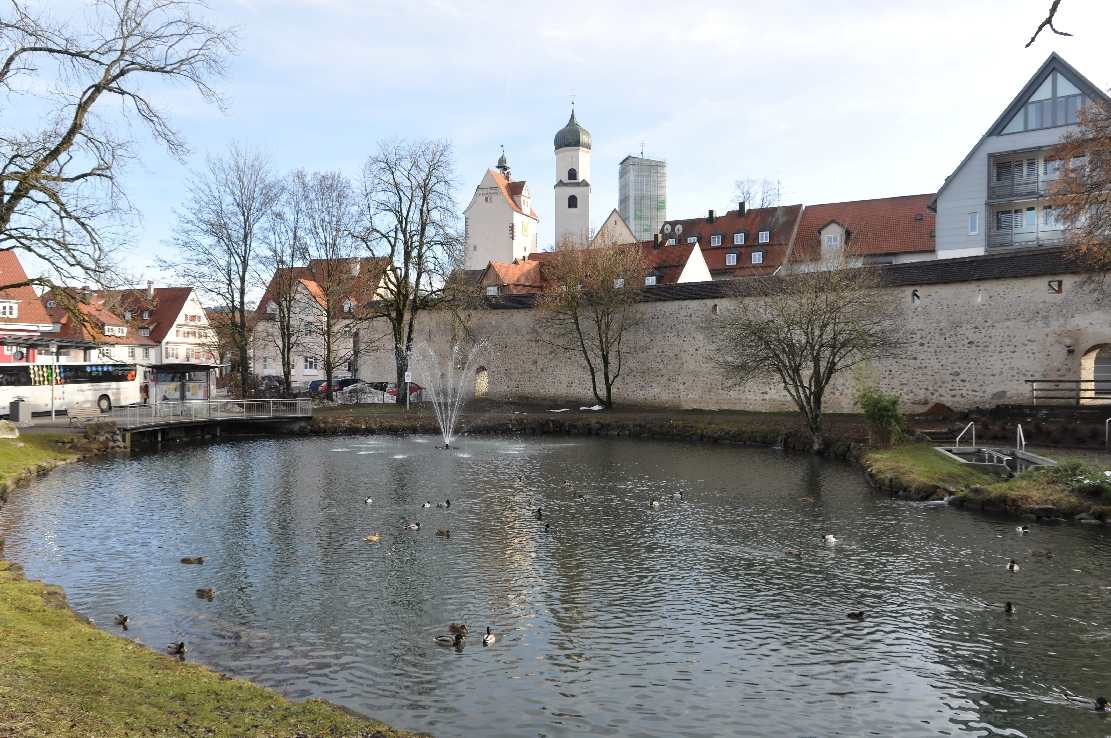
Stadtmauer und Türme von Isny

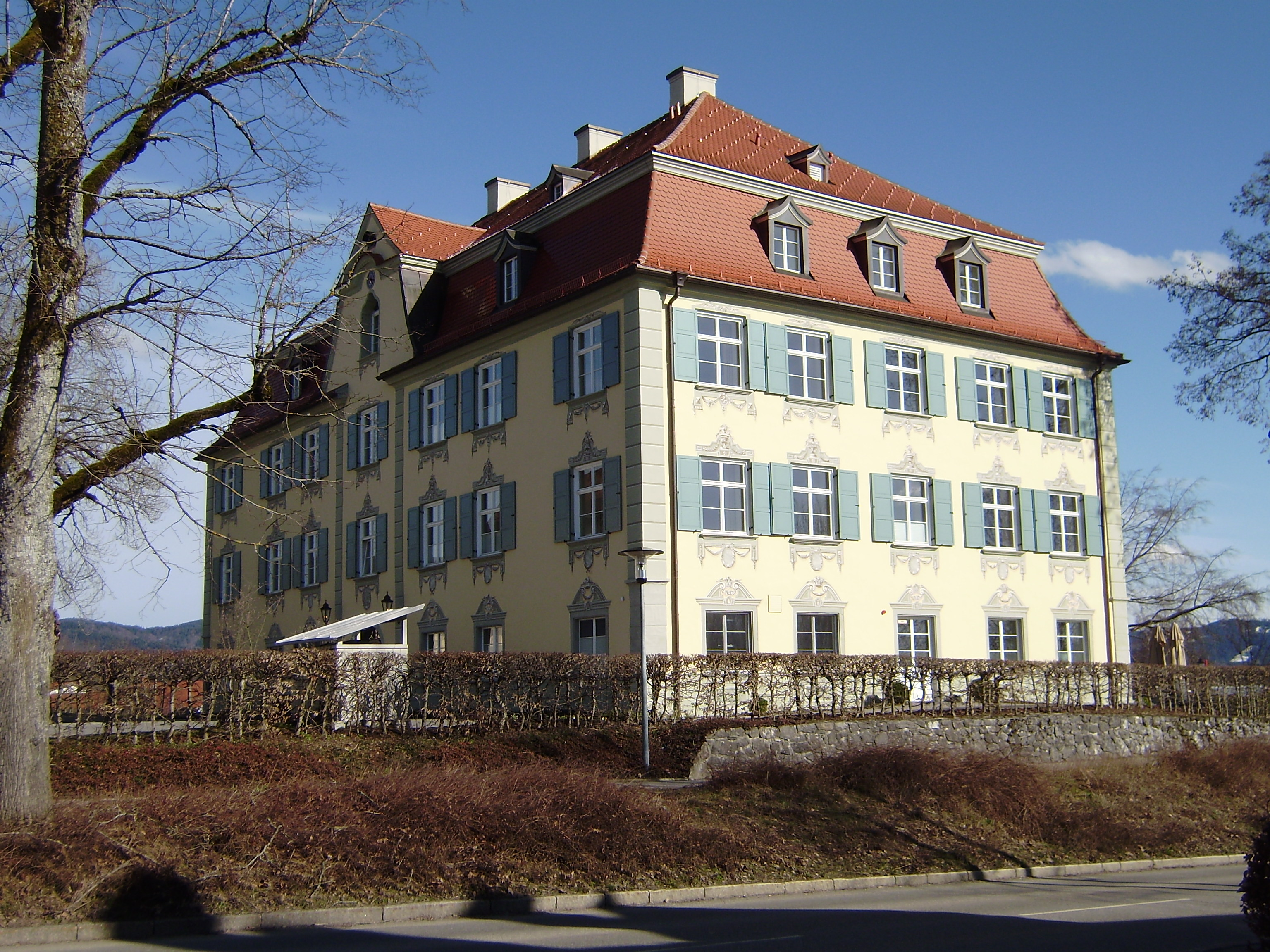
Schloss Neutrauchburg bei Isny

In der Liste der Kulturdenkmale in Isny im Allgäu sind Bau- und Kunstdenkmale der Stadt Isny im Allgäu verzeichnet, die im „Verzeichnis der unbeweglichen Bau- und Kunstdenkmale und der zu prüfenden Objekte“ des Landesamts für Denkmalpflege Baden-Württemberg verzeichnet sind. Dieses Verzeichnis ist nicht öffentlich und kann nur bei „berechtigtem Interesse“ eingesehen werden. Die folgende Liste ist daher nicht vollständig. Sie beruht im Wesentlichen auf dem veröffentlichten Denkmalpflegerischen Werteplan, in dem auch erhaltenswerte Gebäude und Grünanlagen verzeichnet sind. Diese sind in dieser Liste ebenfalls aufgeführt.

## Stadtbaugeschichte

### Stadtwerdung

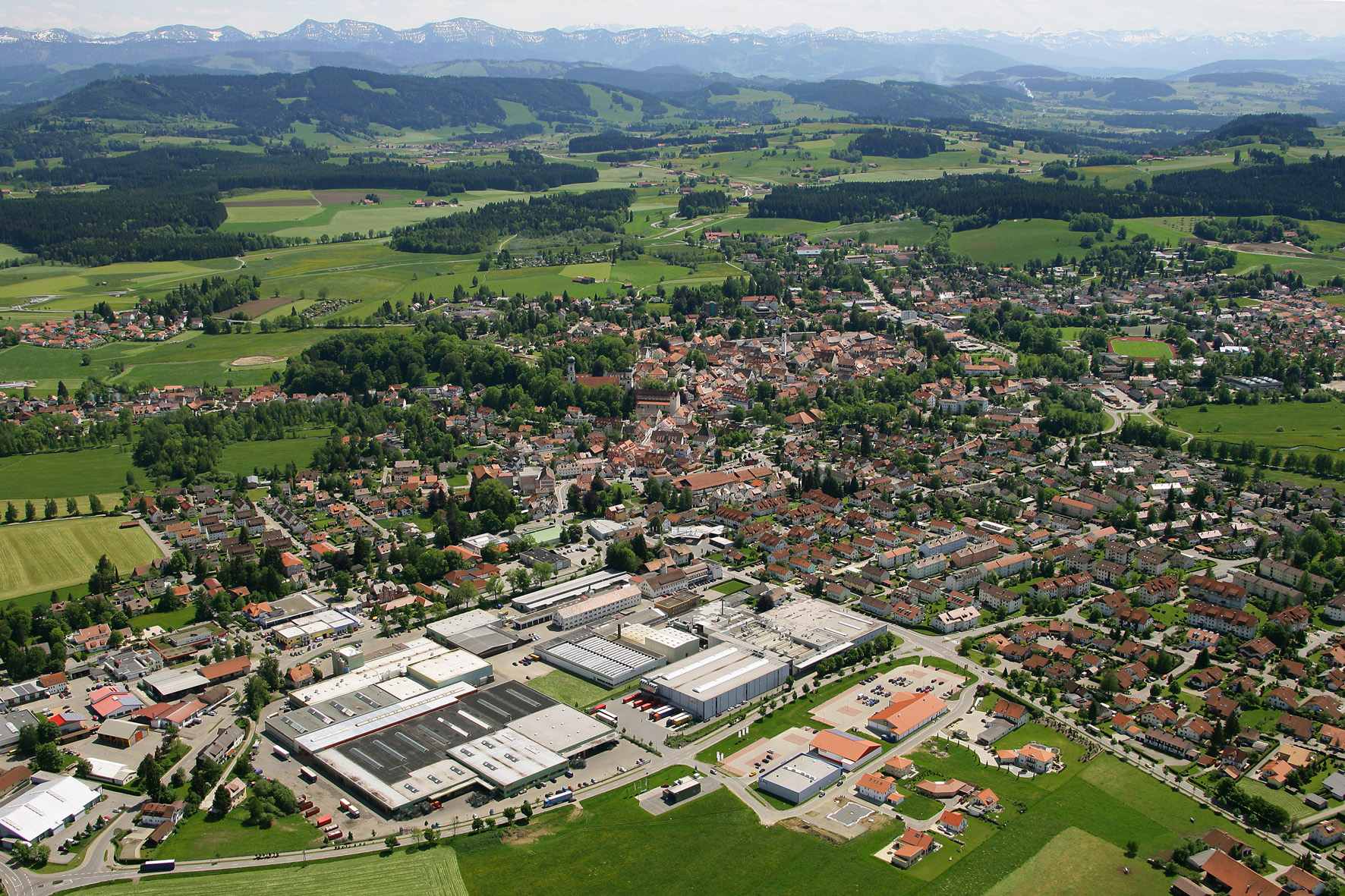
Blick auf Isny im Allgäu

Eine Siedlungskontinuität ausgehend von dem römischen Kastell Vemania bei Isny-Burkwang auf dem Stadtgebiet des heutigen Isny ist nicht belegt. Auch Vorgängersiedlungen aus keltischer oder alamannischer Zeit sind bislang nicht bekannt. Die ersten Siedlungsspuren finden sich erst wieder ab dem 11. Jahrhundert. Isny war ehemals zu Rohrdorf eingepfarrt, heute ein Stadtteil von Isny etwa 5 Kilometer nordöstlich der Stadt, wo sich bereits in fränkischer Zeit eine Pfarrkirche befunden hatte. Um das Jahr 1040 stiftete Graf Wolfrad von Altshausen-Veringen eine Kirche in „villa Ysinensi“, welche im Dezember 1042 vom Konstanzer Bischof Eberhard dem Heiligen Georg geweiht wurde. Diese Kirchenweihe ist zugleich die erste urkundliche Erwähnung des Ortes Isny. Zur Namensgebung gibt es unterschiedliche Thesen. Das älteste bekannte Stadtwappen zeigt ein Hufeisen, weshalb der Namen Isny von Isen (also Eisen) abgeleitet sein soll. In einer Urkunde aus dem Jahr 1171 wird von dem Bach Ysenach gesprochen, was die These nahe legt, dass die heutige Ach ursprünglich als Eisen-Ach bezeichnet wurde. Diese erste, 1042 geweihte Kirche stand im Bereich der heutigen katholischen Pfarrkirche St. Georg und Jakobus. Die Stiftung des Grafen Wolfrad wurde durch dessen Sohn erweitert, indem er neben der Kirche ein Kloster erbauen ließ und dieses zusammen mit weiteren Gütern im Jahr 1096 an die Hirsauer Benediktinermönche übergab, welche nunmehr für die Bewirtschaftung des neuen Klosters sorgten. 1189 schenkte Kaiser Barbarossa die Rohrdorfer Pfarrei dem aufstrebenden Kloster Isny, wodurch Isny zum kirchlichen Zentrum der Region wurde und wohl von nun an eigene Pfarrei war. Zu diesem Zweck ließ der Abt neben der Klosterkirche St. Georg eine Marktkirche für die Bevölkerung erbauen, die dem Heiligen Nikolaus geweiht wurde.
Isny wurde nun Sitz eines Landkapitels (Dekanat) der Diözese Konstanz und unterstand bis 1821 dem Bistum Konstanz. Bereits im 12. Jahrhundert hatten sich um das Kloster dörfliche Strukturen mit Handwerkern und Kaufleuten ausgebildet, ab 1171 wurde der kleine Ort durch Abt und Grundherrschaft planmäßig zur Marktsiedlung ausgebaut. Im Laufe des 13. Jahrhunderts entwickelten sich zusehends städtische Strukturen. 1238 wird Isny bereits als „civitas“ erwähnt und 1255 wird von „cives“ berichtet. 1257 wird Isny als „burgum“ bezeichnet, was für einen befestigten Ort spricht. In dieser Zeit der allmählichen Stadtwerdung verloren die Grafen von Altshausen-Veringen immer mehr an Macht und Besitz im Allgäu und mussten schließlich um 1250 ihre Herrschaft Isny an die Truchsesse von Waldburg verpfänden. Auf Betreiben Heinrichs von Isny erhielt die Marktsiedlung 1281 durch König Rudolf von Habsburg die Rechte und Freiheiten der Stadt Lindau. Somit war Isny offiziell Stadt geworden und wurde nun – wenn nicht schon seit der Mitte des 13. Jahrhunderts vorhanden – mit einer Befestigung aus Mauern, Toren und Gräben umgeben.

### Reichsstadt 1365

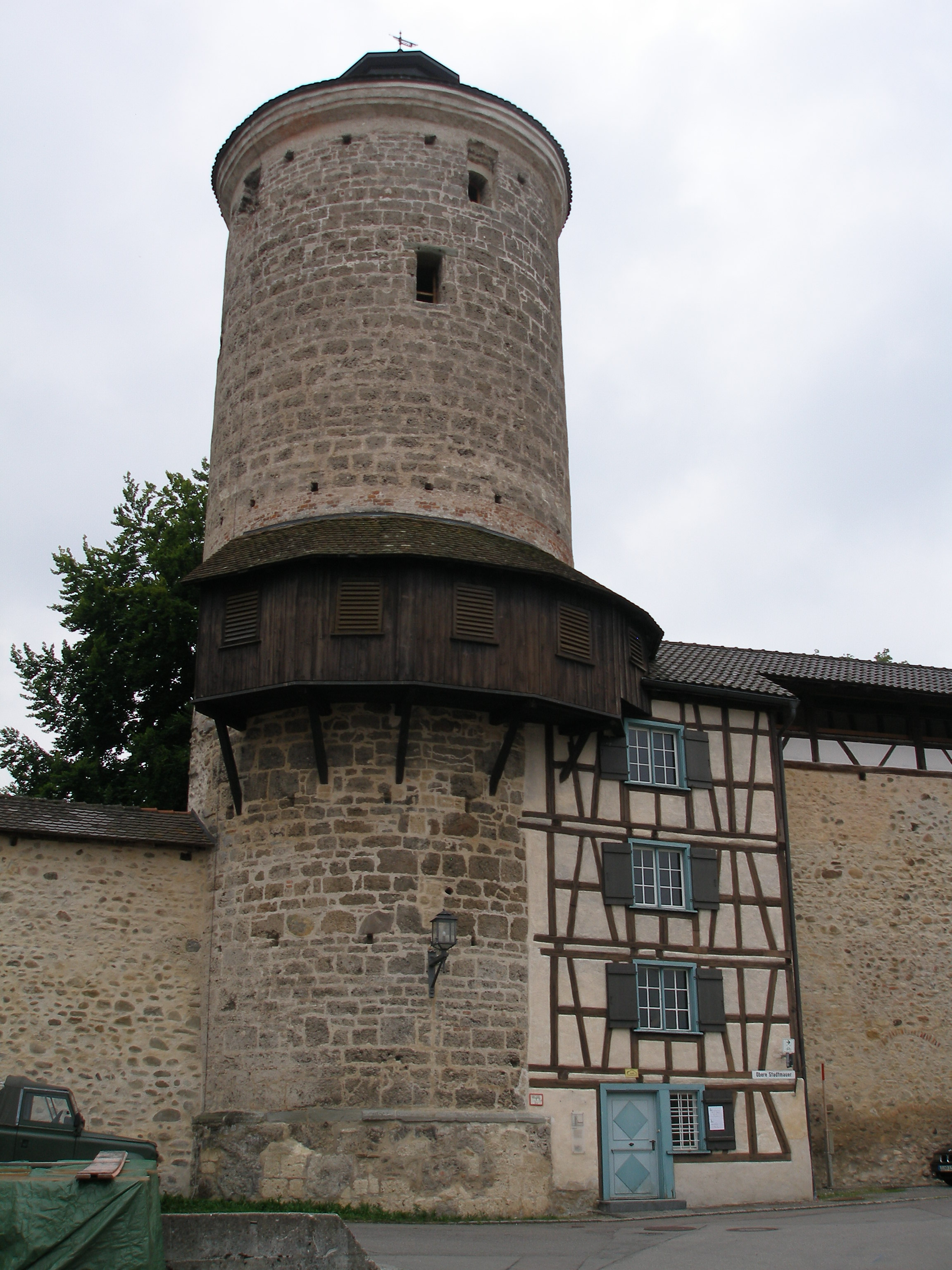
Der Diebsturm, ein Rest der Stadtbefestigung

Nur wenige Jahre nach der Stadterhebung verwüstete eine große Feuersbrunst im Jahr 1284 das Kloster, die beiden Kirchen sowie zwei Drittel der Stadt. Noch im selben Jahr wurde unter Heinrich von Brunow mit dem Wiederaufbau des Klosters und der beiden Kirchen begonnen, die schon 1288 durch Bischof Konrad von Toul neu geweiht wurden. Inwieweit der ovale Stadtgrundriss mit seinem markanten Straßenkreuz und den vier Stadttoren schon damals bestand, oder ob dieser erst durch Nachregulierungen und Erweiterungen im 14. Jahrhundert entstand, ist bislang nicht eindeutig geklärt. Die Vogtrechte über Stadt und Kloster gingen 1306 vollständig an den Truchsessen von Waldburg über. Im Jahr 1365 kauften sich die Isnyer Bürger für 9000 Pfund Heller von ihrem Vogtherren frei und wurden noch im gleichen Jahr durch Bestätigung Kaiser Karls IV. unter den „Freien Reichsstädten“ aufgenommen. Das neue Selbstverständnis der jungen Reichsstadt bekam das Kloster 1379 zu spüren. Die Stadt erlaubte sich in diesem Jahr 90 dem Kloster gehörige und um die Stadt liegende Gebäude niederzubrennen, angeblich weil diese für die Sicherheit der Stadt bei Annäherung eines Feindes gefährlich seien. Auf die Beschwerde des Klosters vor dem Kaiser wurde der Bereich der ehemaligen Viehweide (nordöstlich der Stadt) an das Kloster abgetreten, damit sich hier die Mitglieder des Klosters neu ansiedeln konnten.
Hieraus entstand dann die katholische, spätere Isny-Vorstadt entlang der heutigen Kastellstraße. Wenngleich keine genauen Belege vorliegen, so ist doch anzunehmen, dass sich schon recht früh eine kleinere Ansiedlung außerhalb der Stadtmauer im Bereich der drei Mühlen entwickelt hatte. Im Vertrag von 1171 werden zwei neu gebaute Mühlen an der Ach erwähnt. Die Untere Mühle (Seidenstraße 43, Neubau 1976) dürfte bereits in dieser Zeit entstanden und laut Inschrift 1545 neu erbaut worden sein. Hier könnten sich außerhalb des Espantores schon in spätmittelalterlicher Zeit kleinere Hofanlagen befunden haben. Ob mit der anderen Mühle im 12. Jahrhundert die Obere oder die Bruckmühle gemeint ist, lässt sich nicht eindeutig sagen. Die Obere Mühle (Kastellstraße 17, Abbruch 1966) ist ab 1439 urkundlich belegt, die Bruckmühle (Burgplatz 3, Abbruch 1992) bestand wohl zumindest im 13. Jahrhundert schon. In deren Umfeld entwickelte sich wohl ab dem 13. Jahrhundert eine dörfliche Siedlung, die Wassertor- oder Färbervorstadt, die bereits 1290 erwähnt wird und ein eigenes Tor (Eschertor, Abbruch 1811) besaß. Die übrigen Vorstädte (im Südwesten die Obertorvorstadt und im Südosten die Bergtorvorstadt) entstanden wohl allmählich im 17./18. Jahrhundert. 1381 gab sich die Reichsstadt Isny eine eigene Zunftverfassung. Wichtigster Wirtschaftszweig und Grundlage für den Wohlstand war des Textilgewerbe und hier insbesondere der Leinwandhandel. Die Bürger der Stadt waren an der Ravensburger Handelsgesellschaft beteiligt und pflegten Kontakte in alle Länder Europas. Noch im 19. Jahrhundert zeugen zahlreiche Weberhäuser von dieser einstigen Haupterwerbsquelle. 1507 erhielt Isny das Münzrecht und durfte nun auch eigenes Geld prägen.
Zwischen dem Kloster und der reichsfreien Stadt kam es noch öfters zu Streitigkeiten. So wundert es nicht, dass der Gedanken der Reformation in Isny schnell Verbreitung fand. Bereits 1529 nahm Isny in Speyer an der Protestaktion der evangelischen Stände teil und wurde dadurch zu einem Zentrum der Reformation im Allgäu. 1531 trat Isny dem Schmalkaldischen Bund bei und 1555 wurde die Nikolaikirche endgültig der Stadt und damit dem protestantischen Gottesdienst übergeben. Das Kloster selbst blieb jedoch bis 1803 katholisches Konvent. Dadurch kam es über die Jahrhunderte immer wieder zu Auseinandersetzungen zwischen Protestanten und Katholiken. Erst der Westfälische Frieden hatte 1648 für eine klare Trennung gesorgt: Protestanten „intra muros“ und Katholiken „extra muros“. Dem katholischen Kloster gehörten z. B. zwei Mühlen in der Stadt sowie die ländlich und von Handwerkern (besonders Webern) geprägte Siedlung auf der „Viehweid“, die Anfang des 19. Jahrhunderts zur eigenständigen Kommune „Isny-Vorstadt“ wurde und sich erst 1911 mit der Stadt Isny zusammenschloss.

### Brand von 1631
Das wohl einschneidendste Ereignis in der Stadtbaugeschichte der Reichsstadt Isny fand durch einen Brand am 15. September 1631 statt. Nachdem der Magd eines Bäckers das Feuer im Ofen außer Kontrolle geraten war, brannten 315 von 379 Bürgerhäusern, das Rathaus, Tore und Wehranlagen, die Pfarrkirche und das Kloster ab. Lediglich das Areal rund um Espantorstraße und Am Stadtbach überstanden die Verwüstung. Neben dieser verheerenden Katastrophe sorgten auch Plünderungen des Dreißigjährigen Krieges, die Pest und der Rückgang des Leinwandhandels für den wirtschaftlichen Niedergang der Stadt. Seit dieser Zeit war Isny hoch verschuldet. Nur langsam konnte sich die Stadt im 18. Jahrhundert erholen und es siedelten sich teils namhafte Fabriken im Textilgewerbe an. Jedoch auch im 18. Jahrhundert wiederholten sich Brände in der Stadt. So brannte 1721 der Blaserturm gänzlich aus und auch Gebäude in der Bergtorstraße fielen dem Feuer zum Opfer. 1727 brannte ein größeres Areal nördlich der Stadtmauer im Bereich der heutigen Kronengasse und des Entenmooses völlig ab. Im Jahr 1800 folgte schließlich ein größerer Brand im südwestlichen Abschnitt der Obertorstraße.

### Württembergische Landstadt 1806

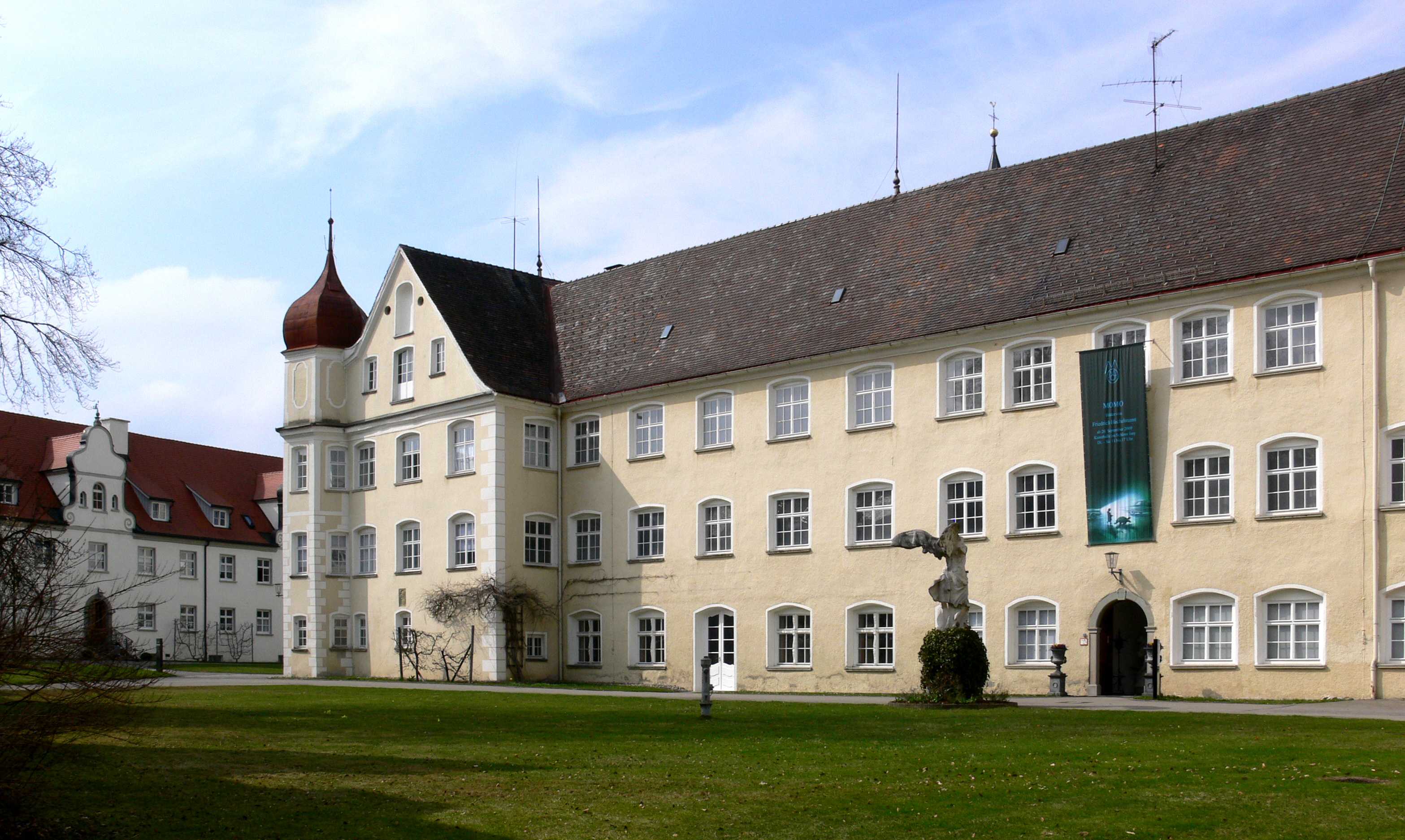
Ehemaliges Kloster, zum Schloss umgebaut

Mit dem Reichsdeputationshauptschluss von 1803 verlor die Stadt Isny ihren Status als Reichsstadt. Stadt und Kloster wurden dem Reichsgrafen Otto von Quadt-Wykradt als Entschädigung für den Verlust seiner linksrheinischen Besitzungen zugesprochen. Im Jahr 1806 kam Isny unter württembergische Landeshoheit und bildete zunächst selbst den Sitz eines Oberamtes, das Kloster blieb in gräflichem Besitz und wurde zum Schloss ausgebaut, bis es 1942 schließlich an die Stadt Stuttgart verkauft wurde. 1810 wurde Isny dem Oberamt Wangen zugewiesen. Kirchlich erfolgte in den Jahren 1821/28 – mit der Auflösung des Bistums Konstanz – der Übergang an das Bistum Rottenburg. Im 19. Jahrhundert nahm die katholische Bevölkerung auch in der Kernstadt Isny, die seit der Reformation bis zum Ende der Reichsstadtzeit rein evangelisch gewesen war, stark zu. Die Katholiken bemühten sich deshalb um eine eigene Kirche (die Pfarrkirche St. Georg und Jakobus war nur für die Gemeinde Isny-Vorstadt zuständig). Die Pfarrei St. Maria wurde 1888 gegründet und 1903 konnte Bischof von Keppler die nach Plänen von Architekt Cades durch den Isnyer Werkmeister J. Burger erbaute Marienkirche (Kemptener Straße 5) einweihen. Mit der Zugehörigkeit zu Württemberg lag Isny nun am äußersten Zipfel des Landes und unmittelbar an der Grenze zu Bayern. Traditionelle Handelswege waren abgeschnitten, der Salzhandel mit Österreich und der Schweiz ging verloren. Vergeblich versuchte Isny dem Königreich Bayern zugeschlagen zu werden. Entspannung brachte schließlich die Gründung des Zollvereins Bayern-Württemberg. Doch zwei Stadtbrände in den Jahren 1864 und 1866 hemmten den Aufstieg erneut. Auch im ausgehenden 19. und frühen 20. Jahrhundert blieb die Stadt nicht gänzlich von Bränden verschont, jedoch waren hier meist nur einzelne Gebäude betroffen, wie etwa im Jahr 1898 die Gebäude Marktplatz 3 und Wassertorstraße 4 oder im Jahr 1905 das Gasthaus zum Ochsen (Wassertorstraße 6).

### Tourismus- und Kurort

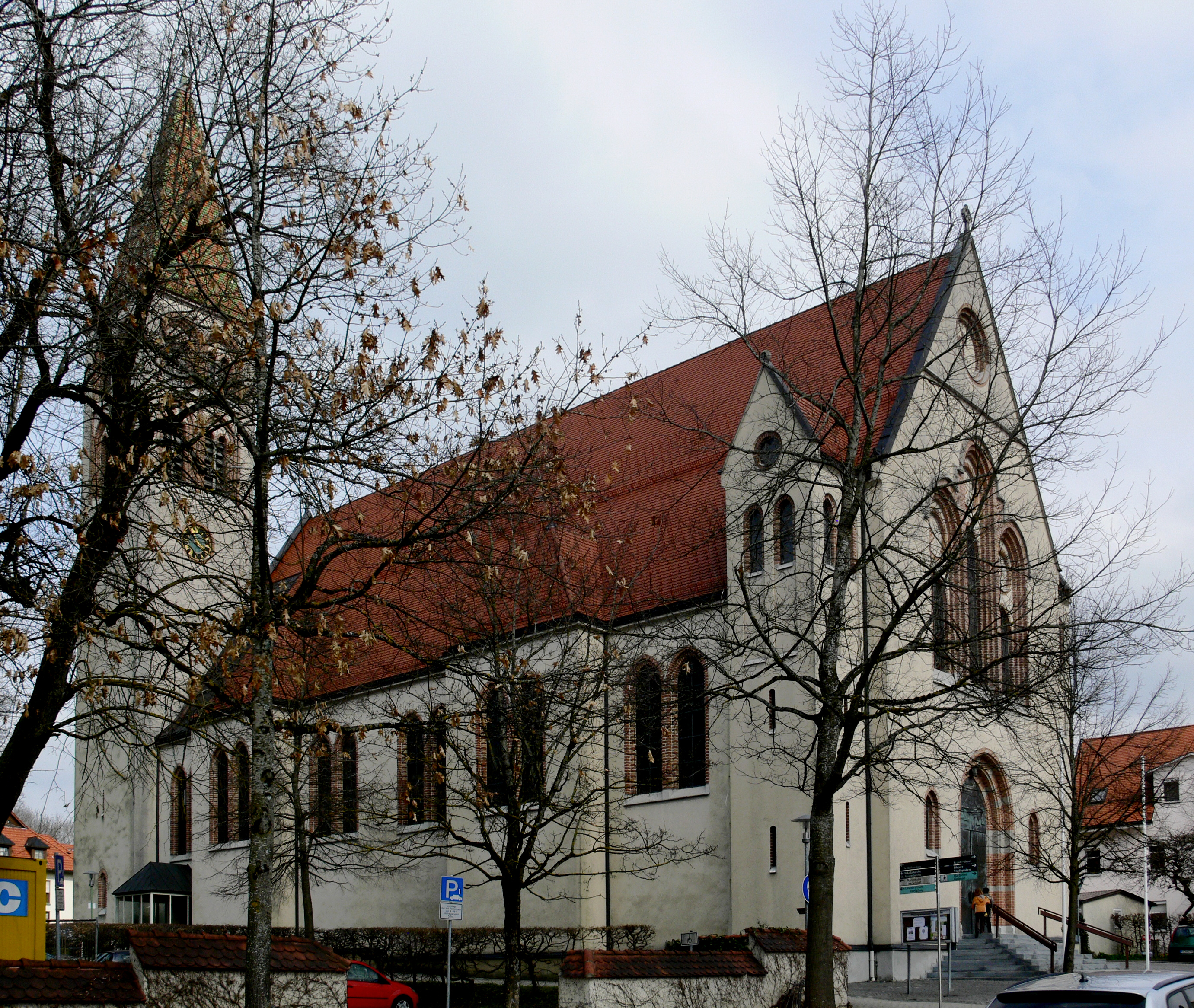
Die Katholische Stadtpfarrkirche St. Maria von 1903 (Joseph Cades, Stuttgart)

Mit der Eröffnung der Bahnstrecke Herbertingen–Isny im Jahr 1874 (1976 stillgelegt) erfolgte erneut ein kleiner Aufschwung in der Entwicklung der Stadt. 1876 wurde ein Verschönerungsverein und 1898 der „Verein zur Hebung des Fremdenverkehrs“ gegründet. 1909 wurde die Bahnstrecke Kempten–Isny eröffnet (1984 stillgelegt). So konnte die Stadt immer mehr Touristen gewinnen und entwickelte sich schließlich von der Textilgewerbestadt zum Tourismus- und Kurort. 1965 erhielt Isny das Prädikat „Heilklimatischer Kurort“. Dies führte auch zum weiteren Wachstum der Stadt. Bis zur Mitte der 1960er Jahre wurde ein erstes Neubaugebiet im Südwesten bebaut. In der folgenden Dekade wurden gleich mehrere Flächen im Norden, Südosten, Süden und Westen sowie abgesetzt von der Stadt im Osten ausgewiesen. Eine letzte größere Siedlungsphase folgte in den 1980er Jahren. Vor allem im Norden und Nordosten der Stadt konnten dadurch großflächige Industrie- und Gewerbegebiete geschaffen werden. 1972 wurden die bis dahin selbstständigen Gemeinden Beuren, Großholzleute, Neutrauchburg und Rohrdorf eingemeindet. Mit der Auflösung des Landkreises Wangen kam die Stadt 1973 zum Landkreis Ravensburg. Seit dieser Zeit führt die Stadt Isny den Namensbestandteil „im Allgäu“. Ein letzter größerer Eingriff in die historische Stadtstruktur soll hier nicht unerwähnt bleiben. 2014 und 2015 wurden mehrere Gebäude im Bereich der so genannten Hofstatt abgebrochen, um hier eine städtebauliche Neustrukturierung zu schaffen. Die sogenannte Sanierung „Südliche Altstadt“ begann im April 2016 und wird wohl 2018 oder 2019 beendet sein.

## Bevölkerungsentwicklung
Die Zahl der Einwohner und Gebäude in Isny schwankt über die Jahrhunderte sehr stark aufgrund der zahlreichen Stadtbrände und Verwüstungen. 1353 zählt Isny nach dem bischöflichen Register (Liber Taxationis) 400 Wohnstätten und etwa 2000 Bewohner und ist damit nach Ravensburg die zweitgrößte Stadt in Oberschwaben. Um 1500 ist von 650 Bürgern (nur erwachsene Männer) die Rede und auch für das Jahr 1628 sind 650 steuerbare Bürger belegt. Nach dem Stadtbrand von 1631, bei dem 315 von 379 Gebäuden zerstört wurden, soll die Bürgerzahl bei noch knapp 250 gelegen haben. Für 1810 sind in Isny 1743 Einwohner registriert. Im Primärkataster aus dem Jahr 1830 sind 305 Gebäudenummern für die Stadt Isny und 50 Gebäudenummern für die Isny-Vorstadt aufgeführt. Damals lebten rund 1900 Menschen in der Stadt und Vorstadt. In der Beschreibung des Oberamts Wangen vom Jahr 1841 wird für das Jahr 1832 von 1714 Bewohnern in der Stadt berichtet. Im Jahr 1839 sollen es bereits 1881 Bewohner und im Jahr 1840 immerhin schon 1918 Bewohner gewesen sein. Hierzu kommen noch 295 katholische Bewohner der Isny-Vorstadt, welche bis 1911 selbstständige Kommune war. 1889 werden in der Stadt 2583 Einwohner (1139 evangelische und 1444 katholische) gezählt und im Jahr 1900 stieg die Einwohnerzahl bereits auf 2620. 1933 zählte die Stadt 3784 und 1950 schon 5101 Einwohner. Ab der zweiten Hälfte des 20. Jahrhunderts stieg die Bevölkerungsentwicklung erheblich an. Das statistische Landesamt Baden-Württemberg verzeichnet für 1970 bereits 11.720 Einwohner. Im Jahr 2000 waren es 14.309 Einwohner. In den letzten Jahren sind die Einwohnerzahlen leicht rückläufig, so dass für das Jahr 2012 noch 13.186 Einwohner gezählt wurden.

## Gesamtanlage der Stadt

### Silhouette und Grundriss

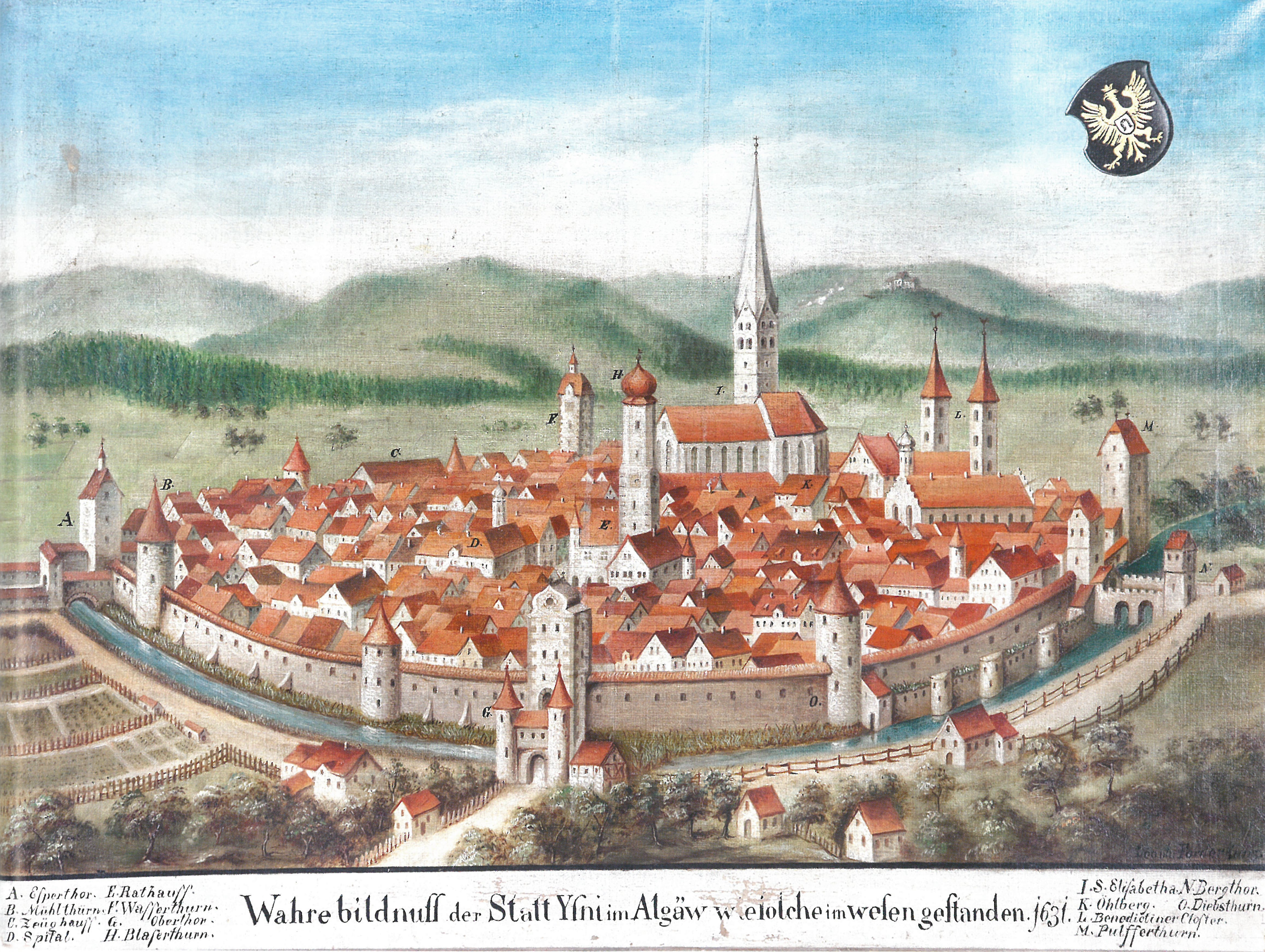
Vorderkunz: Die Reichsstadt Isny vor dem Brand von 1631

Die historische Stadtsilhouette ist besonders eindrucksvoll von den umliegenden Anhöhen aus zu bewundern. Ein Blick von der südwestlich gelegenen Felderhalde (776 m ü. NN) zeigt schön die unverwechselbare Gestalt der Stadt. Als weithin sichtbare Elemente setzen die Zwiebelhauben der drei Türme (Blaserturm, Türme der evangelischen und katholischen Pfarrkirche) sowie der Turm der Pfarrkirche St. Maria vertikale Akzente über der Stadt. Aufgrund der Neubaugebiete kann man diese Stadtsilhouette aus näherer Perspektive nicht mehr wahrnehmen. In seiner historischen Gestalt sehr gut überliefert ist der Stadtgrundriss. Bereits auf dem Vogelschaubild des Johann Morell von 1664 lässt sich die noch heute vorhandene Grundrissstruktur mit der ovalen, befestigten Stadtanlage und dem, das Stadtgefüge in vier Viertel teilenden Hauptstraßenkreuz gut erkennen.
Oval und Straßenkreuz sind die städtebaulichen Grundelemente. Beide sind aber nicht in einer rein geometrischen Form verwirklicht. Der Mauerring des Ovals passt sich frei den topographischen Gegebenheiten an. Der Marktplatz ist aus dem geometrischen Mittelpunkt nach Süden gerückt. Die Straßen sind keine starren Achsen mit eindeutigen Fluchtpunkten, sondern leicht geschwungen, so dass man von den Toren nicht bis zum Marktplatz sieht. Die Bebauung der einzelnen Straßenabschnitte ist weitestgehend geschlossen und nicht durch lineare Baulinien im Sinne des 19. Jahrhunderts begrenzt, sondern wiederum in vielfältige Bewegungen aufgelöst. An mehreren Stellen, so vor allem vor der Einmündung in den Marktplatz, verengen sich die Straßen. So entstehen immer wieder geschlossene Straßenräume in lebendigem Wechsel.

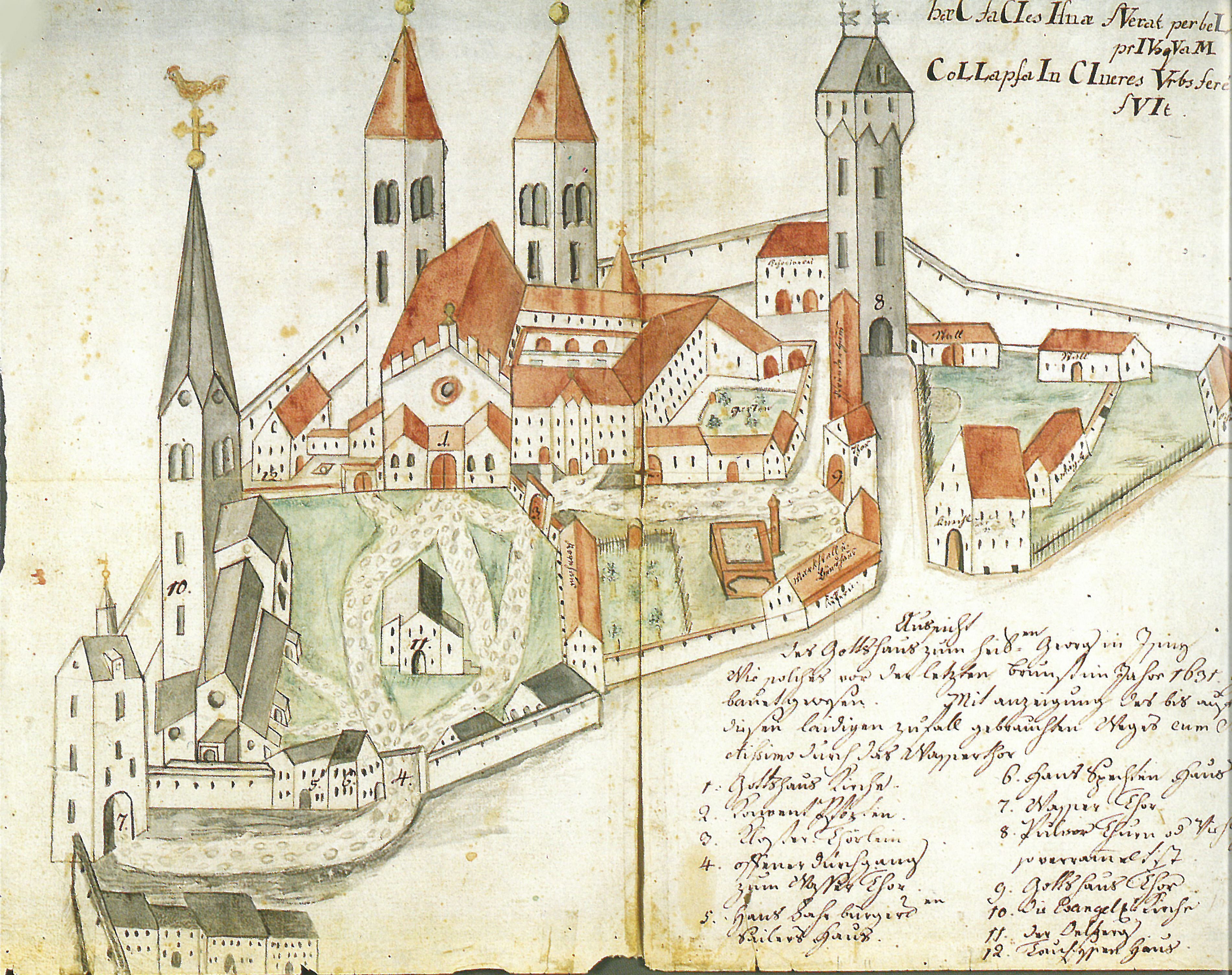
Isny, Geistlicher Bezirk vor 1631

Die äußere Form des historischen Stadtgrundrisses zeichnet sich sehr deutlich als ovale Form ab. Innerhalb dieses, durch Stadtbefestigung eingefassten Ovals lassen sich zwei historische Siedlungsschwerpunkte ablesen. Zum einen das „geistliche Zentrum“ mit Kloster und den beiden Kirchen im Nordosten und zum anderen das „weltliche Straßen-Zentrum“ mit Marktplatz am Kreuzungsbereich der Hauptstraßenachsen und den dortigen baulichen Dominanten Blaserturm, Hallgebäude und Rathaus. Während der klösterliche Bezirk mit den Kirchen eine eher ungeregelte Struktur einnimmt, die
sich teils nach der Ostung der beiden Kirchen und der südlich der Klosterkirche St. Georg und Jakobus angegliederten Klosteranlage orientiert, hat der weltliche Stadtbezirk eine sehr klare Gliederung.

### Altstadtgliederung
Von Südwesten nach Nordosten durchzieht die Hauptachse (Obertorstraße – Wassertorstraße) den befestigten Stadtkern. Eine weitere Hauptachse (Espantorstraße – Bergtorstraße) verläuft von Nordwesten nach Südosten durch die historische Altstadt. Am Schnittpunkt der beiden Hauptachsen weitet sich der Straßenraum nach Süden zum Marktplatz auf, der vom stattlichen Hallgebäude und dem Blaserturm dominiert wird; bis 1856 stand hier zudem ein Zollhaus, welches im 18. Jahrhundert an der Stelle des 1631 abgebrannten Rathauses erbaut wurde. Die Hauptachsen teilen das Stadtoval somit in vier Viertel. Auf dem Primärkatasterplan von 1826 ist diese Struktur gut zu erkennen. Auffallend ist hierbei wiederum, dass die beiden größeren Viertel (das nördliche und das östliche) relativ orthogonale Straßen- und Gassenverläufe zeigen. Die beiden kleineren Viertel im Süden und Westen hingegen zeigen eher unstrukturierte und organisch anmutende Gassen und Gässchen. Der Grund dafür dürfte im großen Stadtbrand von 1631 zu finden sein. Große Teile der Stadt, vor allem im nördlichen und nordöstlichen Bereich sind damals zerstört worden. Beim Wiederaufbau ab der Mitte des 17. Jahrhunderts hat man bewusst breitere Straßen und Feuergassen angelegt und wohl auch die Parzellenstruktur „begradigt“. Im westlichen Viertel – im Bereich des Stadtbaches – blieb die Stadt hingegen weitestgehend verschont bzw. die Schäden an den Gebäuden waren geringer, so dass hier möglicherweise noch die mittelalterliche Gassen- und Parzellenstruktur vorhanden ist. In diesem Viertel wurde die Stadt ursprünglich von einem offenen Bach durchflossen. Der Krumbach tritt an der Hofstatt (vom Oberen Grabenweiher kommend) in die Stadt ein und wird dann als Stadtbach bezeichnet. Südlich des Hallgebäudes überquert er den Marktplatz, fließt dann am Spitalgebäude vorbei, dem Straßenzug „Am Stadtbach“ folgend zur ehemaligen Stadtmühle (Am Stadtbach 21). Heute ist der Bach in den Untergrund verbannt.

### Stadtbrände
Prägend, sowohl für die Stadtgeschichte als auch für die Stadtgestalt, sind die zahlreichen Stadtbrände, die Isny immer wieder heimsuchten. Trotz dieser Stadtbrände – der verheerendste im Jahr 1631 – blieb das Gesamtbild des Stadtgrundrisses weitestgehend unverändert. Es wurden ab der Mitte des 17. Jahrhunderts wohl nur vereinzelte Begradigungen und Verbreiterungen der Gassen und Straßen vorgenommen. Aber noch bis heute sind vereinzelte, durch den Stadtbrand von 1631 verursachte Lücken im westlichen und südlichen Stadtviertel sichtbar, wenngleich die Lücken im Bereich der Hofstatt durch die jüngsten Baumaßnahmen nun nicht mehr nachvollziehbar sind. Was der Primärkatasterplan noch nicht zeigt, sind die Zerstörungen im östlichen Viertel aufgrund der Stadtbrände von 1864 und 1866. Ein Wiederaufbauplan aus dem Jahr 1866 zeigt den Umfang der Zerstörungen und zugleich die Neuplanungen beim Wiederaufbau nach 1866. So wurde östlich, parallel zur Wassertorstraße der Hofweg völlig neu angelegt und dadurch die bisherige Parzellentiefe in etwa halbiert. Die stattlichsten Bürgerhäuser finden sich im Zentrum der Stadtanlage, im Bereich des Marktplatzes. Hier stehen überwiegend massiv gemauerte und verputzte, zumeist dreigeschossige Gebäude. Zu den historischen Stadträndern hin und in den Vorstadt-Bereichen dominieren hingegen kleinere, zumeist nur zweigeschossige Wohnhäuser, die im Erdgeschoss fast immer massiv gemauert sind, in den Obergeschoss aber teilweise verputzte Fachwerkkonstruktionen aufweisen. Nur sehr selten findet sich unverputztes Zierfachwerk. Vereinzelt sind den Fassaden oder Gebäudeecken der großen Patrizierhäuser Erker vorgelagert.
Als bauliche Dominanten zeigen sich zunächst die Türme der beiden Pfarrkirchen sowie der Blaserturm. In der Stadt bestimmen dann auch die Stadtbefestigung mit größeren, noch erhaltenen Stadtmauerabschnitten und den beiden Stadttoren (Espantorturm und Wassertorturm) sowie den weiteren Türmen (Diebsturm, Speicherturm, Mühlturm und Hafendeckelturm) das Stadtbild. Innerhalb dieses Befestigungsovals zeigen sich zwei, durch Großbauten geprägte Schwerpunkte. Zum einen der „geistliche Bereich“ rund um das ehemalige Kloster und spätere Schloss, und zum anderen der „weltliche Bereich“ rund um den Marktplatz mit den dominierenden Gebäuden von Rathaus, Hallgebäude und ehemaligem Spital. Während die Bebauung innerhalb des ummauerten Stadtovals ein sehr städtisches Erscheinungsbild widerspiegelt, zeigen sich in den Vorstädten und insbesondere entlang der Kastellstraße vermehrt Ökonomiegebäude, Scheunen und ackerbürgerliche Anwesen.

### Stadtbefestigung

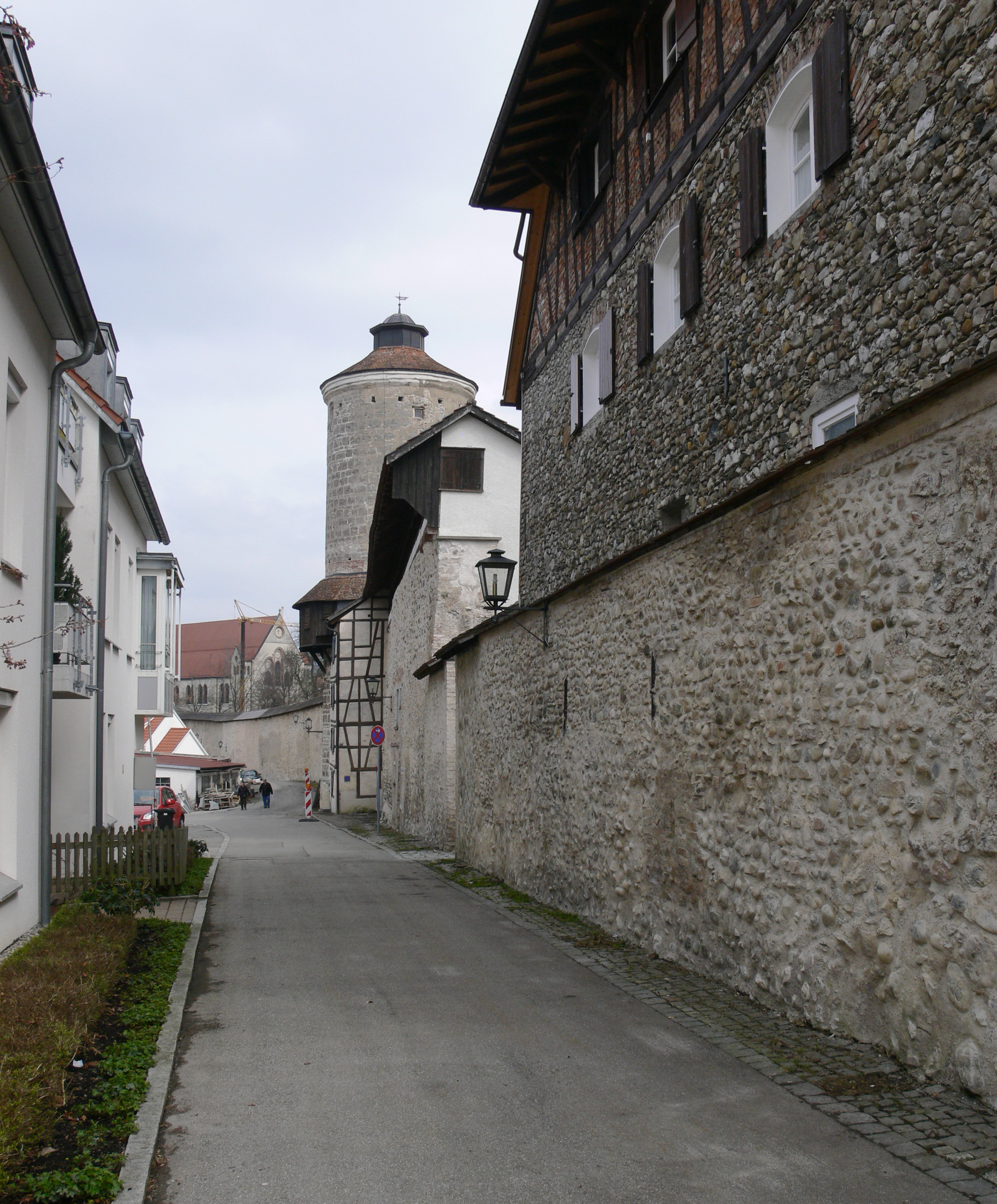
Stadtmauer in der Nähe des Diebsturms

Die Entwicklung der Stadtbefestigung ist bis heute nicht eindeutig zu beantworten. Möglicherweise wurde bereits ab der Mitte des 13. Jahrhunderts eine kleinere Befestigung angelegt und das heutige Oval erst mit der Erhebung Isnys zur Stadt im Jahr 1281 ausgebaut. Es gibt Hinweise darauf, dass die Stadtbefestigung sukzessive erweitert wurde. Bemerkenswert ist hierbei auch, dass nur drei der ursprünglich vier Stadttore der Kernstadt zu Überlandstraßen und benachbarten Orten führen (das Wassertor nach Norden in Richtung Leutkirch, das Bergtor nach Osten in Richtung Kempten und das Obertor nach Südwesten in Richtung Lindau). Das 1399 erstmals erwähnte Espantor führt hingegen auf den so genannten Espan. Der Espan ist allgemein ein grasbewachsenes aber nicht sehr gepflegtes Landstück, das von der Bewirtschaftung ausgenommen ist und sich im Besitz der Allgemeinheit befindet. Die Gemeinde benützte es als Lager-, Versammlungs- und Festplatz. Heute wird die ehemalige Freifläche des Espan als Rain bezeichnet.

### Historische Grün- und Wasserflächen

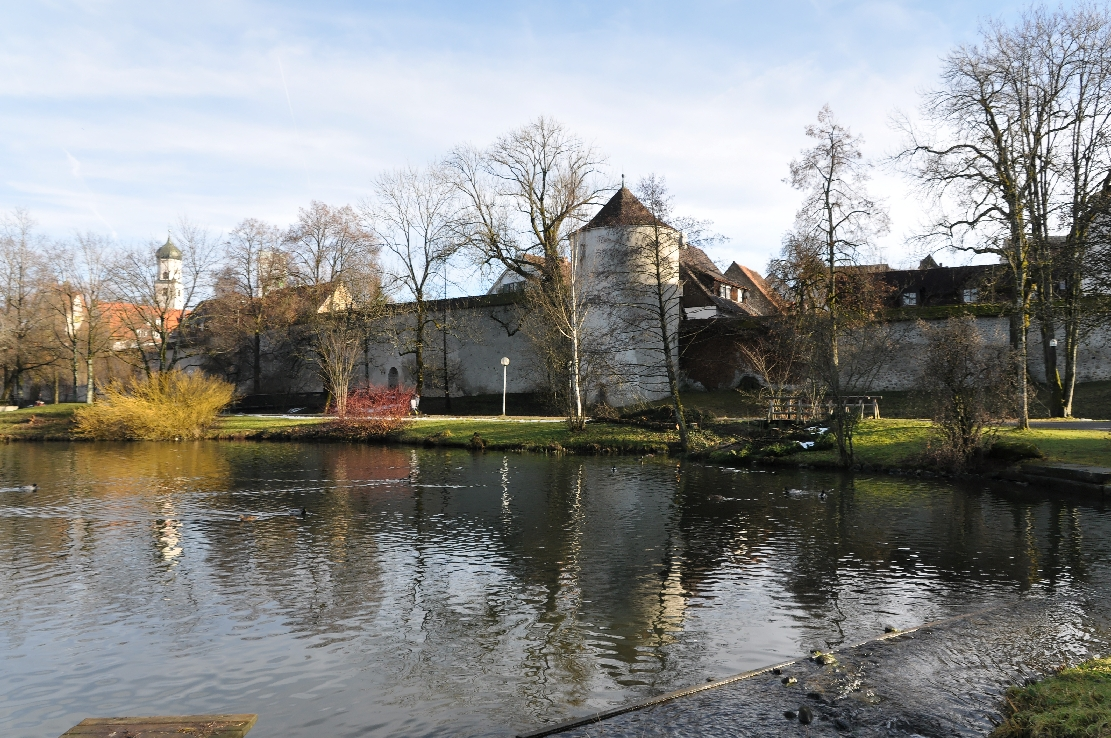
Teiche vor der Mauer mit Speicherturm

Historische Grün- und Wasserflächen sind im untersuchten Gebiet recht häufig vorhanden. So ist neben dem Lauf der Ach mit ihrer Aufweitung zum Sauweiher vor allem der noch nahezu vollständig überlieferte Freiraum des ehemaligen Grabenbereichs rund um das Stadtmaueroval zu nennen. Hier sind heute unterschiedlichste Grün- und Parkflächen im Bereich des aufgefüllten Stadtgrabens angelegt. In zwei Bereichen hat sich der Graben sogar noch erhalten und ist als Wasserfläche (Oberer und Unterer Grabenweiher) erlebbar. Östlich der Stadt befindet sich zudem ein großer Landschaftspark, der zur Villa der Fürsten von Quadt gehört (Herrenberg 26). Innerhalb der ummauerten Altstadt von Isny finden sich, nach der Verdolung des Stadtbaches, keine historischen Wasserflächen. Auch erhaltenswerte Grünflächen sind nur ganz vereinzelt erhalten, wobei hier insbesondere die Freiflächen im Bereich des ehemaligen Klosters hervorzuheben sind. Östlich der Kanzleistraße ist eine Teilfläche des ehemaligen Schlossgartens als Kulturdenkmal erfasst.

### Soziale Gliederung
Aus dem Primärkataster von 1830 lassen sind gewisse soziale Gliederungen und Handwerkerquartiere innerhalb der Stadt ablesen. Entlang der Hauptachsen (Bergtorstraße, Obertorstraße, Wassertorstraße)
siedelten sich vor allem Gasthäuser und Kaufleute an, die hier durchreisende Gäste versorgen konnten. Im Bereich der Espantorstraße findet sich hingegen ein Teil der städtischen Oberschicht, wie der Stadtrat, Apotheker und angesehene Kaufleute. In den zurückliegenden Gassen wohnten vermehrt kleinere Handwerker wie Hafner, Schreiner und Schuhmacher. Im westlichen Viertel beim Rossmarkt und besonders am Stadtbach finden sich Gerber und Textilschaffende (Schneider und Weber). Nördlich, außerhalb der Stadtmauer befand sich die Wassertor- oder Färbervorstadt, die entlang ihrer Hauptachse (Bahnhofstraße), der Verlängerung der Wassertorstraße, ebenfalls vermehrt von Gasthäusern besiedelt war. Hier finden sich aber auch vereinzelt Gerber und Hufschmiede. Besonders auffallend ist jedoch die westliche Wassertorvorstadt im Bereich Entenmoos, Kronengasse, Webergasse und Gerbergasse. Wie die beiden letzten Gassennamen schon deutlich machen, waren hier überwiegend Weber, Gerber und andere Textilhandwerker angesiedelt. Östlich der Bahnhofstraße, insbesondere entlang der Kastellstraße, war die dem Kloster unterstehende katholische Vorstadt (später Isny-Vorstadt). Hier finden sich 1830 neben vereinzelten Handwerkern nun erstmals auch einige bäuerliche Anwesen auf dem historischen Stadtgebiet von Isny. Diese historische Quartierbildung lässt sich heute nicht mehr so klar erkennen. Noch immer befinden sich die großen Gasthäuser und Hotels an den Hauptachsen, jedoch sind viele Handwerker wie Weber und Schmiede verschwunden. Wie schon oben erwähnt findet sich in Isny eine mehr oder weniger klare Struktur im historischen Stadtgefüge, die sowohl in wirtschaftlichen und gewerblichen Funktionen als auch im religiösen und sozialen Leben begründet ist.
Am nordöstlichen Rand des ovalen Stadtkerns findet sich das „geistliche Zentrum“ mit seiner religiösen Funktion. Der übrige Stadtkern wird von der mittleren und gehobenen Bürgerschaft bewohnt, wobei die Hauptachsen von den Wirten und Kaufleuten bestimmt werden und entsprechend durch Gast- und Geschäftshäuser dominiert werden. Außerhalb, insbesondere nördlich der Stadt siedelten sich am Bachlauf der Ach bereits im Mittelalter die Mühlenbetriebe an. Hier entstanden regelrechte „Mühlenviertel“ und kleine Handwerkerbetriebe, die primär vom Textilgewerbe lebten (Weber, Gerber und Färber). Die so genannte katholische Vorstadt entlang der Kastellstraße blieb bis heute recht locker bebaut und verweist somit nach wie vor auf die dörflich-landwirtschaftliche Prägung dieses Gebietes, das bis ins 19. Jahrhundert hinein von bäuerlichen Anwesen bestimmt wurde.
Entsprechend dieser deutlichen Strukturierung im Stadtgefüge finden sich auch diverse historische Sonderbauten. Die beiliegende Kartierung auf dem Primärkatasterplan macht diese deutlich. Die historischen Sonderbauten stellen im „geistlichen Bezirk“ natürlich die beiden Kirchen und das ehemalige Kloster (später Schloss) dar. Aber auch die neben den stattlichen Kirchen eher unscheinbar wirkende Ölbergkapelle ist als wichtiger Sonderbau zu erwähnen. Die bürgerliche Stadt wird neben ihrem zentralen Rathausgebäude von zahlreichen Gasthäusern bestimmt. Daneben dominieren zwei Apotheken und einige stattliche Kaufmannshäuser das Straßenbild entlang der Hauptachsen. Das Zentrum des Straßengefüges bildet der Marktplatz mit dem weithin sichtbaren Blaserturm. Aber auch kirchliche Einrichtungen, wie das ehemalige Schulhaus in der Bergtorstraße, die Mädchenschule (Spitalgasse 9) oder Pfarrhäuser prägen das historische Stadtbild. Ganz wesentlich, sowohl für das äußere als auch das innere Stadtbild und nicht zuletzt für den Stadtgrundriss sind die Bauwerke der Stadtbefestigung. Große Abschnitte der nördlichen und der südlichen Stadtmauer samt ihren Grabenbereichen sind noch bis heute erhalten. Zudem die beiden Stadttore Espantorturm und Wassertorturm und einzelne Stadtmauertürme. Außerhalb der Stadtmauer sind nur wenige historische Sonderbauten zu erwähnen. Hierzu gehören vor allem die drei ehemaligen Mühlen an der Ach sowie einzelne Gasthäuser an der Bahnhofstraße.

## Sachgesamtheit Stadtbefestigung
| Bild           | Bezeichnung                     | Lage | Datierung | Beschreibung | ID |
| -------------- | ------------------------------- | ---- | --------- | --- | -- |
| Weitere Bilder | Stadtmauer mit Türmen und Toren |      |           | Die Stadtbefestigung ist ein Dokument der historischen Verteidigungstechnik und Rechtsdokument für die Stadtgeschichte. In ihr spiegelt sich der typische Umgang mit Stadtbefestigungen wider: von der schrittweisen Entfestigung im 19. Jahrhundert bis zur Herausarbeitung als Identifikationsmerkmal im Zuge der Altstadtsanierung in den 1970er Jahren. Geschützt nach §§ 28 (Sachgesamtheit) DSchG |    |

### Einzelbauwerke der Stadtbefestigung

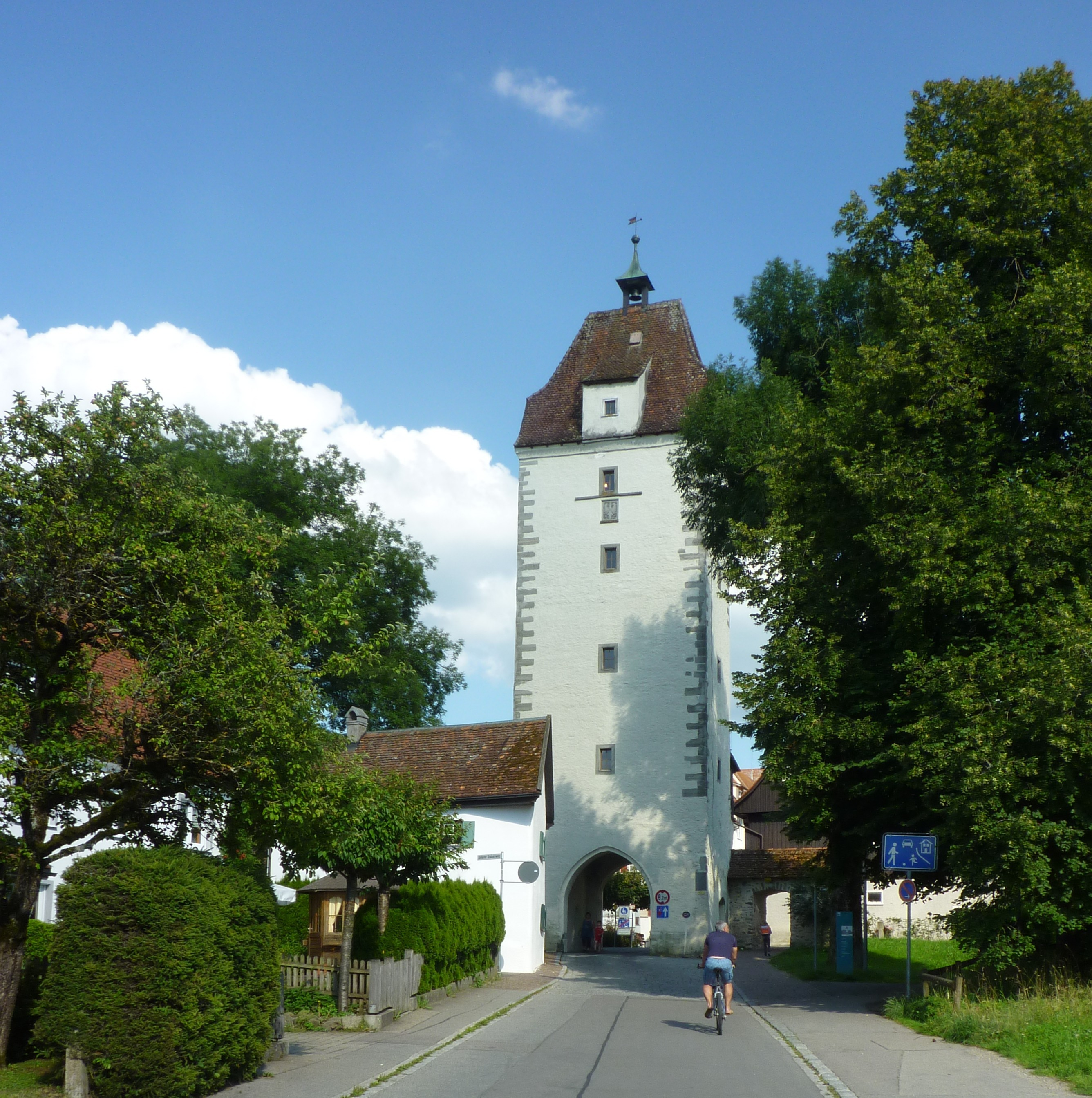
Espantor
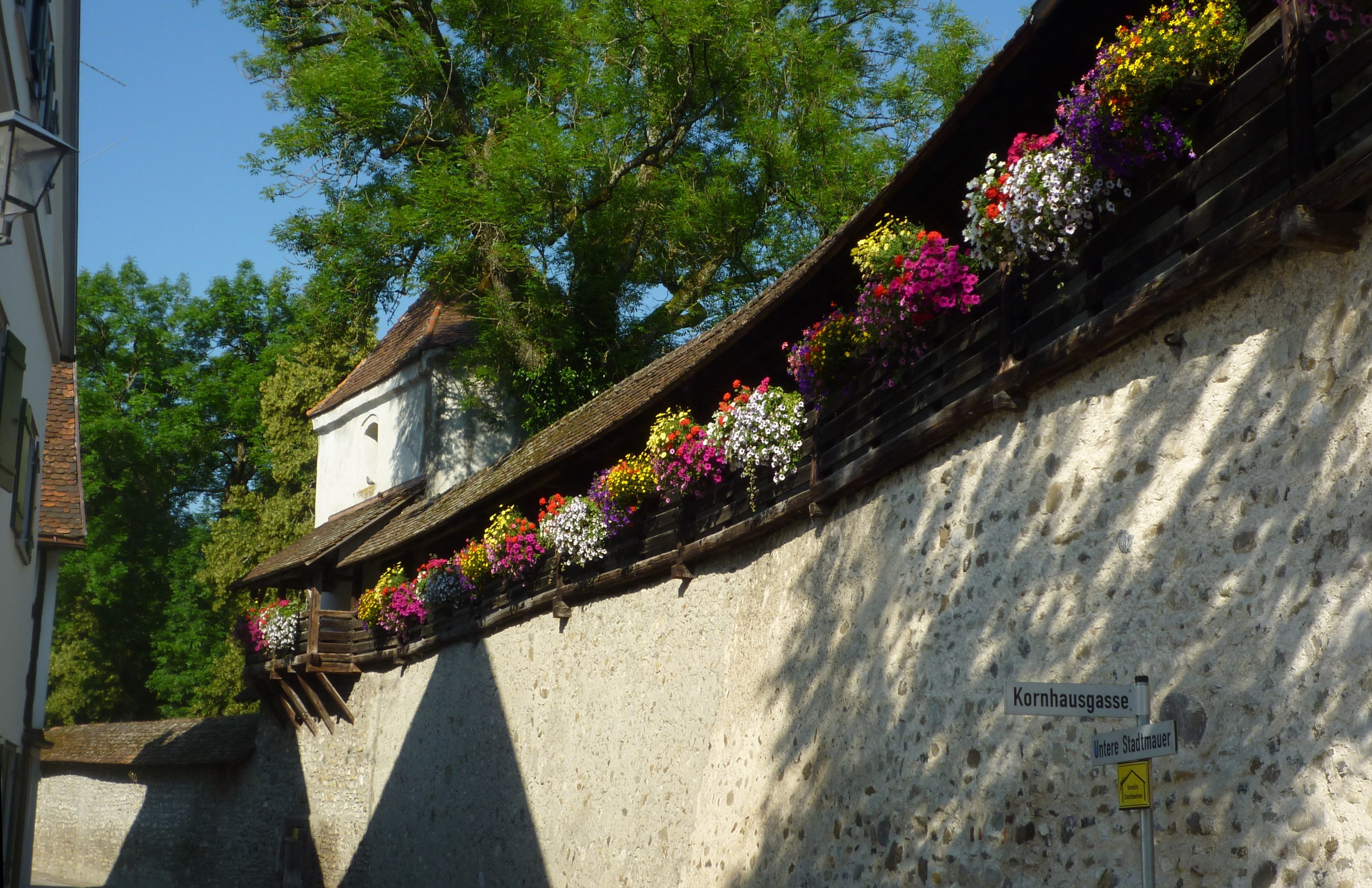
Mauer beim Speicherturm
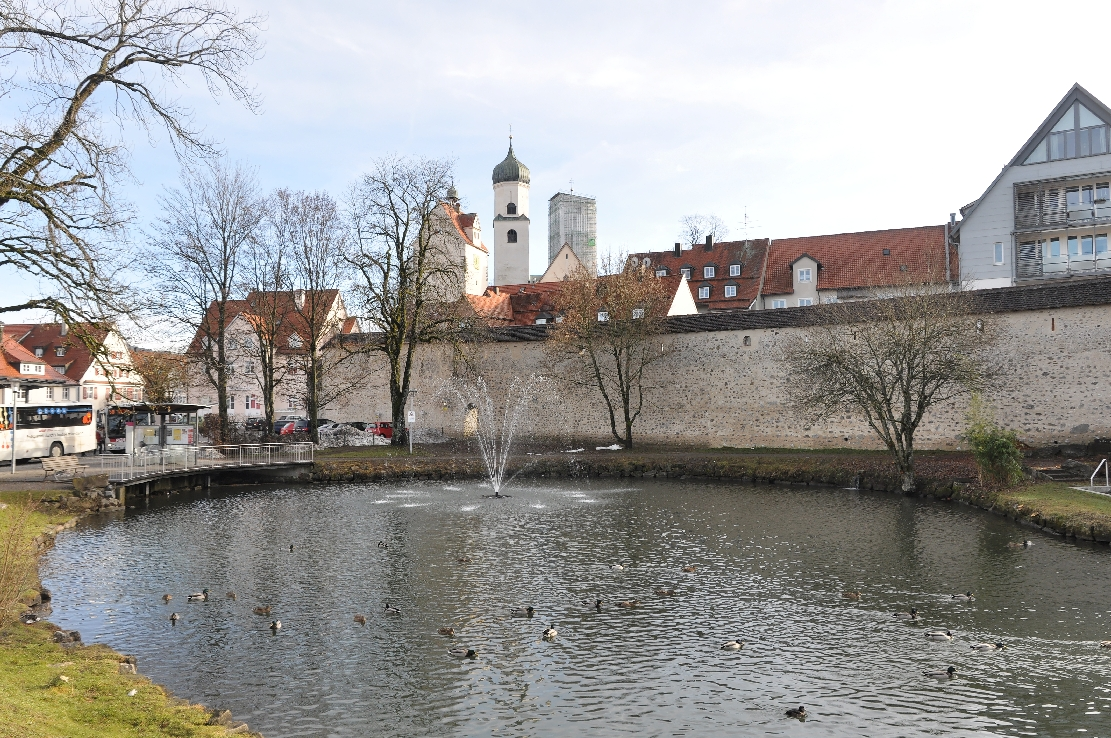
Mauer mit Teich
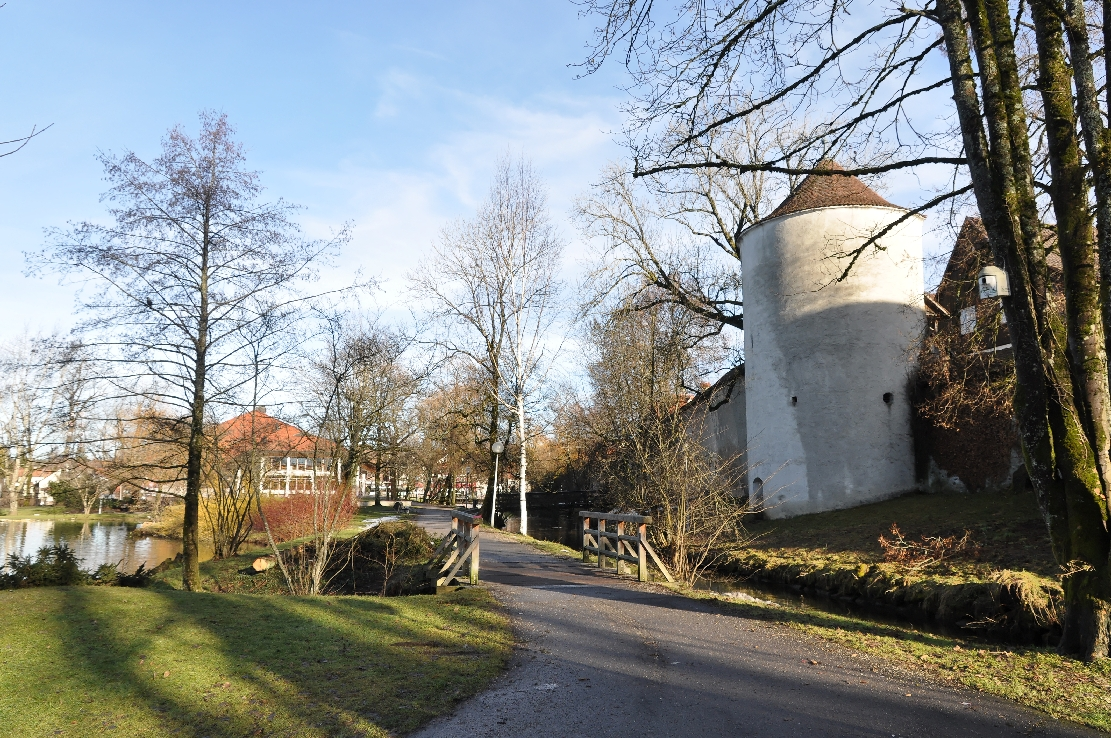
Mauer mit Turm
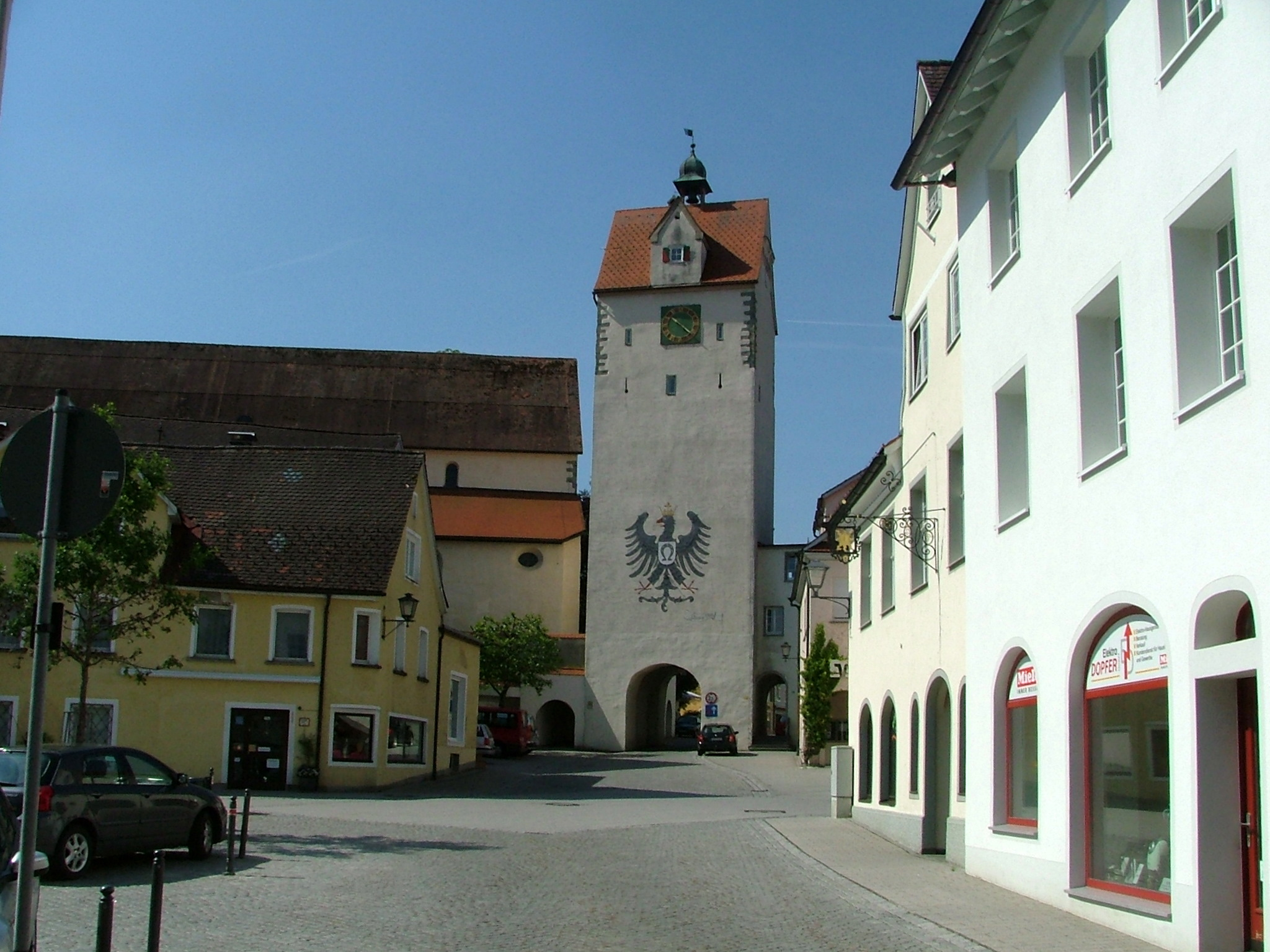
Wassertor, Außenseite
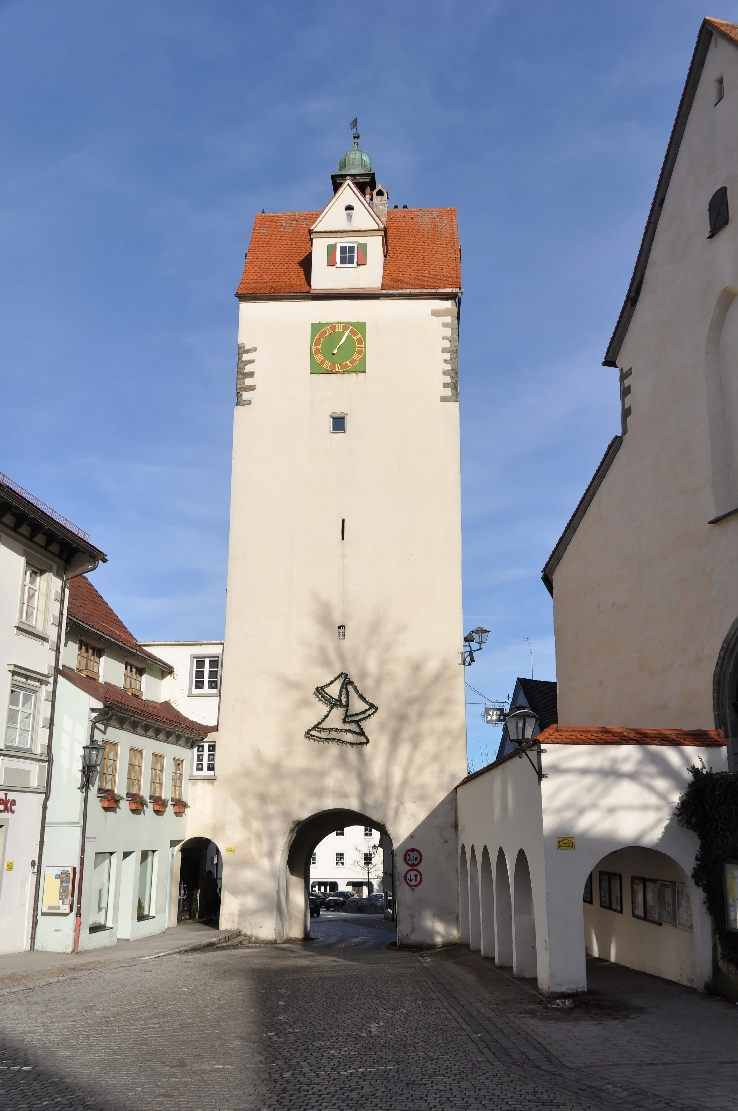
Wassertor, Innenseite
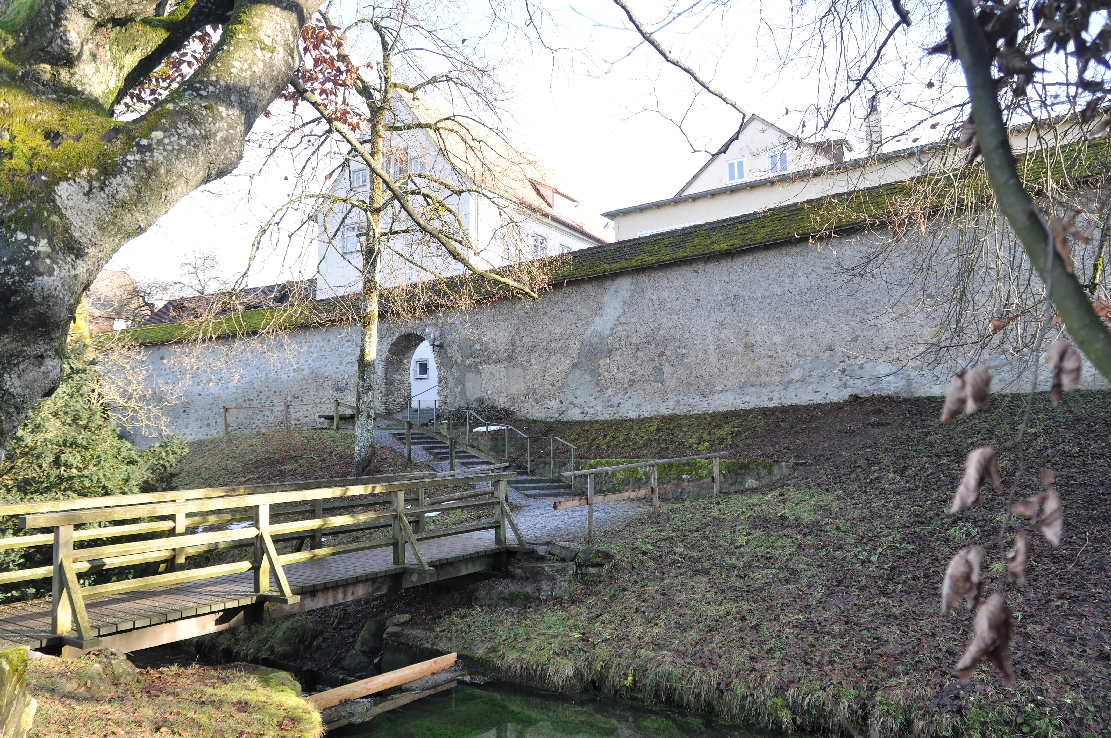
Durchgang in der Mauer

## Einzelkulturdenkmale nach Straßen

### Isny im Allgäu
| Bild           | Bezeichnung | Lage                                                | Datierung                                | Beschreibung | ID |
| -------------- | --- | --------------------------------------------------- | ---------------------------------------- | --- | -- |
| Weitere Bilder | Gefallenendenkmal 1870/71                                                                                                  | Adlergasse, Notre-Dame-de-Gravenchon-Straße (Karte) | 1890                                     | Im nordöstlichen Bereich einer Grünfläche an der Ecke Adlergasse-Notre-Dame-de-Gravenchon-Straße stehendes Denkmal für die Gefallenen des Krieges 1870/71. Eine Buntsandsteinstele über kubischer Basis, Bronzeapplikationen und Schriftzug „Zur Erinnerung 1870-71“ an der Säule und bekrönender Bronzeadler. Das Gefallenendenkmal wurde 1890 nach einem Entwurf von Robert Schmohl durch den Bildhauer Teufel in Alpirsbacher Buntsandstein hergestellt. Der Bronzeadler wurde in der Erzgießerei von Prof. Lenz in Nürnberg gegossen. Aufgestellt wurde das Kriegerdenkmal auf dem Kirchplatz, vor dem Ölberg. Erst 1929 erhielt das Denkmal seinen heutigen Standort. Das Denkmal erinnert eindrucksvoll an die Gefallenen des Krieges von 1870/71. Es gibt zudem Zeugnis für den künstlerischen Anspruch und die handwerklichen Fähigkeiten jener Zeit. Somit steht die Erhaltung dieses Dokuments aus künstlerischen und vor allem aus heimatgeschichtlichen Gründen im öffentlichen Interesse. Geschützt nach § 2 DSchG |    |
|                | Wohnhaus | Adlergasse 13 (Karte)                               | Nach 1864                                | Traufständiges, zweigeschossiges Wohnhaus. Über massiv gemauertem Kellersockel erheben sich zwei verputzte Vollgeschosse. Nach oben mit einer Dachgeschossebene und Spitzboden unter einem Satteldach mit Schleppgaube abschließend. Nach dem Stadtbrand von 1864, wohl in der ersten Hälfte des 20. Jahrhunderts, neu erbaut. Das gut überlieferte Wohnhaus am östlichen Rand des Stadtbrandareals von 1864 steht beispielhaft für den Wiederaufbau dieses innerstädtischen Bereichs, bei welchem zwar die Straßenstruktur der Zeit angepasst und verbreitert wurde, die Bebauung sich jedoch an den historischen Parzellenstrukturen und Gebäudekubaturen orientierte. Erhaltenswertes Gebäude | BW |
|                | Wohnhaus | Am Sauweiher 3 (Karte)                              | Anfang 19. Jahrhundert                   | Nördlich des Sauweihers über einem Gewerbekanal errichtetes, zweigeschossiges Wohnhaus in Kopflage. Über einem massiv gemauerten, hohen Kellergeschoss erheben sich zwei verputzte Vollgeschosse. Nach oben mit einer Dachgeschossebene unter einem Satteldach mit zwei großen Dachhäusern abschließend. Am westlichen Giebel mit Zahnfries-Motiv. Wohl zu Beginn des 19. Jahrhunderts erbaut. 1830 als Nadelfabrik mit Drahtzieherei und Wasserantrieb durch Karl und David Rödel genutzt. Jüngere Veränderungen. Das heutige Wohngebäude ist durch seinen Standort über einem Gewerbekanal und die damit einhergehende historische Nutzung als Nadelfabrik ein wichtiges Beispiel für die im 19. Jahrhundert wieder verstärkt aufkommende Textilindustrie in Isny, die schon seit dem Mittelalter als Haupterwerbszweig der Stadt galt. Erhaltenswertes Gebäude | BW |
|                | Ehemaliges Einhaus | Am Sauweiher 11 (Karte)                             | 18./19. Jahrhundert                      | In Ecklage zwischen der Oberen Achstraße und dem Pfannenstiel stehendes, zum Sauweiher hin giebelständiges, eingeschossiges Einhaus mit massiv gemauertem Kellergeschoss und teils fachwerksichtigem, teils verbrettertem, teils verputztem Obergeschoss. Der nordöstliche Wohnteil mit außenliegendem, steinernem Treppenaufgang und einer Dachgeschossebene unter einem Satteldach. Der südwestliche Ökonomieteil mit hölzernem Treppenaufgang und flachem Satteldach, welches in seiner Firstrichtung um 90 Grad zum Wohnteil gedreht ist. 18./19. Jahrhundert mit jüngeren Veränderungen. 1830 als Handwerkerhaus eines Zimmermanns genutzt. Das überlieferte Wohnhaus samt Ökonomieteil ist ein anschauliches Zeugnis für die Baugestalt eines Handwerkerhauses im Bereich der einstigen katholischen Vorstadt von Isny. An der Erhaltung des Gebäudes besteht aus wissenschaftlichen Gründen ein öffentliches Interesse. Geschützt nach § 2 DSchG | BW |
|                | Wohnhaus | Am Stadtbach 9 (Karte)                              | Mitte 17. Jahrhundert                    | In Eck- und leichter Hanglage unmittelbar am ehemaligen Stadtbach gelegenes, dreigeschossiges Wohnhaus. Teils massiv gemauerte, teils wohl in Fachwerkbauweise errichtete und verputzte Vollgeschosse. Nach oben mit zwei Dachgeschossebenen und Spitzboden unter einem Satteldach abschließend. An der südlichen Gebäudeecke ein zweigeschossiger Abortanbau. Nach dem Stadtbrand von 1631 wohl Mitte des 17. Jahrhunderts neu erbaut. Seit 1748 als Wohnhaus von Weißgerbern genutzt. Jüngere Veränderungen. Das sehr stattliche, in prägender Ecklage zum Stadtbach stehende Wohnhaus ist ein anschauliches Beispiel für ein weitestgehend massiv erbautes Gebäude nach dem Stadtbrand von 1631, das zugleich seit Mitte des 18. Jahrhunderts die Bedeutung des Textilgewerbes (hier: Gerberei) in Isny unterstreicht. Erhaltenswertes Gebäude | BW |
| Weitere Bilder | Fabrikgebäude der Färberei und Zwirnerei Springer (heute: Museum am Mühlturm)                                              | Am Stadtbach 21 (Karte)                             | 17. Jahrhundert                          | Am westlichen Stadtrand, unweit der ehemaligen Stadtmauer, in Ecklage stehendes, zweigeschossiges Mühlen- bzw. Fabrikgebäude. Massiv gemauerte und verputzte Vollgeschosse. Im Erdgeschoss mit künstlich angedeuteten Eckquadern versehen. Nach oben mit zwei Dachgeschossebenen unter einem Satteldach mit Schleppgauben abschließend. Im 17. Jahrhundert als Stadtmühle erbaut; im Kern möglicherweise älter. 1834 Umbau zur Seidenspinnerei und Zwirnerei Springer. Ende des 20. Jahrhunderts Umbau zum Museum am Mühlturm. Als ehemalige Stadtmühle hat das Gebäude hohe stadtgeschichtliche Bedeutung. Die Nutzung als Spinnerei und Zwirnerei zeugt von dem wichtigen Textilgewerbezweig, der noch im 19. Jahrhundert durch Firmen wie Springer aufrechterhalten wurde. Somit besteht an der Erhaltung des Gebäudes sowohl aus wissenschaftlichen wie auch aus heimatgeschichtlichen Gründen ein öffentliches Interesse. Geschützt nach § 2 DSchG |    |
|                | Brunnen | Annaplatz (Karte)                                   | 1868                                     | Innerhalb der Wassertorvorstadt, zentral an einer östlichen Aufweitung der Bahnhofstraße, dem so genannten Annaplatz, stehender Laufbrunnen. Gusseiserner, nahezu quadratischer Brunnentrog mit gusseisernem Brunnenstock und zwei Auslassröhren in neogotischer Gestaltung. Laut Aufschrift am Brunnentrog 1868 durch die Eisengießerei L. Kuhn in Stuttgart-Berg hergestellt. Zunächst auf dem Kirchplatz aufgestellt. Um die Mitte des 20. Jahrhunderts wurde der Brunnen an seinen heutigen Standort versetzt. 2007 Restaurierung des Brunnens. Der aufwändig gestaltete Brunnen zeugt von der hohen Handwerks- und Eisengießerkunst des 19. Jahrhunderts. Zudem dokumentiert der Brunnen – wenngleich er nicht mehr an seinem ursprünglichen Standort steht – die einstige Versorgung der Bevölkerung mit Trinkwasser. An der Erhaltung des Brunnens besteht somit aus künstlerischen und heimatgeschichtlichen Gründen ein öffentliches Interesse. Geschützt nach § 2 DSchG |    |
|                | Wohn- und Geschäftshaus | Bahnhofstr. 4 (Karte)                               | Um 1743                                  | In Ecklage zum Burgplatz, unmittelbar unterhalb der Anhöhe des Kirchplatzes gelegenes, zweigeschossiges Wohn- und Geschäftshaus mit verputzten, massiv gemauerten Vollgeschossen. Nahezu symmetrisch gegliederte Trauffassade mit mittig aufgesetztem Zwerchhaus. Nach oben mit einer Dachgeschossebene und Spitzboden unter einem Satteldach abschließend. Die nordwestliche Gebäudeecke abgeschrägt. Um 1743 als Bierbrauerei neu erbaut, 1830 als Brauerei und städtische Wachtstube genutzt. Jüngere Umbauten im 20. Jahrhundert zum Wohn- und Geschäftshaus. Das in straßenbildprägender Ecklage, unmittelbar nördlich der Kernstadt stehende Gebäude steht mit seiner einstigen Nutzung als Bierbrauerei des 18. und 19. Jahrhunderts beispielhaft für diesen Gewerbezweig. Zudem hat das Gebäude als ehemalige städtische Wachtstube vor dem Stadteingang auch eine wichtige stadtgeschichtliche Bedeutung. Somit ist das Wohn- und Geschäftshaus als erhaltenswert anzusehen. Erhaltenswertes Gebäude | BW |
|                | Wohn- und Geschäftshaus, ehemals Gasthaus Zur Sonne                                                                        | Bahnhofstr. 9 (Karte)                               | Um 1728                                  | In Ecklage zum Unteren Grabenweg stehendes, zweigeschossiges Wohn- und Geschäftshaus mit massiv gemauerten und verputzten Vollgeschossen. Das Giebeldreieck möglicherweise eine verputzte Fachwerkkonstruktion; daran zwei Klebdächer. Nach oben mit drei Dachgeschossebenen unter einem Satteldach mit Zwerchhaus und Schleppgauben abschließend. Nach dem Brand von 1727 um 1728 neu als Gasthaus Zur Sonne erbaut. Ursprünglich eine Einheit mit Hausnummer 11. Bis in die zweite Hälfte des 20. Jahrhunderts als Gasthaus genutzt, dann Umbau zum heutigen Wohn- und Geschäftshaus. Das anschaulich überlieferte Gebäude steht beispielhaft für ein ehemaliges Gasthaus des 18. Jahrhunderts. Durch seinen gasthaustypische Standort an einer wichtigen Durchgangsstraße und seine straßenbildprägende Gestalt erzählt das Gebäude viel über das historische Gasthauswesen und das Selbstverständnis seiner Besitzer. Erhaltenswertes Gebäude | BW |
|                | Gasthaus Zum alten Hecht                                                                                                   | Bahnhofstr. 14 (Karte)                              | Um 1729                                  | In zentraler Ecklage, unmittelbar an der Ach gelegenes, zweigeschossiges Gasthaus mit massiv gemauerten und verputzten Vollgeschossen. Das Giebeldreieck fachwerksichtig. Nach oben mit drei Dachgeschossebenen unter einem Satteldach mit Schleppgauben abschließend. An der östlichen Traufseite jüngeres Querhaus und an der westlichen Traufseite ein Arkadengang im Erdgeschoss. Nach dem Brand von 1727 um 1729 neu erbautes Gasthaus „Zum Hecht“. 1981/82 Abbruch des Dachtragwerks und Neubau des nördlichen Fachwerkgiebels sowie des Daches. Das sehr stattliche, ortsbildbrägende Gasthaus an der Ach steht mit seiner über 280-jährigen Nutzungskontinuität beispielhaft für das historische Gasthauswesen in Isny. Trotz baulicher Verände-rungen und Eingriffe gibt das Gebäude noch immer Hinweise auf die Gastlichkeit entlang der wichtigen Zufahrtsstraße zur Isnyer Kernstadt. Erhaltenswertes Gebäude | BW |
|                | Wohn- und Geschäftshaus | Bahnhofstr. 17 (Karte)                              | 1727                                     | In Ecklage, unmittelbar an der Ach stehendes, zweigeschossiges Wohn- und Geschäftshaus mit massiv gemauerter, verputzter Erdgeschosszone und wohl Fachwerk-Obergeschoss. Nach oben mit drei Dachgeschossebenen unter einem Satteldach mit Schleppgauben abschließend. Das sehr breit gelagerte Gebäude im zweiten und dritten Dachgeschoss mit Aufzugsläden im Giebel sowie mehreren runden Lüftungsöffnungen. Nach dem Brand von 1727 wohl noch im selben Jahr neu als Gerberwohnhaus erbaut und bis ins 20. Jahrhundert als solches durch Rotgerber genutzt. Inschriftliche Datierungen auf einer Blechtafel weisen auf Umbaumaßnahmen in den Jahren 1792 und 1950 hin. 1974 die westliche Scheune durch Wohnhaus-Neubau ersetzt. Das stattliche Wohn- und Geschäftshaus an der Ach ist ein wichtiges Beispiel für ein ehemaliges Gerberhaus in Isny. Durch seine typische Lage an einem fließenden Gewässer gibt das Haus Hinweise auf einen einst so wichtigen Zweig der Textilproduktion in der Stadt. Erhaltenswertes Gebäude |    |
|                | Ehemaliges Bürgerhaus | Bergtorstr. 1 (Karte)                               | Mitte 17. Jahrhundert                    | In einer Reihe traufständiger Gebäude stehendes, dreigeschossiges Wohn- und Geschäftshaus mit massiv gemauerten und verputzten Vollgeschossen. Das Obergeschoss auf einem Rundbogenfries vorkragend. Nach oben mit zwei Dachgeschossebenen unter einem Satteldach mit Schleppgaube abschließend. Nach dem Stadtbrand von 1631 wohl Mitte des 17. Jahrhunderts als Bäckerei neu erbaut und als solche bis ins 19. Jahrhundert genutzt. Ursprünglich wohl nur zweigeschossig und im 20. Jahrhundert durch Anhebung der Traufe dreigeschossig ausgebaut. 1975 Umbau und Erweiterung. Das mit seinem Rundbogenfries auffällige Gebäude zeugt vom Gestaltungs- und Repräsentationsanspruch der Isnyer Bürger im 17. Jahrhundert. Trotz baulicher Veränderungen des 20. Jahrhunderts hat sich hier im Kern ein Gebäude der Wiederaufbauzeit nach dem großen Stadtbrand von 1631 überliefert. An der Erhaltung des Gebäudes besteht daher aus wissenschaftlichen Gründen ein öffentliches Interesse. Geschützt nach § 2 DSchG | BW |
|                | Gasthof Hirsch | Bergtorstr. 2 (Karte)                               | 17. Jahrhundert                          | In zentraler Lage, an der Ecke zum Marktplatz stehender, dreigeschossiger Gasthof Hirsch. Der kubische, symmetrisch gegliederte Baukörper massiv gemauert und verputzt. Nach oben mit einer Dachgeschossebene und Spitzboden unter einem Walmdach abschließend. An der nordöstlichen Traufseite ein schmiedeeiserner Wirtshausausleger mit Hirsch. Nach dem Brand von 1866 wurde der Gasthof neu erbaut. Zuvor stand hier jedoch schon mindestens seit dem 17. Jahrhundert ein Gasthaus Zum Hirsch. Jüngere Veränderungen. Der stattliche Gasthof in zentraler Lage unmittelbar am Marktplatz belegt einen wichtigen, ortsbildprägenden Standort, welcher über Jahrhunderte für Gasthäuser genutzt wurde. Das Gebäude gibt somit wichtige Hinweise auf das historische Gasthauswesen in der Altstadt von Isny. Erhaltenswertes Gebäude | BW |
|                | Wohn- und Geschäftshaus mit Uhrmacher- und Optikerwerkstatt                                                                | Bergtorstr. 4 (Karte)                               | Nach 1866                                | In einer Reihe traufständiger Gebäude stehendes, zweigeschossiges Wohn- und Geschäftshaus samt Optikerwerkstatt. Schmales, massiv gemauertes und verputztes Gebäude mit symmetrischer Fassadengliederung. Nach oben mit zwei Dachgeschossebenen und Spitzboden unter einem Satteldach mit Zwerchhaus abschließend. Die Straßenfassade mit Trauf- und Ortgangfriesen gestaltet. Nach dem Brand von 1866 neu erbaut. 1906/07 Einrichtung einer Uhrmacher- und Optikerwerkstatt durch Theodor Schwarzenberger, die bis heute mit Werkbänken und Maschinen erhalten ist. Um 1917 Erweiterung der Werkstatt zur Hofseite. Das bemerkenswert überlieferte Gebäude ist zusammen mit der Werkstatt und seiner technischen Einrichtung ein anschauliches Zeugnis für das Leben und die Arbeitsweise eines Uhrmachers in der ersten Hälfte des 20. Jahrhunderts. An der Erhaltung des Gebäudes samt technischer Ausstattung besteht aus wissenschaftlichen (vor allem technikgeschichtlichen) Gründen ein öffentliches Interesse. Geschützt nach § 2 DSchG | BW |
|                | Doppelwohn- und Geschäftshaus                                                                                              | Bergtorstr. 6 (Karte)                               | Nach 1866                                | In einer Reihe traufständiger Gebäude stehendes, zweigeschossiges Wohn- und Geschäftshaus mit massiv gemauerter Erdgeschosszone und verputztem Obergeschoss. Symmetrisch gegliederte Straßenfassade. Nach oben mit zwei Dachgeschossebenen und Spitzboden unter einem Satteldach mit Schleppgaube abschließend. Nach dem Brand von 1866 als Bäckerei neu erbaut. Zuvor stand hier schon mindestens seit dem 17. Jahrhundert ebenfalls eine Bäckerei. Jüngere Veränderungen. Das heute als Doppelwohn- und Geschäftshaus genutzte Gebäude reiht sich ein in die nach 1866 neu erbauten Handwerkerhäuser, die alle durch Brand zerstört wurden. Es gibt mit seiner eher schlichten Gestalt Hinweise auf die einstigen Wohn- und Gewerbeverhältnisse des 19. Jahrhunderts innerhalb der Isnyer Kernstadt. Erhaltenswertes Gebäude | BW |
| Weitere Bilder | Wohn- und Geschäftshaus; ehemals Gasthaus zum Goldenen Lamm                                                                | Bergtorstr. 20 (Karte)                              | Um 1638                                  | Unweit des südöstlichen Stadteingangs stehendes, giebelständiges, dreigeschossiges Wohn- und Geschäftshaus mit massiv gemauerten und verputzten Vollgeschossen. Nach oben mit drei Dachgeschossebenen unter einem Satteldach mit Schleppgauben abschließend. Bemerkenswert die drei ehemaligen Aufzugsläden im Giebeldreieck sowie die beiden rundbogigen Biforen-Fenster im zweiten Obergeschoss. Straßenseitig ein schmiedeeiserner Wirtshausausleger mit Darstellung eines Lamms. Nach dem Stadtbrand 1631 um 1638 neu als Gasthaus Zum Lamm erbaut. 1903 und 1920 bauliche Veränderungen. 1925 Einrichtung einer Metzgerei im Erdgeschoss. Um 1960 Fassadeninstandsetzung. 1995/96 Umfangreiche Sanierung. Das stattliche Gebäude ist ein wichtiges Dokument für das Gasthauswesen des 17.–20. Jahrhunderts in Isny. Zudem zeugt es vom Wiederaufbau der Stadt nach dem Brand von 1631. An der Erhaltung des Gebäudes besteht aus wissenschaftlichen und heimatgeschichtlichen Gründen ein besonderes öffentliches Interesse. Geschützt nach § 28 DSchG |    |
| Weitere Bilder | Gasthaus zum Goldenen Adler                                                                                                | Bergtorstr. 24 (Karte)                              | Um 1635                                  | Unmittelbar am südöstlichen Stadteingang stehendes, giebelständiges, dreigeschossiges Gasthaus mit massiv gemauerten und verputzten Vollgeschossen. Nach oben mit drei Dachgeschossebenen unter einem Satteldach mit südöstlichem Querhaus abschließend. Am straßenseitigen Giebel ein Rechteckerker vom Obergeschoss bis ins erste Dachgeschoss sowie ein aufwändig gestalteter, schmiedeeiserner Wirtshausausleger mit Darstellung eines goldenen Doppelkopfadlers; inschriftlich 1787 gefertigt. Nach dem Stadtbrand 1631 um 1635 neu erbaut und wohl bis in die Zeit um 1787 als Haus eines Arztes genutzt. 1830 als Gasthaus zum Goldenen Adler erwähnt. 1967 und 1987 Fassadeninstandsetzungen. Das stattliche, mit seinem Erker den Ortseingang prägende Gebäude ist ein Zeugnis für das bürgerliche Selbstverständnis und den Gestaltungswillen nach dem Stadtbrand von 1631. Zudem gibt das Gebäude Hinweise auf das Gasthauswesen im 19./20. Jahrhundert. An der Erhaltung besteht aus wissenschaftlichen und heimatgeschichtlichen Gründen ein besonderes öffentliches Interesse. Geschützt nach § 28 DSchG                                                               |    |
|                | Wohnhaus | Bufflerweg 18 (Karte)                               | Frühes 20. Jahrhundert                   | Am südlichen Rand, außerhalb der historischen Kernstadt von Isny gelegenes, zweigeschossiges Wohnhaus. Über hohem Kellersockel eine verputzte, teils mit Holzschindeln verkleidete Erdgeschosszone. Darüber ein Kniestockgeschoss. An der westlichen und östlichen Giebelseite jeweils ein risalitartiger Vorbau. Nach oben mit einer Dachgeschossebene unter einem weit vorkragenden Satteldach mit Zwerchhaus abschließend. Die Dachgeschoss-Fassaden verbrettert. Frühes 20. Jahrhundert mit jüngeren Veränderungen. Das mit Anklängen an den Heimatstil bzw. Schweizerhausstil erbaute Wohnhaus ist ein schönes Beispiel für die architektonische und gestalterische Auffassung des frühen 20. Jahrhunderts. Zudem belegt das in Solitärlage stehende Gebäude eine Stadterweiterungsphase der Zeit um 1900, welche deutlich über den mittelalterlichen Stadtgrundriss hinausging. Erhaltenswertes Gebäude | BW |
|                | Wohnhaus | Burgplatz 6, 6/1 (Karte)                            | 18./19. Jahrhundert                      | Nordöstlich, außerhalb der Kernstadt von Isny in Hanglage am Kirchplatz stehender, zweigeschossiger Gebäudekomplex. Das südliche, traufständige Gebäude am Hang mit verputzten Fassaden und umlaufenden Gesimsbändern mit Wiederkehr. Nach oben mit einer Dachgeschossebene und Spitzboden unter einem Satteldach abschließend. Das nördliche, giebelständige Vorderhaus am Hangfuß mit massiv gemauerten und verputzten Vollgeschossen und fachwerksichtigem Giebeldreieck. Nach oben mit zwei Dachgeschossebenen unter einem Satteldach abschließend. 18./19. Jahrhundert. 1830 durch den Kronenwirt genutzter Bierkeller mit Tanzlaube; genannt die Jacobsburg. Jüngere Veränderungen. Die so genannte Jacobsburg ist ein repräsentativer, ortsbildprägender Gebäudekomplex des 18./19. Jahrhunderts. Das gegenüber dem Sauweiher angelegte, ehemalige Gasthaus gibt wichtige Hinweise auf die Bedeutung des ehemaligen Bierbrauer- und Gasthauswesens in Isny. Erhaltenswertes Gebäude |    |
|                | Handwerkerhaus | Burgplatz 8                                         | Erstes Viertel 20. Jahrhundert           | Nordöstlich, außerhalb der historischen Kernstadt von Isny traufständig stehendes, zweigeschossiges Handwerkerhaus. Der symmetrisch gegliederte Baukörper mit massiv gemauerter Erdgeschosszone und verputztem Obergeschoss. Nach oben mit einer Dachgeschossebene unter einem Satteldach mit Wiederkehr abschließend. An der nördlichen Trauffassade im Erdgeschoss mittig eine große, korbbogige Fensteröffnung. Rechts und links davon hohe Türdurchgänge. erstes Viertel 20. Jahrhundert. Jüngere Veränderungen. Das mit seiner Straßenfassade auffallend gegliederte Gebäude hebt sich deutlich von der sonst üblichen Architektur in der Isnyer Altstadt ab. Das Handwerkerhaus gibt Hinweise auf einstige Lebens- und Arbeitsformen und steht zudem beispielhaft für die architektonische Gestaltung des ersten Viertels des 20. Jahrhunderts. Erhaltenswertes Gebäude |    |
|                | Wohn- und Geschäftshaus; ehemaliges Bürgerhaus, dann Gasthaus zur Torschänke                                               | Eberzstraße 1 (Karte)                               | 1569                                     | In Ecklage, weit in den Straßenraum der Espantorstraße gerücktes, dreigeschossiges Wohn- und Geschäftshaus mit massiv gemauerten und verputzten Vollgeschossen. Nach oben mit zwei Dachgeschossebenen unter einem Satteldach mit Schleppgauben abschließend. An der südlichen Ecke ein Polygonalerker in den Obergeschossen sowie an der südwestlichen Traufseite ein Rechteckerker über Konsolsteinen im ersten Obergeschoss. Die Giebelfassade mit korbbogigem Portal und Gesimsbändern akzentuiert. Laut dendrochronologischer Datierung 1569 erbaut. Von 1765 bis 1872 im Besitz der Familie von Eberz. 1876 Einrichtung einer Schankwirtschaft. 1954, 1966 und 1975 diverse Instandsetzungsmaßnahmen. 1998 Sanierung und Umbau. Das stattliche, straßenbildprägende Gebäude ist ein bedeutendes Zeugnis für die Gestaltung eines gehobenen Bürgerhauses des 16. Jahrhunderts in Isny und zudem eines der wenigen Gebäude, die den Brand von 1631 überstanden haben. An der Erhaltung besteht daher aus wissenschaftlichen und heimatgeschichtlichen Gründen ein besonderes öffentliches Interesse. Geschützt nach § 28 DSchG                                                    | BW |
|                | Wohnhaus | Eberzstraße 3 (Karte)                               | Zweiten Hälfte 16. Jahrhundert           | Ursprünglich eine Einheit mit Hausnummer 1 bildendes, giebelständiges, dreigeschossiges Wohnhaus mit massiv gemauerten und verputzten Vollgeschossen. Nach oben mit zwei Dachgeschossebenen unter einem Satteldach abschließend. Die Giebelfassade mit Gesimsbändern akzentuiert. Es ist zu vermuten, dass das Gebäude zusammen mit Hausnummer 1 in der zweiten Hälfte des 16. Jahrhunderts erbaut wurde. Von 1765 bis 1872 im Besitz der Familie von Eberz. Umfassende Sanierungs- und Umbaumaßnahmen in den 1970/80er Jahren. Das stattliche Wohnhaus ist als Teil des Eberz’schen Anwesens und als Einheit mit Hausnummer 1 ein wichtiges und seltenes Relikt des 16. Jahrhunderts in Isny. Es gibt zudem gute Hinweise auf die Wohn- und Lebensverhältnisse der gehobenen Bürgerschaft der ehemaligen Reichsstadt Isny. Erhaltenswertes Gebäude | BW |
|                | Wohnhaus | Eberzstraße 11 (Karte)                              | Noch 17. Jahrhundert                     | In Ecklage stehendes, dreigeschossiges Wohnhaus. Über massiv gemauerter und verputzter Sockel- und Erdgeschosszone zwei verputzte Fachwerk-Obergeschosse. Nach oben mit einem Spitzboden unter einem flachen Walm- und Pultdach abschließend. Das zweite Obergeschoss stößt leicht vor. Im Kern wohl noch 17. Jahrhundert. Im 18. und 19. Jahrhundert im Besitz von Webern. Im 19./20. Jahrhundert wohl das ehemalige Dachgeschoss zum zweiten Obergeschoss aufgestockt. Jüngere Veränderungen. Das mit seiner Dachform markante Gebäude steht im Bereich des vom großen Stadtbrand 1631 verschont gebliebenen Areal. Im Kern könnte es noch vor diesem Stadtbrand entstanden sein. Zudem kann das Gebäude, das über mehrere Generationen als Weberhaus genutzt wurde, Erkenntnisse zu den Arbeits- und Lebensbedingungen des Weberhandwerks in Isny liefern. Erhaltenswertes Gebäude | BW |
| Weitere Bilder | Wohn- und Handwerkerhaus; ehemaliges Bürgerhaus                                                                            | Eberzstraße 16 (Karte)                              | 15. Jahrhundert                          | Traufständiges, dreigeschossiges Wohn- und Handwerkerhaus mit massiv gemauerter und verputzter Erdgeschoss- und Hochparterrezone und verputztem Fachwerk-Obergeschoss. Nach oben mit einer Dachgeschossebene und Spitzboden unter einem Satteldach mit östlichem Halbwalm und Rauchloch abschließend. Das Obergeschoss über Knaggen bzw. Konsolen weit vorstoßend. Bemerkenswert der Türstock mit Wappendarstellungen und darüber ein halbrundes Maßwerk-Oberlicht. 15. Jahrhundert. Seit dem 18. Jahrhundert im Besitz mehrerer Handwerker und Metzger. 1829 Sanierung. 1865 Einrichtung einer Schlosserwerkstatt. 1992 Umbaumaßnahmen. Das eindrucksvoll überlieferte Gebäude darf als eines der ältesten Wohnhäuser in Isny angesprochen werden. Sein zweigeschossiger Erdstock und das verblattete Dachtragwerk sprechen für eine Errichtung im Spätmittelalter. Somit ist das Haus ein wichtiges Dokument für die einstigen Lebensverhältnisse in Isny. An seiner Erhaltung besteht daher aus wissenschaftlichen Gründen ein öffentliches Interesse. Erhaltenswertes Gebäude |    |
| Weitere Bilder | Ehemaliges evangelisches Pfarrhaus (heute: Kindergarten)                                                                   | Eberzstraße 18 (Karte)                              | 17. Jahrhundert                          | In Ecklage, unmittelbar an der nordwestlichen Stadtmauer stehendes, dreigeschossiges, ehemaliges Pfarrhaus mit massiv gemauerten und verputzten Vollgeschossen. Nach oben mit zwei Dachgeschossebenen unter einem Satteldach mit Schleppgauben abschließend. 17. Jahrhundert. 1727 Einrichtung eines Pfarrhauses. 1967 Umbau. 2000 Sanierung. Das stattliche, ehemals wohl als Bürgerhaus erbaute Gebäude diente seit dem 18. Jahrhundert als evangelisches Pfarrhaus. Somit zeugt das straßenbildprägende Anwesen sowohl vom Wohlstand als auch von den kirchlichen Verhältnissen innerhalb der Isnyer Altstadt. Zudem könnte es noch vor dem großen Stadtbrand von 1631 errichtet worden sein und somit eines der wenigen Gebäude in der Stadt sein, die diese Katastrophe überdauert haben. An der Erhaltung des Gebäudes besteht aus wissenschaftlichen Gründen ein öffentliches Interesse. Geschützt nach § 2 DSchG |    |
|                | Wohnhaus | Entenmoos 4 (Karte)                                 | Um 1730                                  | Traufständiges, zweigeschossiges Wohnhaus mit massiv gemauerten und verputzten Vollgeschossen. Nach oben mit zwei Dachgeschossebenen unter einem Satteldach abschließend. Um 1730 als Weberhaus neu erbaut. Im späten 18. Jahrhundert im Besitz eines Zimmermanns. 1830 im Besitz eines Hutmachers. Jüngere Veränderungen. Das schlichte Wohn- und Handwerkerhaus gehört zum einheitlichen Wiederaufbau des Entenmoos um 1730. Es diente einst als Weberhaus und gibt somit gute Hinweise auf das ehemals hier befindliche Weber- und Textilhandwerker-Quartier. Daher steht das Gebäude auch beispielhaft für die Wohn- und Arbeitsverhältnisse einfacher Textilhandwerker in der Wassertorvorstadt von Isny. Erhaltenswertes Gebäude | BW |
|                | Wohnhaus | Entenmoos 6 (Karte)                                 | Um 1730                                  | In einer Reihe traufständiger Gebäude stehendes, zweigeschossiges Wohnhaus mit massiv gemauerten und verputzten Erdgeschosszone und verputztem, möglicherweise in Fachwerkbauweise errichtetem Obergeschoss. Nach oben mit zwei Dachgeschossebenen unter einem Satteldach mit Dachhäuschen abschließend. Um 1730 als Weberhaus neu erbaut und bis ins 19. Jahrhundert im Besitz von Webern. 1830 im Besitz eines Tagelöhners. Jüngere Veränderungen. Das schlichte Wohnhaus gehört zum einheitlichen Wiederaufbau des Entenmoos um 1730. Es diente über mehrere Generationen als Weberhaus und gibt somit gute Hinweise auf das ehemals hier befindliche Weber- und Textilhandwerker-Quartier. Daher steht das Gebäude auch beispielhaft für die Wohn- und Arbeitsverhältnisse einfacher Textilhandwerker in der Wassertorvorstadt von Isny. Erhaltenswertes Gebäude | BW |
|                | Wohnhaus | Entenmoos 7 (Karte)                                 | Um 1730                                  | In einer Reihe traufständiger Gebäude stehendes, zweigeschossiges Wohnhaus mit massiv gemauerten und verputzten Erdgeschosszone und brettverschaltem Obergeschoss. Nach oben mit zwei Dachgeschossebenen unter einem Satteldach mit Schleppgauben abschließend. Um 1730 neu erbaut und im 18. und 19. Jahrhundert im Besitz von Webern. Jüngere Veränderungen. Das schlicht gestaltete Wohnhaus gehört zum einheitlichen Wiederaufbau des Entenmoos um 1730. Es diente über mehrere Generationen als Weberhaus und gibt somit gute Hinweise auf das ehemals hier befindliche Weber- und Textilhandwerker-Quartier. Daher steht das Gebäude auch beispielhaft für die Wohn- und Arbeitsverhältnisse einfacher Textilhandwerker in der Wassertorvorstadt von Isny. Erhaltenswertes Gebäude |    |
|                | Wohnhaus | Entenmoos 8 (Karte)                                 | Um 1730                                  | Am nordwestlichen Rand der historischen Wassertorvorstadt traufständig stehendes, zweigeschossiges Wohnhaus mit verputzten Vollgeschossen. Nach oben mit zwei Dachgeschossebenen unter einem Satteldach mit Schleppgauben abschließend. Um 1730 als Weberhaus neu erbaut und bis ins 19. Jahrhundert im Besitz von Webern. Jüngere Veränderungen. Das langgestreckte, für ein Weberhaus recht stattliche aber ebenfalls schlicht gestaltete Wohn- und Handwerkerhaus gehört zum einheitlichen Wiederaufbau des Entenmoos um 1730. Es diente einst als Weberhaus und gibt somit wichtige Hinweise auf das ehemals hier befindliche Weber- und Textilhandwerker-Quartier. Daher steht das Gebäude auch beispielhaft für die Wohn- und Arbeitsverhältnisse einfacher Textilhandwerker in der Wassertorvorstadt von Isny. Erhaltenswertes Gebäude | BW |
|                | Wohnhaus | Entenmoos 9 (Karte)                                 | Um 1730                                  | Am nordwestlichen Rand der historischen Wassertorvorstadt traufständig stehendes, zweigeschossiges Wohnhaus mit massiv gemauerten und verputzten Vollgeschossen. Nach oben mit zwei Dachgeschossebenen unter einem Satteldach mit Zwerchhaus abschließend. Um 1730 als Weberhaus neu erbaut und bis ins 19. Jahrhundert im Besitz von Webern. Nachträglich wohl zu einer Einheit mit Hausnummer 11 verbunden. Jüngere Veränderungen. Das schlichte Wohn- und Handwerkerhaus gehört zum einheitlichen Wiederaufbau des Entenmoos um 1730. Es diente einst als Weberhaus und gibt somit wichtige Hinweise auf das ehemals hier befindliche Weber- und Textilhandwerker-Quartier. Daher steht das Gebäude auch beispielhaft für die Wohn- und Arbeitsverhältnisse einfacher Textilhandwerker in der Wassertorvorstadt von Isny. Erhaltenswertes Gebäude | BW |
|                | Stadtapotheke | Espantorstraße 1, 3 (Karte)                         | 16. Jahrhundert                          | In stadtbildprägender Ecklage stehende, dreigeschossige Stadtapotheke mit hoher, massiv gemauerter Erdgeschosszone und verputzten Obergeschossen. Nach oben mit zwei Dachgeschossebenen und Spitzboden unter einem Satteldach mit Aufzugsgaube abschließend. An der östlichen Giebelseite kreuzgratgewölbter Arkadengang. Westlich anschließend ein Arkaden umstandener Innenhof. Daran anschließend das dreigeschossige Hinterhaus (Hausnummer 3) mit polygonalem Eckerker und modernem Arkadengang im Erdgeschoss. 16. Jahrhundert. Ab 1710 im Besitz der Patrizierfamilie von Eberz. Seit 1762 als Stadtapotheke genutzt. 1950er Jahre Instandsetzung. 1978 Dachgeschossausbau. Das bemerkenswert überlieferte Gebäude ist ein herausragendes Zeugnis für ein ehemaliges Patrizierhaus, welches den Stadtbrand von 1631 überdauert hat. Zudem dokumentiert die Apotheke einen Teil der Medizingeschichte seit dem 18. Jahrhundert in Isny. An der Erhaltung besteht aus wissenschaftlichen und heimatgeschichtlichen Gründen ein besonderes öffentliches Interesse. Geschützt nach § 28 DSchG                                                                                     |    |
|                | Ehemaliges Bürgerhaus, dann Gasthaus zum Goldenen Kreuz                                                                    | Espantorstraße 7 (Karte)                            | Spätes 15. Jahrhundert                   | In einer geschlossenen Häuserreihe giebelständig stehendes, dreigeschossiges Bürgerhaus mit massiv gemauerten und verputzten Vollgeschossen. Nach oben mit zwei Dachgeschossebenen und Spitzboden unter einem Satteldach mit Schleppgaube abschließend. Bemerkenswert sind die insgesamt sechs dreiteiligen, steinernen Fenstergewände mit spätgotischen Formen. Spätes 15. Jahrhundert. Seit 1646 im Besitz der Patrizierfamilie von Eberz. Um 1710 Einrichtung des Gasthauses zum Goldenen Kreuz. Ab 1818 Gastwirtschaft zu den Drei Rosen. 1965 Fassadensanierung. 2009 Dachgeschossausbau. Mit seiner giebelständigen Stellung unterstreicht das Gebäude in der Espantorstraße seine Bedeutung als spätmittelalterliches Patrizierhaus; nahezu alle anderen Gebäude sind hier traufständig angeordnet. Es gehört mit zu den ältesten Gebäuden der Kernstadt und hat die verheerende Katastrophe des Stadtbrandes von 1631 überstanden. An der Erhaltung des Gebäudes besteht aus wissenschaftlichen Gründen ein öffentliches Interesse. Geschützt nach § 2 DSchG |    |
|                | Ehemaliges Bürgerhaus | Espantorstraße 10 (Karte)                           | 16. Jahrhundert                          | Traufständiges, zweigeschossiges Bürgerhaus mit massiv gemauerten und verputzten Vollgeschossen. An der südlichen, symmetrisch gegliederten Traufseite ein mittig sitzender Rechteckerker im Ober- und Dachgeschoss. Nach oben mit zwei Dachgeschossebenen und Spitzboden unter einem Mansarddach mit westlichem Halbwalm und Satteldachgauben abschließend. Im Erdgeschoss rundbogige Eingangsportale. Im Kern 16. Jahrhundert. Von 1631 bis 1873 im Besitz der Patrizierfamilie von Eberz. Im 18. Jahrhundert barockisiert. 1967 Fassadensanierung. 1979 Umfangreiche Umbau- und Sanierungsmaßnahmen. Das stattliche Anwesen demonstriert als Barock gestalteter Baukörper die Bedeutung und den Repräsentationsanspruch der einstigen Patrizierfamilie von Eberz. Zudem geht es im Kern auf die Zeit vor dem großen Stadtbrand von 1631 zurück. An seiner Erhaltung besteht aus wissenschaftlichen und heimatgeschichtlichen Gründen ein öffentliches Interesse. Geschützt nach § 2 DSchG | BW |
|                | Ehemaliges Bürgerhaus | Espantorstraße 12 (Karte)                           | 16. Jahrhundert                          | In Ecklage stehendes, zweigeschossiges Bürgerhaus mit massiv gemauerten und verputzten Vollgeschossen. Nach oben mit drei Dachgeschossebenen unter einem an Hausnummer 10 angelehnten Halbwalmdach mit großer Schleppgaube und nördlicher Aufzugsgaube abschließend. An der südlichen Giebelseite Polygonalerker und Rundbogenportal im Erdgeschoss. Bemerkenswert sind die noch erhaltenen, historischen Fenster samt Winterfenster sowie Reste einer Fassadenmalerei um die Fensteröffnungen. 16. Jahrhundert. Seit 1630 im Besitz der Patrizierfamilie von Eberz. Seit 1746 im Besitz der Stadt und als Pfarrhaus genutzt. 1830 im Besitz des Kaufmanns Springer. 1949 Dachgeschossausbau. 2007 Sanierung der Obergeschosse. Das mit seiner Dachform sehr markante Gebäude ist aufgrund seines hohen historischen Überlieferungsgrades ein bedeutendes Zeugnis für die Baugestalt der frühen Neuzeit in Isny. Im Besitz hochrangiger Patrizier hat das Haus den Stadtbrand von 1631 überdauert. An der Erhaltung des Gebäudes besteht aus wissenschaftlichen Gründen ein öffentliches Interesse. Geschützt nach § 2 DSchG                                                         | BW |
|                | Gasthaus; ehemals Bäckerei                                                                                                 | Espantorstraße 17 (Karte)                           | Vor 1625                                 | Traufständiges, zur Straße hin dreigeschossiges, zum rückwärtigen Hofraum hin zweigeschossiges Gebäude mit massiv gemauerten und verputzten Vollgeschossen. Nach oben mit einer Dachgeschossebene unter einem flach geneigten, einhüftigen Satteldach abschließend. Bemerkenswert ist das historisch belegte, enge Fensterband im ersten Obergeschoss. Das seit 1625 bezeugte Gebäude besaß mindestens seit 1629 eine Bäckereigerechtigkeit und wurde auch durchgängig bis in die Mitte des 19. Jahrhunderts als Bäckerei genutzt. 1969 Umbau und Sanierung. Das überlieferte Gebäude steht beispielhaft für eine über Jahrhunderte betriebene Bäckerei und spätere Gastwirtschaft entlang der ansonsten durch Patrizierwohnhäuser und Sonderbauten geprägten Espantorstraße. Das Gebäude kann somit wichtige Hinweise auf die einstige Nahrungsmittel-Versorgung und -produktion innerhalb der Kernstadt von Isny geben. Erhaltenswertes Gebäude | BW |
|                | Wohn- und Handwerkerhaus                                                                                                   | Espantorstraße 18 (Karte)                           | 17. Jahrhundert                          | In einer Reihe traufständiger Gebäude stehendes, dreigeschossiges Wohnhaus mit massiv gemauerten und verputzten Vollgeschossen. Das westliche Giebeldreieck mit Brettern verschalt. Nach oben mit zwei Dachgeschossebenen unter einem Satteldach mit Dachhäuschen abschließend. Im Erdgeschoss rundbogiges Eingangsportal. Im zweiten Obergeschoss soll sich eine Stuckdecke erhalten haben. 17. Jahrhundert. Seit 1737 bis in die Mitte des 19. Jahrhunderts im Besitz von Textilhandwerkern. Jüngere Veränderungen. Das stattliche Wohn- und Handwerkerhaus unweit des Espantorturms gibt Zeugnis über die Bedeutung des Textilhandwerks im 18./19. Jahrhundert in Isny. Es liefert somit auch wichtige Informationen zu den einstigen Wohn- und Arbeitsumständen innerhalb der Isnyer Kernstadt. An der Erhaltung des Gebäudes besteht daher aus wissenschaftlichen Gründen ein öffentliches Interesse. Geschützt nach § 2 DSchG | BW |
|                | Ökonomiegebäude; ehemalige städtische Leinwanddruckerei, dann Kornspeicher                                                 | Espantorstraße 19 (Karte)                           | Vor 1628                                 | Am westlichen Rand der historischen Kernstadt, unweit des Espantorturms stehendes, zweigeschossiges Ökonomiegebäude. Nach oben mit einem flach geneigten, nicht näher zu erkennenden Dach abschließend. An der nördlichen Seite ein großer Toreingang und darüber Ladeluke. 1628 erstmals als städtisches Gebäude erwähnt. Zuvor wäre eine Nutzung als Kapelle des nebenstehenden Pfarrhauses (Hausnummer 21) vorstellbar. Ab 1667 als städtische Leinwanddruckerei belegt. 1830 als städtischer Kornspeicher bezeichnet. 1995 laut Aktenlage offenbar mit Notdach versehen wurden. Das markante Ökonomiegebäude hat in mehrerlei Hinsicht eine Sonderstellung innerhalb der Kernstadt von Isny. Es handelt sich um eine ehemals städtische Druckerei und späteren Kornspeicher, der wohl den großen Stadtbrand von 1631 überstanden hat. Zudem liegt die Vermutung nahe, dass sich hier zuvor eine Kapelle befand. Somit kann das Gebäude äußerst wichtige Erkenntnisse zur Stadtgeschichte von Isny liefern. Erhaltenswertes Gebäude | BW |
|                | Ehemaliges evangelisches Pfarrhaus mit Garten                                                                              | Espantorstraße 21 (Karte)                           | 14./15. Jahrhundert                      | Am westlichen Rand der historischen Altstadt, unmittelbar am Espantorturm, in Ecklage stehendes, zweigeschossiges, ehemaliges Pfarrhaus. Über einer massiv gemauerten Erdgeschosszone ein teils fachwerksichtiges, teils verbrettertes Obergeschoss. Nach oben mit zwei Dachgeschossebenen und Spitzboden unter einem Halbwalmdach mit Rauchlöchern und Schleppgauben abschließend. Das Obergeschoss sowie das erste Dachgeschoss über Knaggen weit vorstoßend. 14./15. Jahrhundert. Wohl seit der Reformation als evangelisches Pfarrhaus genutzt. 1876 an Privat verkauft. 1980 Umbau und Sa- nierung. Das bemerkenswert überlieferte Gebäude ist als eines der ältesten Häuser von Isny ein wichtiges Zeugnis für die Fachwerkgestaltung des Spätmittelalters in der Stadt. Darüber hinaus dokumentiert es über mehrere Jahrhunderte einen Teil der kirchlichen Geschichte von Isny. An seiner Erhaltung besteht aus wissenschaftlichen und heimatgeschichtlichen Gründen ein öffentliches Interesse. Der südlich angrenzende Garten ist als erhaltenswert anzusehen. Erhaltenswerte historische Grünfläche Geschützt nach § 2 DSchG                                              |    |
| Weitere Bilder | Espantorturm | Espantorstraße 23 (Karte)                           | Vor 1399                                 | Am westlichen Eingang in die historische Kernstadt stehender, fünfgeschossiger Espantorturm mit massiv gemauerten und verputzten Vollgeschossen. Nach oben mit zwei Dachgeschossebenen unter einem Halbwalmdach mit Schleppgauben und Glockentürmchen abschließend. Im Erdgeschoss spitzbogige Tordurchfahrt. Stadtseitig ein überdachter Gang im Obergeschoss, darüber Eckquaderungen. 1399 erstmals urkundlich belegt und wohl mit der westlichen Stadtbefestigung im letzten Viertel des 14. Jahrhunderts erbaut. Laut Wappenschild im 5. Obergeschoss mit der Jahreszahl 1467 damals bauliche Maßnahmen; möglicherweise Aufstockung der oberen beiden Geschosse. Glocke von 1596. 1950/51 Sanierung. 1985 Renovierung von Turm und Torhaus. Der Espantorturm ist neben dem Wassertorturm das letzte in seiner Funktion erhaltene Stadttor von Isny. Er zeugt von der Bedeutung und Wehrhaftigkeit der ehemaligen Reichsstadt. An der Er- haltung des Turmes besteht aus wissenschaftlichen und heimatgeschichtlichen Gründen ein besonderes öffentliches Interesse. Geschützt nach § 28 DSchG                                                                                    |    |
| Weitere Bilder | Hafendeckelturm | Fabrikstraße 7 (Karte)                              | 16. Jahrhundert                          | Am südwestlichen Rand der historischen Altstadt in Solitärlage stehender, zweigeschossiger Hafendeckelturm. Massiv gemauerter und verputzter Stadtmauerturm über nahezu halbkreisförmigem Grundriss mit Flachdach und bekrönendem Zinnenkranz. 16. Jahrhundert. Im 19. Jahrhundert wurde das damalige Kegeldach durch ein Flachdach mit Zinnenkranz ersetzt. Als Bestandteil der einstigen Stadtbefestigung von Isny ist der Hafendeckelturm ein wichtiges Zeugnis für die Wehrhaftigkeit und die Bedeutung der ehemaligen Reichsstadt. Zudem markiert er, in einem Bereich, in welchem die Stadtmauer abgegangen ist, deren ehemaligen Verlauf. An der Erhaltung des Turmes besteht aus wissenschaftlichen und heimatgeschichtlichen Gründen ein besonderes öffentliches Interesse. Geschützt nach § 28 DSchG |    |
| Weitere Bilder | Mühlturm | Fabrikstraße 19 (Karte)                             | 16. Jahrhundert                          | Am westlichen Rand der Isnyer Kernstadt, unmittelbar gegenüber der ehemaligen Stadtmühle stehender, dreigeschossiger Mühlturm. Massiv gemauerter und verputzter Stadtmauerturm über nahezu kreisförmigem Grundriss. Nach oben mit einem Kegeldach mit Laterne und modernen Dachgauben abschließend. An der östlichen Seite Stadtmauerrest mit hölzernem Wehrgang im Obergeschoss. 16. Jahrhundert. 1989 Umbau und Sanierung. Unter dem Mühlturm fließt der Stadtbach aus der Stadt in den Stadtgraben. Somit diente der Turm wesentlich zum Schutz des Bachaustritts. Als Bestandteil der einstigen Stadtbefestigung von Isny ist der Mühlturm ein herausragendes Zeugnis für die Wehrhaftigkeit und den Wohlstand der ehemaligen Reichsstadt. An der Erhaltung des Turmes besteht aus wissenschaftlichen und heimatgeschichtlichen Gründen ein besonderes öffentliches Interesse. Geschützt nach § 28 DSchG |    |
|                | Quergeteiltes Einhaus | Färbergasse 9 (Karte)                               | Um 1840                                  | Am nördlichen Rand des historischen Kerns der Wassertorvorstadt stehendes, dreigeschossiges Einhaus. Über massiv gemauerter Erdgeschosszone zwei verputzte Fachwerk-Obergeschosse. Nach Westen, in Richtung Annaplatz, der Wohnteil des Einhauses. Nach Osten der Scheunenteil mit großer Toreinfahrt an der nördlichen Traufseite. Nach oben mit einer Dachgeschossebene unter einem Satteldach abschließend. Am westlichen Giebel Ladeluke mit Galgenaufzug. Um 1840 erbaut. Jüngere Veränderungen. Das quergeteilte Einhaus mit Wohn- und Ökonomieteil unter einem Dach stellt ein für die Isnyer Altstadt seltenes Beispiel einer landwirtschaftlichen Hofanlage dar. Das Anwesen kann somit wichtige Hinweise auf das bäuerliche Leben und Arbeiten im 19. Jahrhundert liefern. Erhaltenswertes Gebäude | BW |
|                | Wohnhaus | Färbergasse 10 (Karte)                              | 18. Jahrhundert                          | Traufständiges, viergeschossiges Wohnhaus mit massiv gemauerten und weitestgehend verputzten Außenwänden. Das dritte Obergeschoss mit Brettern verschalt. Nach oben mit einer Dachgeschossebene unter einem flach geneigten Satteldach abschließend. Bemerkenswert sind die mächtigen Strebepfeiler im Erdgeschoss der südlichen Giebelwand. 18. Jahrhundert. Im Kern möglicherweise älter. Von 1647 bis 1780 wird hier eine Gerberei erwähnt. 1830 befand sich im Gebäude eine Färberei. Das erste Dachgeschoss wohl nachträglich zum dritten Obergeschoss angehoben. Jüngere Veränderungen. Das sehr stattliche Wohnhaus gegenüber dem Annaplatz beherbergte über Jahrhunderte textilverarbeitendes Gewerbe. Das Textilhandwerk war einst der wichtigste Gewerbezweig der Stadt Isny. Somit kann das Gebäude wichtige Hinweise auf die ehemalige Textilproduktion und die damaligen Arbeitsumstände innerhalb der Wassertorvorstadt liefern. Erhaltenswertes Gebäude | BW |
|                | Wohnhaus | Färbergasse 11 (Karte)                              | 18. Jahrhundert                          | In Ecklage zum Annaplatz stehendes, zweigeschossiges Wohnhaus mit massiv gemauerter und verputzter Erdgeschosszone und verbrettertem Obergeschoss. Nach oben mit einer Dachgeschoss- ebene unter einem an das Nachbarhaus (Hausnummer 13) angelehnten Pultdach abschließend. 18. Jahrhundert. Im Kern möglicherweise älter. Von 1682 bis 1830 wurde das Gebäude von Gerbern und Webern genutzt. Jüngere Veränderungen. Das eher unscheinbare Gebäude hebt sich mit seiner Dachform von der umgebenden Bebauung ab. Es diente über Jahrhunderte verschiedenen Textilhandwerkern für deren Produktion. Daher kann das Gebäude Hinweise auf die einstigen Wohn- und Arbeitsverhältnisse innerhalb der Wassertorvorstadt bieten. Erhaltenswertes Gebäude | BW |
|                | Wohn- und Handwerkerhaus                                                                                                   | Färbergasse 13 (Karte)                              | Mitte 19. Jahrhundert                    | Traufständiges, zweigeschossiges Wohn- und Handwerkerhaus mit massiv gemauerten und verputzten Vollgeschossen. Nach oben mit einer Dachgeschossebene mit Kniestock und Spitzboden unter einem Satteldach mit Schleppgaube abschließend. An der östlichen Giebelseite eine Ladeluke ins Dachgeschoss. Bemerkenswert ist die erhaltenen historische Befensterung. Mitte 19. Jahrhundert mit jüngeren Veränderungen. Das kleine, schlicht gestaltete Wohn- und Handwerkerhaus verweist auf die einfacheren Wohn- und Lebensverhältnisse, wie sie im Bereich der Wassertorvorstadt öfters anzutreffen waren. Hier lebten die Menschen vermehrt vom Textilgewerbe. Somit kann das Gebäude Informationen zu den Lebens- und Arbeitsbedingungen der einfacheren Bevölkerungsschichten geben. Erhaltenswertes Gebäude | BW |
|                | Wohnhaus | Georg-Bader-Straße 3 (Karte)                        | Erstes Viertel 20. Jahrhundert           | Giebelständiges, zweigeschossiges Wohnhaus mit massiv gemauertem Kellersockel und zwei verputzten Vollgeschossen. Nach oben mit zwei Dachgeschossebenen unter einem Satteldach abschließend. An der westlichen Giebelseite ein mittig sitzender, zweigeschossiger Polygonalerker im Obergeschoss und erstes Dachgeschoss. Das Giebeldreieck mit Klebdach und holzverschindelter Fassade. Darin zwei sprossierte Rundfenster. Erstes Viertel 20. Jahrhundert mit jüngeren Veränderungen. Das mit seiner Straßenfassade symmetrisch gegliederte Gebäude steht beispielhaft für die architektonische Gestaltung und den Anspruch des Bauherren im ersten Viertel des 20. Jahrhunderts. Zudem gibt es Hinweise auf die damals einsetzende südliche Stadterweiterung von Isny. Erhaltenswertes Gebäude | BW |
|                | Wohnhaus | Georg-Bader-Straße 10 (Karte)                       | Erstes Viertel 20. Jahrhundert           | Traufständiges, zweigeschossiges Wohnhaus mit massiv gemauertem Kellersockel und zwei verputzten Vollgeschossen. Nach oben mit zwei Dachgeschossebenen unter einem Mansard-Walmdach mit Schleppgauben abschließend. Im Erdgeschoss korbbogige Fensteröffnungen. Bemerkenswert ist die historische Befensterung samt vorgesetzter Winterfenster. Erstes Viertel 20. Jahrhundert mit jüngeren Veränderungen. Das gut überlieferte Wohnhaus ist ein schönes Beispiel für die architektonische Gestaltung des ersten Viertels des 20. Jahrhunderts. Es belegt anschaulich die damaligen Wohn- und Lebensverhältnisse. Zudem gibt es Hinweise auf die damals einsetzende südliche Stadterweiterung von Isny. Erhaltenswertes Gebäude | BW |
|                | Wohnhaus | Georg-Bader-Straße 13 (Karte)                       | Erstes Viertel 20. Jahrhundert           | In Ecklage stehendes, zweigeschossiges Wohnhaus mit massiv gemauertem Kellersockel und zwei verputzten Vollgeschossen. Nach oben mit zwei Dachgeschossebenen unter einem Mansard-Walmdach mit Zwerchhaus und Satteldachgauben abschließend. An der südwestlichen Gebäudeecke ein Polygonalerker im Obergeschoss. An der südlichen Seite ein Balkon mit schmiedeeisernem Geländer im Obergeschoss; darunter moderner Wintergarten. Im Erdgeschoss korbbogige Fensteröffnungen; teilweise wohl noch mit der historischen Befensterung. Erstes Viertel 20. Jahrhundert mit jüngeren Veränderungen. Das anschaulich überlieferte Wohnhaus verweist mit seiner repräsentativen Gestaltung auf den hohen Anspruch des Bauherren, der sich hier im ersten Viertel des 20. Jahrhunderts eine Stadtvilla geschaffen hat. Somit gibt das Gebäude wichtige Hinweise auf die gehobenen Wohn- und Lebensverhältnisse jener Zeit in Isny. Erhaltenswertes Gebäude | BW |
|                | Wohnhaus | Grabenstraße 5 (Karte)                              | Um 1800                                  | Südlich außerhalb des historischen Stadtkerns stehendes, zweigeschossiges Wohnhaus mit massiv gemauerten und teils verputzten, teils modern verkleideten Vollgeschossen. Nach oben mit einer Dachgeschossebene und Spitzboden unter einem Satteldach abschließend. Die Fassaden symmetrisch gegliedert. Um 1800 erbaut. 1830 im Besitz eines Bäckers. Jüngere Veränderungen. Das gut überlieferte Wohnhaus belegt die Erweiterung der Stadt in südöstliche Richtung über die Stadtmauer hinaus, wie sie wohl im 17./18. Jahrhundert allmählich einsetzte. Die Baugestalt gibt Hin- weise auf den architektonischen Anspruch seiner Erbauungszeit und zugleich kann das Gebäude Informationen zu den einstigen Wohn- und Lebensverhältnisse im 19. Jahrhundert in Isny bieten. Erhaltenswertes Gebäude | BW |
|                | Wohnhaus | Grabenstraße 15 (Karte)                             | Um 1900                                  | Südlich außerhalb des historischen Stadtkerns in Ecklage stehendes, zweigeschossiges Wohnhaus mit massiv gemauerten und verputzten Vollgeschossen über einem hohen Kellersockel. Nach oben mit zwei Dachgeschossebenen und Spitzboden unter einem Krüppelwalmdach mit Satteldachgauben abschließend. An der östlichen Giebelseite ein risalitartiger Vorbau in den Vollgeschossen. An der nordwestlichen Ecke ein zweigeschossiger Polygonalerker im Obergeschoss mit Achteckdachhelm. Im Erdgeschoss korbbogige Fensteröffnungen. Um 1900 erbaut. Jüngere Veränderungen. Das mit seinem Eckerker straßenbildprägende Wohnhaus ist ein Beispiel für die architektonische Gestaltung jener Zeit und den Anspruch seines Bauherrn. Das Gebäude kann interessante Hinweise auf die einstigen Wohn- und Lebensumstände des frühen 20. Jahrhunderts in Isny liefern. Erhaltenswertes Gebäude | BW |
|                | Ehemalige Appretur der Firma Springer (heute: Wohnhaus)                                                                    | Grabenstraße 22 (Karte)                             | Vor 1831                                 | In zweiter Reihe zur Straße stehendes, unmittelbar an die südliche Stadtmauer angebautes, zweigeschossiges Wohnhaus mit massiv gemauerten und verputzten Vollgeschossen. Nach oben mit einem Kniestockgeschoss und einer Dachgeschossebene unter einem einhüftigen Satteldach abschließend. Die südliche Traufseite im Kniestock mit Holzgalerie; darunter langes Fensterband für die Belichtung der Arbeitsräume. Die nördliche Außenwand wird durch die Stadtmauer gebildet. Von 1831 bis 1885 als Appretur genutzt. Jüngere Veränderungen. Das stattliche, langgestreckte Gebäude an der südlichen Stadtmauer ist ein wichtiges Zeugnis für das einst so bedeutende Textilgewerbe in Isny. Es wurde als Appretur der Textilfirma Springer erbaut. Hier wurden die Textilprodukte für den Verkauf zugerichtet und fertig gestellt. Somit dokumentiert das Gebäude einen wichtigen Schritt der einstigen Textilherstellung in Isny. An seiner Erhaltung besteht daher aus wissenschaftlichen und heimatgeschichtlichen Gründen ein öffentliches Interesse. Die integrierte Stadtmauer ist ein eigenständiges Kulturdenkmal. Geschützt nach § 2 DSchG                                | BW |
|                | Wohnhaus | Grabenstraße 23 (Karte)                             | Erste Hälfte 20. Jahrhundert             | Südlich außerhalb des historischen Stadtkerns in Ecklage zur Wilhelmstraße stehendes, zweigeschossiges Wohnhaus mit massiv gemauerten und verputzten Vollgeschossen. Nach oben mit zwei Dachgeschossebenen unter einem Satteldach mit zwerchhausartigem Aufbau abschließend. Der Ortgang über Freigespärre weit vorkragend. An der nördlichen Traufseite ein Mittelrisalit; davor ein möglicherweise nachträglich angefügter Vorbau im Erdgeschoss. Erste Hälfte 20. Jahrhundert. Jüngere Veränderungen. Das überlieferte Wohnhaus steht beispielhaft für die architektonische Gestaltung jener Zeit und verkörpert zudem die sukzessive Erweiterung und Verdichtung der Stadt in südliche Richtung über die Stadtmauer hinaus. Das Gebäude kann auch Hinweise auf die einstigen Wohn- und Lebensumstände des 20. Jahrhunderts in Isny liefern. Erhaltenswertes Gebäude | BW |
|                | Wohn- und Werkstattgebäude                                                                                                 | Grabenstraße 28 (Karte)                             | Mitte 19. Jahrhundert                    | In zweiter Reihe zur Straße stehendes, unmittelbar an die südliche Stadtmauer angebautes, dreigeschossiges Wohn- und Werkstattgebäude. Massiv gemauertes und verputztes Erd- und Obergeschoss. Das zweite Obergeschoss in Fachwerkbauweise teilweise verputzt. Nach oben mit einem Walmdach abschließend. Die südliche, symmetrisch gestaltete Traufseite mit drei rundbögigen Durchgängen im Erdgeschoss. Die nördliche Außenwand wird durch die Stadtmauer gebildet. Mitte 19. Jahrhundert. 1966 und 2007 Sanierung und Umbau. Das markante Werkstattgebäude an der südlichen Stadtmauer verweist mit seiner hölzernen Galerie im zweiten Obergeschoss auf ein wohl ehemals für das Textilgewerbe genutztes Bauwerk. Dadurch ist das Gebäude ein Zeugnis der einstigen Textilproduktion in Isny. An seiner Erhaltung besteht aus wissenschaftlichen und heimatgeschichtlichen Gründen ein öffentliches Interesse. Die integrierte Stadtmauer ist ein eigenständiges Kulturdenkmal. Geschützt nach § 2 DSchG | BW |
|                | Wohnhaus | Grabenstraße 31 (Karte)                             | 1899                                     | Südlich außerhalb der Stadtmauer stehendes, zweigeschossiges Wohnhaus mit massiv gemauerten und verputzten Vollgeschossen. Die nördlichen zwei Drittel des Baukörpers giebelständig zur Straße orientiert. Das südliche Drittel in seiner Firstrichtung gedreht und querhausartig anschließend. Nach oben mit einer Dachgeschossebene und Spitzboden unter einem Satteldach mit Schleppgauben abschließend. 1899 neu erbaut. 1911 Einrichtung eines Badehauses. Jüngere Veränderungen. Das gut überlieferte Wohnhaus steht beispielhaft für ein im frühen 20. Jahrhundert eingerichtetes Badehaus in Isny. Somit nimmt das Gebäude die mittelalterliche Tradition der Badehäuser wieder auf und belegt den hygienischen Anspruch und Standard jener Zeit, als fließendes Wasser und Badezimmer in Privathäusern noch sehr selten waren. Erhaltenswertes Gebäude | BW |
|                | Ehemalige Leibfried’sche Villa (heute: Begegnungsstätte)                                                                   | Grabenstraße 37 (Karte)                             | 1894                                     | Südwestlich außerhalb der Stadtmauer in Solitärlage stehende, ehemalige Leibfried’sche Villa. Über massiv gemauertem Kellersockel zwei massiv gemauerte und verputzte Vollgeschosse. Nach oben mit zwei Dachgeschossebenen unter einem Mansard-Walmdach mit Tonnendachgauben abschließend. Die Fassaden durch Buntsandstein-Gewände und Eckquaderungen akzentuiert. Der T-förmige Grundriss zusätzlich mit zweigeschossigem Standerker, eingeschossigem Terrassenanbau und Portikus reich gegliedert. 1894 neu erbaut. 1927 Übergang in den Besitz der Franziskanerinnen von Kloster Sießen, welche hier die Erholungs- und Begegnungsstätte St. Maria einrichteten. Jüngere Veränderungen. Das repräsentativ gestaltete Gebäude ist ein für Isny seltenes und damit herausragendes Beispiel einer gehobenen, großbürgerlichen Villenarchitektur des späten 19. Jahrhunderts. Somit kann das Anwesen wichtige Informationen über die Wohn- und Lebensverhältnisse der gehobenen Bürgerschicht jener Zeit liefern. Erhaltenswertes Gebäude | BW |
|                | Diebsturm | bei Grabenstraße 22 (Karte)                         | 14. Jahrhundert                          | An der südlichen Stadtmauer stehender, sechsgeschossiger, massiv gemauerter Rundturm aus Kalktuffsteinen. Nach oben mit einer Dachgeschossebene unter einem Kegeldach mit Laterne abschließend. Auf der nördlichen Seite ein hölzerner Anbau im zweiten Obergeschoss angehängt. Wohl im letzten Viertel des 14. Jahrhunderts erbaut und 1402 erstmals erwähnt. Lange Zeit wohl auch als Gefängnis genutzt. Jüngere Veränderungen. Der sehr markante und recht hohe Stadtmauerturm dokumentiert eindrucksvoll die einstige Bedeutung und Wehrhaftigkeit der Reichsstadt Isny. Darüber hinaus zeugt die Nutzung als Gefängnis vom ehemaligen Justiz- und Vollzugswesen in der Stadt. Als wichtiger Bestandteil der Sachgesamtheit Stadtbefestigung besteht an der Erhaltung des Diebsturms aus wissenschaftlichen und heimatgeschichtlichen Gründen ein besonderes öffentliches Interesse. Geschützt nach § 28 DSchG |    |
|                | Zwingertürmchen | zwischen Grabenstraße 4 und 22 (Karte)              | 15. Jahrhundert                          | Südlich der Stadtmauer vorgelagerter Zwingerbereich mit Zwingermauer und eingeschossigem, massiv gemauertem und verputzten Rundtürmchen. Nach oben mit einem Kegeldach abschließend. Im Kern 15. Jahrhundert. 1856 Verkauf an den Unternehmer Springer. Wohl durch diesen wurde ein hölzerner Teepavillon auf das Zwingertürmchen gebaut. 1982 ist der Pavillon durch Schneelast eingestürzt. Dabei wurde auch das Zwingertürmchen stark beschädigt. 1982 Sanierung und Neubau des Daches. Das überlieferte Zwingertürmchen ist samt der Zwingermauer ein wichtiges Zeugnis für die einstige Befestigungsanlage der Stadt Isny. Es unterstreicht die Wehrhaftigkeit der ehemaligen Reichsstadt und belegt somit auch den Reichtum und Wohlstand früherer Zeiten. An der Erhaltung des Gebäudes besteht aus wissenschaftlichen und heimatgeschichtlichen Gründen ein öffentliches Interesse. Geschützt nach § 2 DSchG | BW |
|                | Villa der Fürsten von Quadt mit Nebengebäude und Landschaftspark                                                           | Herrenbergweg 26 (Karte)                            | Erste Hälfte 20. Jahrhundert             | In eindrucksvoller Solitärlage, inmitten eines ausgedehnten Landschaftsparks östlich der Altstadt stehende, eingeschossige Villa mit Nebengebäude. Langgestreckter Hauptbau nach oben mit zwei Dachgeschossebenen und Spitzboden unter einem Walmdach mit Schleppgauben abschließend. An jeder Ecke des Hauptbaus ein im 45 Grad Winkel ausgestreckter Baukörper mit jeweils einer Dachgeschossebene unter einem Walmdach. Südlich der Villa ein separat stehendes Nebengebäude mit Schwimmbecken. Ringsum ein bis zur Altstadt sich erstreckender Landschaftspark mit altem Baumbestand. Erste Hälfte 20. Jahrhundert mit jüngeren Veränderungen. Der beeindruckende Landschaftspark samt der stattlichen Villa ist ein singuläres und herausragendes Beispiel für die Bedeutung und den Anspruch der Fürsten von Quadt, die sich hier noch im 20. Jahrhundert einen beachtlichen Wohnsitz in unmittelbarer Nähe zum ehemaligen Kloster und späteren Schloss Isny schufen, welches 1803 in ihren Besitz kam. Erhaltenswertes Gebäude | BW |
|                | Ehemalige Kanzlei mit Hofmauer (heute: Familienzentrum St. Josef)                                                          | Kanzleistraße 2 (Karte)                             | Nach 1631                                | Am östlichen, historischen Stadteingang in Kopflage stehende, dreigeschossige, ehemalige Kanzlei. Massiv gemauerte und verputzte Vollgeschosse über fünfeckigem Grundriss. Nach oben mit zwei Dachgeschossebenen und Spitzboden unter einem Satteldach abschließend. Das südwestliche Giebeldreieck mit Holzschindeln verkleidet. Im Erdgeschoss korbbogige Eingangsportale. Im Kern wohl 16. Jahrhundert. Seit 1624 als städtische Kanzlei belegt. Beim Stadtbrand 1631 abgebrannt. Nach 1631 offenbar unter Einbeziehung älterer Mauern wiederaufgebaut. 1964 Instandsetzung und Einbau des Arkadengangs im Erdgeschoss. 1987 und 2013 Fassadensanierungen. Wegen seiner über Jahrhunderte beibehaltenen Funktion als städtisches Verwaltungsgebäude, dessen stattliche Ausführung Rückschlüsse auf das Selbstverständnis der Reichsstadt Isny zulässt, ist das Gebäude ein wichtiges bauliches Zeugnis, an dessen Erhaltung aus wissenschaftlichen und heimatgeschichtlichen Gründen ein öffentliches Interesse besteht. Die nördlich anschließende Hofmauer ist erhaltenswert. Erhaltenswertes historisches Bauwerk Geschützt nach § 2 DSchG                                     | BW |
| Weitere Bilder | Springerstift | Kanzleistraße 6 (Karte)                             | 1901                                     | Am östlichen Rand der Altstadt stehendes, zweigeschossiges Gebäude mit massiv gemauerten, backsteinsichtigen Vollgeschossen. Zur Straße hin ein Mittelrisalit. Nach oben mit einer Dachgeschossebene unter einem sogenannten Stuttgarter Dach mit Zwerchhaus und Tonnendachgauben abschließend. Die Fassade durch andersfarbige Öffnungsgewände und Lisenen akzentuiert. Durch den Textilunternehmer Springer wurde im 19. Jahrhundert eine Stiftung ins Leben gerufen, die 1898 einen Teil des Amtshaus- bzw. Kanzleigartens von der Stadt erwerben konnte. 1901 wurde hierauf die Kleinkinderschule Springerstift erbaut und eingeweiht. Jüngere Veränderungen. Das anschaulich überlieferte Gebäude des Springerstifts zeugt von der Stellung und Wohltätigkeit des Textilunternehmers Springer, der in Isny ein bedeutendes Unternehmen aufbaute. Die repräsentative Architektur dokumentiert zudem den gestalterischen Anspruch des frühen 20. Jahrhunderts in Isny. An der Erhaltung des Gebäudes besteht aus wissenschaftlichen und heimatgeschichtlichen Gründen ein öffentliches Interesse. Geschützt nach § 2 DSchG                                                        |    |
|                | Wohnhaus | Kanzleistraße 8 (Karte)                             | Um 1900                                  | Am östlichen Rand des historischen Stadtkerns stehendes, zweigeschossiges Wohnhaus mit massiv gemauerten und verputzten Vollgeschossen. An der nördlichen Seite ein kleiner Mittelrisalit. Nach oben mit einer Dachgeschossebene unter einem Stuttgarter Dach mit Schleppgauben abschließend. Die Fassaden durch Gesimsbänder, Konsolfries und Fensterverdachungen im Obergeschoss gegliedert. Um 1900 mit jüngeren Veränderungen. Das überlieferte Gebäude steht beispielhaft für den Gestaltungsanspruch, der um 1900 für ein innerstädtisches Wohnhaus in Isny erhoben wurde. Es handelt sich hierbei um einen eher seltenen Vertreter dieser Baugestalt in der Altstadt von Isny, der somit wichtige Hinweise auf die Wohn- und Lebensumstände jener Zeit liefern kann. Erhaltenswertes Gebäude | BW |
|                | Wohnhaus | Kanzleistraße 10 (Karte)                            | 17. Jahrhundert                          | Giebelständiges, zweigeschossiges Wohnhaus mit massiv gemauerten und verputzten Vollgeschossen. Nach oben mit zwei Dachgeschossebenen unter einem Satteldach abschließend. Das zweite Dachgeschoss stößt im Giebel leicht vor. Die Straßenfassade ist symmetrisch gegliedert. Im Kern möglicherweise 17. Jahrhundert. 1726 eine Reparation am Gebäude belegt. Von 1780 bis 1830 im Besitz eines Metzgers. Jüngere Veränderungen. Das schlicht gestaltete Wohnhaus am östlichen Rand der Altstadt könnte im Kern den Stadtbrand von 1631 überstanden haben. Archivalisch ist ein Brand des Gebäudes nicht belegt. Trotz der of-fenbar jüngeren baulichen Veränderungen kann das Haus noch gute Informationen zu den Wohn- und Arbeitsverhältnissen des 18./19. Jahrhunderts bieten. Erhaltenswertes Gebäude | BW |
|                | Mehrfamilien-Wohnhaus | Kanzleistraße 11 (Karte)                            | Um 1900                                  | In Ecklage zur Postgasse stehendes, zweigeschossiges Wohnhaus mit verputzten Vollgeschossen über hohem, massivem gemauertem Kellersockel. Nach oben mit zwei Dachgeschossebenen unter einem Satteldach mit Zwerchhaus abschließend. Die symmetrisch gegliederten Fassaden an der Ostseite mit Mittelrisalit. Die östliche Fassade mit Gesimsband, Konsolfries und Schmuckrosetten akzentuiert. Um 1900 mit jüngeren Veränderungen. Das anschaulich überlieferte Gebäude ist ein wichtiges Beispiel für die zunehmende Verdichtung des historischen Stadtkerns ab dem späten 19. Jahrhundert. Die Grundstücke wurden knapper und der Bedarf an Wohnraum für Arbeiter der Textilfirmen stieg. Somit entstand hier eines der ersten Mehrfamilien-Wohnhäuser im Stadtkern von Isny, welches durch seine Gestaltung auch Hinweise auf das Selbstverständnis der damaligen Wohnkultur liefern kann. Erhaltenswertes Gebäude | BW |
|                | Wohnhaus (heute Ärztehaus)                                                                                                 | Kanzleistraße 14 (Karte)                            | Zweite Hälfte 19. Jahrhundert            | Am östlichen Rand der historischen Altstadt, unmittelbar südlich des einstigen Schlossgartens stehendes, zweigeschossiges Wohnhaus. Die westliche Eingangsfassade durch zwei Risalite gegliedert. Nach oben mit zwei Dachgeschossebenen unter einem Satteldach mit zwei Zwerchhäusern mit Schweifgiebel abschließend. Am nördlichen Giebel drei auffallende Ovalfenster. Zweite Hälfte 19. Jahrhundert mit jüngeren Veränderungen. Im Bereich des Anwesens befand sich noch im 18. Jahrhundert der Salzstadel. In der zweiten Hälfte des 19. Jahrhunderts wurde das Areal mit dem heutigen Gebäude völlig neu überbaut. Das stattliche Wohn- und Ärztehaus demonstriert den architektonischen Gestaltungsanspruch jener Zeit und ist ein Beleg für die eher gehobenen Wohn- und Lebensverhältnisse in Isny. Zudem könnten im rückwärtigen Gebäudetrakt Reste der Stadtmauer vorhanden sein. Erhaltenswertes Gebäude | BW |
|                | Wohnhaus | Kanzleistraße 21 (Karte)                            | 17. Jahrhundert                          | Traufständiges, zweigeschossiges Wohnhaus mit massiv gemauerten und verputzten Vollgeschossen über hohem Kellersockel. Nach oben mit zwei Dachgeschossebenen unter einem Satteldach mit Walmdach-Zwerchhaus abschließend. Die östliche Fassade mit Gesimsbändern und Konsolfries gegliedert. Außenliegender Treppenaufgang. 17. Jahrhundert. Von 1705 bis 1830 im Besitz von Hafnern, die hier auch eine Hafnerbrennhütte hatten. Jüngere Veränderungen. Das gut überlieferte Gebäude steht beispielhaft für ein ehemaliges Wohn- und Handwerkerhaus des 17./18. Jahrhunderts. Es beherbergte über mehrere Generationen Hafner, die hier wohl auch ihre Erzeugnisse produzierten. Somit kann das Haus noch gute Hinweise auf den einstigen Arbeits- und Schaffensprozess eines innerstädtischen Kleinhandwerksbetriebs in Isny liefern. Erhaltenswertes Gebäude | BW |
|                | Katholisches Pfarrhaus | Kanzleistraße 23 (Karte)                            | Nach 1631                                | Unweit des Schlosses giebelständig stehendes, zweigeschossiges Pfarrhaus mit verputzten Vollgeschossen über einem hohen Kellersockel. Nach oben mit zwei Dachgeschossebenen unter einem Satteldach mit Schleppgauben abschließend. Die symmetrisch gegliederte Ostfassade mit zweiläufiger Freitreppe und Vordach. Im Giebeldreieck Wandmalerei mit der Darstellung Maria mit Kind. Nach dem Stadtbrand von 1631 wohl in der Mitte des 17. Jahrhunderts als katholisches Pfarramt der Vorstadtgemeinde von Isny wiederaufgebaut. 1986 Renovierung und Dachausbau. Das katholische Pfarramt, das für die katholische Vorstadt zuständig war, lag auch noch nach der Reformation der Stadt Isny innerhalb des ummauerten, ansonsten protestantisch bestimmten Stadtkerns. Das Gebäude ist somit ein sehr wichtiger Beleg für die seit der Reformation gespaltene Kirchengemeinde, mit Protestanten in der Stadt und Katholiken in der Vorstadt. Es kann gute Hinweise auf das Selbstverständnis der Konfessionen und deren Vertreter in Isny liefern. Erhaltenswertes Gebäude | BW |
|                | Wohnhaus | Kanzleistraße 25 (Karte)                            | Um 1840                                  | Traufständiges, zweigeschossiges Wohnhaus mit massiv gemauerten und verputzten Vollgeschossen. Nach oben mit einer Dachgeschossebene und Spitzboden unter einem Satteldach mit Schleppgaube abschließend. Um 1840 erbaut. 1986 Renovierung und Dachausbau. Das schlicht gestaltete Gebäude gehört heute wohl zum katholischen Pfarramt (Hausnummer 23) und bildet eine Nutzungseinheit mit diesem. Das auch als Kaplaneihaus bezeichnet Gebäude kann wichtige Informationen zu den Wohn- und Arbeitsumständen der kirchlichen Bediensteten im 19. Jahrhundert geben. Erhaltenswertes Gebäude | BW |
|                | Ehemaliges Quadt’sches Rentamt                                                                                             | Kanzleistraße 27 (Karte)                            | Um 1871                                  | In zweiter Reihe zur Straße in Solitärlage stehendes, zweieinhalb- geschossiges Wohn- und Rentamtsgebäude mit massiv gemauerten und verputzten Vollgeschossen. Nach oben mit Mezzaningeschoss und einer Dachgeschossebene und Spitzboden unter einem Pyramidendach abschließend. Die Ost- und Westfassade jeweils mit Mittelrisalit, wobei der westliche mit einem Giebel bekrönt wird. Die symmetrisch gegliederten Fassaden durch Gesimsband, Pilaster, Zahnfries und Fensterverdachungen reich gestaltet. Um 1871 als Beamtenhaus für das markgräflich von Quadt’sche Rentamt erbaut. 2005 Umbau und Sanierung. Als gutes Zeugnis für die gediegen-konservative Architektur des Spätklassizismus ist das Wohnhaus, das die Gräflich Quadtsche Standesherrschaft in Isny errichten ließ, ein Kulturdenkmal aus wissenschaftlichen Gründen. An seiner Erhaltung besteht insbesondere wegen seines exemplarischen und dokumentarischen Wertes ein öffentliches Interesse. Geschützt nach § 2 DSchG |    |
|                | Wohnhaus | Kanzleistraße 37 (Karte)                            | Zweite Hälfte 19. Jahrhundert            | In leichter Hanglage stehendes, traufständiges, zweigeschossiges Wohnhaus mit massiv gemauerten und verputzten Vollgeschossen. Nach oben mit einer Dachgeschossebene und Spitzboden unter einem Satteldach abschließend. Symmetrisch gegliederte Fassaden. Zweite Hälfte 19. Jahrhundert mit jüngeren Veränderungen. Das unmittelbar gegenüber dem Schlossareal stehende Gebäude ist ein schönes Beispiel für die eher schlichte und zurückhaltende Gestaltung eines Wohnhauses in der zweiten Hälfte des 19. Jahrhunderts. Es gibt somit Hinweise auf die einfacheren Wohn- und Lebensverhältnisse seiner Bewohner in jener Zeit und ist zudem ein Beleg für die Nachverdichtung des historischen Stadtkerns von Isny, wie sie bis in das frühe 20. Jahrhundert hinein betrieben wurde. Erhaltenswertes Gebäude | BW |
|                | Wasserhaus; ehemalige Brunnenmeisterei des Klosters                                                                        | Kastellstraße 15 (Karte)                            | 1751                                     | Solitär stehendes, viergeschossiges Wasserhaus mit massiv gemauerten und verputzten Vollgeschossen. Nach oben mit einer Dachgeschossebene unter einem Walmdach mit eingeschossigem Satteldachaufbau abschließend. Die Fassaden mit aufgemalten Eckquaderungen und Fenstergewänden gestaltet. 1751 durch Abt Wunibald Rottach zur Wasserversorgung des Klosters erbaut. 1803 mit der Auflösung des Klosters in den Besitz der Grafen von Quadt gekommen. 1830 als Wohnhaus für den Polizeidiener genutzt. 1963/64 Instandsetzung und Einbau von vier Wohnungen. 1982 Dachsanierung. Das hohe, straßenbildprägende Gebäude mit seinem bemerkenswerten Dachaufbau ist ein herausragendes Zeugnis für die Wasserversorgung des einstigen Klosters von Isny im 18. Jahrhundert. Somit dokumentiert das Bauwerk die Bedeutung und den Wohlstand des Klosters in den letzten Jahrzehnten seines Bestehens. An der Erhaltung des Gebäudes besteht aus wissenschaftlichen und heimatgeschichtlichen Gründen ein besonderes öffentliches Interesse. Geschützt nach § 28 DSchG |    |
|                | Doppelwohnhaus | Kastellstraße 43 (Karte)                            | Frühes 20. Jahrhundert                   | Unmittelbar an der Ach traufständig stehendes, zweigeschossiges Doppelwohnhaus mit massiv gemauerten und verputzten Vollgeschossen über einem Kellersockel. Nach oben mit zwei Dachgeschossebenen unter einem Krüppelwalmdach mit Zwerchhaus und Satteldachgauben abschließend. Die südöstliche Gebäudeecke zurückspringend und im Erdgeschoss mit einem Balkon versehen. An der südwestlichen Ecke eine Veranda im Obergeschoss. Flache, korbbogige Öffnungsgewände und ein Gesimsband über dem Erdgeschoss akzentuieren die Fassaden. An beiden Giebelseiten außenliegende Treppenaufgänge mit schmiedeeisernen Vordachkonstruktionen. Frühes 20. Jahrhundert mit jüngeren Veränderungen. Das gut überlieferte Doppelwohnhaus belegt den Gestaltungsanspruch seiner Bauherren im frühen 20. Jahrhundert. Als seltener Vertreter eines historischen Doppelhauses innerhalb des Untersuchungsgebietes gibt das Gebäude Hinweise auf die einstigen Wohn- und Lebensbedingungen in der Isnyer Vorstadt. Erhaltenswertes Gebäude | BW |
| Weitere Bilder | Katholische Stadtpfarrkirche St. Maria                                                                                     | Kemptener Straße 5 (Karte)                          | 1902/03                                  | Östlich außerhalb der Stadtmauer in Solitärlage stehende, massiv gemauerte und verputzte katholische Stadtpfarrkirche St. Maria. Eine dreischiffige Hallenkirche mit Kreuzrippengewölben, Polygonalchor und Chorseitenturm. Das Langhaus mit einem Satteldach, der Turm mit einem Pyramidendach abschließend. Die Fassaden durch backsteinsichtige Öffnungsgewände akzentuiert. 1902/03 durch Architekt Joseph Cades (Stuttgart) in teils neoromanischem, teils neogotischem Stil durch den Isnyer Werkmeister Burger erbaut. 1959 Innenrenovierung. 1962 Fassadenrenovierung. 1985 Innenrenovierung. 2004 Fassadensanierung. Im 19. Jahrhundert nahm die katholische Gemeinde innerhalb der Stadt stark zu. Da die Georgskirche nur für die katholische Vorstadt zuständig war, bemühte man sich mit der Gründung der Pfarrei St. Maria ab 1888 um eine eigene Kirche für die Stadtgemeinde. Somit ist das Bauwerk ein wichtiges Zeugnis für die Entstehung einer neuen katholischen Gemeinde in Isny und Beleg für die hohe Volksfrömmigkeit jener Zeit. An der Erhaltung des Gebäudes besteht aus wissenschaftlichen Gründen ein öffentliches Interesse. Geschützt nach § 2 DSchG |    |
|                | Wohnhaus | Kemptener Straße 19 (Karte)                         | Mitte 20. Jahrhundert                    | Am östlichen Rand der Stadt, außerhalb der Stadtmauer in Ecklage stehendes, zweigeschossiges Wohnhaus mit massiv gemauerter und verputzter Erdgeschosszone und holzverkleidetem Obergeschoss. Nach oben mit einer Dachgeschossebene und Spitzboden unter einem Pyramidendach mit Schleppgaube abschließend. Der kubische Baukörper an der nordwestlichen Fassade über eine außenliegende Treppe erschlossen. Mitte 20. Jahrhundert mit jüngeren Veränderungen. Das überlieferte Gebäude unweit des Friedhofs ist mit seiner klaren Form und symmetrischen Gliederung ein gutes Beispiel für ein in der Mitte des 20. Jahrhunderts entstandenes Wohnhaus, welches nicht mehr den Zwängen der beengten Lage innerhalb der Stadtmauer unterliegt. Ringsum von einem Garten umgeben gibt es Hinweise auf die Lebens- und Wohnverhältnisse jener Zeit in Isny. Erhaltenswertes Gebäude | BW |
| Weitere Bilder | Evangelische Stadtpfarrkirche St. Nikolaus mit Prädikantenbibliothek                                                       | Kirchplatz 1 (Karte)                                | 1284/88, 15. Jahrhundert (Chor und Turm) | Am nördlichen Rand der historischen Altstadt stehende, massiv gemauerte und verputzte, dreischiffige Pfeilerbasilika. Langgestreckter Polygonalchor mit Chorseitenturm. Der Turm mit Zwiebelhaube abschließend. An der Südseite Rechteckkapelle der Familie von Eberz und an der Nordseite des Chors Sakristei mit Predikerbibliothek. Der Baukörper durch Eckquaderungen gegliedert. 1284/88 als Leutkirche unter dem Patronat des Klosters erbaut. In der zweiten Hälfte des 15. Jahrhunderts Chor und Turm erneuert sowie Anbau von Sakristei und Eberz’scher Kapelle. 1631 ausgebrannt und neu aufgebaut; dabei auch Erhöhung des Turms. 1689 Einsturz des Südschiffes. 1854-60 neugotisch ausgestattet. 1959 Westfassadensanierung. 1968-72 renoviert. 1987 Fassadensanierung. 2005/06 umfangreiche Instandsetzungsmaßnahmen. Die bemerkenswert überlieferte Kirche ist ein herausragendes Zeugnis für die Volksfrömmigkeit in Isny und zudem eine wichtige städtebauliche Dominante. An ihrer Erhaltung – samt Bibliothek und Ausstattung – besteht aus wissenschaftlichen und heimatgeschichtlichen Gründen ein besonderes öffentliches Interesse. Geschützt nach § 28 DSchG  |    |
| Weitere Bilder | Prädikantenbibliothek | Kirchplatz 1 (Karte)                                | Vor 1482                                 | Die bemerkenswert überlieferte Kirche ist ein herausragendes Kulturdenkmal. Sie enthält – versteckt über der Sakristei in einem kleinen gewölbten Raum – eine Predigerbibliothek, die noch einzigartiger ist, denn nur in Isny ist sie seit über 500 Jahren unverändert im selben Raum untergebracht. Geschützt nach § 28 DSchG |    |
| Weitere Bilder | Ölbergkapelle samt Freiflächen                                                                                             | Kirchplatz 1a (Karte)                               | Um 1480                                  | In Solitärlage zwischen der Pfarrkirche St. Nikolaus und dem Schloss gelegene, zweigeschossige Ölbergkapelle. Der massiv gemauerte und verputzte Bau mit eingezogenem Rechteckchor und eingeschossigem Eingangsvorbau. Nach oben mit einer Dachgeschossebene unter einem Satteldach abschließend. Um 1480 als Friedhofskapelle erbaut. 1690 renoviert. Das Beinhaus im Erdgeschoss wurde 1967 zur Gedächtnisstätte die Opfer des Krieges umgestaltet. 1992 Sanierung. 2013 Fassadensanierung. Die eindrucksvolle Ölbergkapelle hat den großen Stadtbrand von 1631 unbeschadet überstanden. Sie dokumentiert in anschaulicher Weise den einstigen Bestattungskult und ist zudem ein bauliches Zeugnis für den ehemals hier vorhandenen Friedhof. An der Erhaltung der Kapelle besteht aus wissenschaftlichen und heimatgeschichtlichen Gründen ein besonderes öffentliches Interesse. Die umgebenden Grün- und Freiflächen des Kirchplatzes bzw. des einstigen Friedhofes sind als erhaltenswert anzusehen. Erhaltenswerte historische Freiflächen Geschützt nach § 28 DSchG |    |
| Weitere Bilder | Ehemalige Benediktinerklosterkirche St. Georg und Jakobus                                                                  | Kirchplatz 2 (Karte)                                | 1608-17 (Neubau), 1661-66 Neubau         | Im Nordosten des historischen Stadtkerns stehende, massiv gemauerte und verputzte, dreischiffige Hallenkirche. Nach oben mit drei Dachgeschossebenen unter einem Satteldach abschließend. Der Ostturm mit Zwiebelhaube abschließend. Die Fassaden durch Pilaster und Gesimsbänder im Giebeldreieck gegliedert. Innen reiche Stuckdekoration. Eine erste Kirche wird 1042 durch Graf Wolfrad von Altshausen gestiftet. 1608-17 kommt es zum weitgehenden Neubau. 1631 durch den Stadtbrand zerstört. 1661-66 Neubau durch die Baumeister Giulio und Pietro Barbieri. 1709 Vollendung des Turms. 1757-64 neue Einwölbung und Ausstattung. 1946-47 Restaurierung. 1965-68 Instandsetzung des Turms. 1976-77 Fassadensanierung. 1995-97 Restaurierung. 2010-12 Dach- und Turmsanierung. Die Kirche stellt als Barockbau ein eindrucksvolles Zeugnis für die Volksfrömmigkeit und den Gestaltungswillen in der Mitte des 17. Jahrhunderts dar. An ihrer Erhaltung besteht aus wissenschaftlichen und künstlerischen Gründen ein besonderes öffentliches Interesse. Geschützt nach § 28 DSchG                                                                                              |    |
| Weitere Bilder | Gefallenendenkmal 1914-18                                                                                                  | bei Kirchplatz 1a (Karte)                           | Um 1930                                  | In solitärer Lage vor der Ölbergkapelle stehendes Denkmal für die Gefallenen des Ersten Weltkriegs. Sandsteinerne Skulptur eines toten Soldaten mit daneben kniender Frauengestalt. Die Darstellung einige Stufen über dem Umgebungsniveau erhöht. Dahinter drei stählerne Kreuze. Um 1930 durch F. von Graevenitz gestaltet. 2009 restauriert. Das den Platzraum vor den Kirchen einnehmende Denkmal ist ein wichtiges Zeugnis für die Trauerbewältigung und das Gedächtnis an die Gefallenen des Ersten Weltkriegs. An der Erhaltung des Gefallenendenkmals besteht aus wissenschaftlichen und heimatgeschichtlichen Gründen ein öffentliches Interesse. Geschützt nach § 2 DSchG |    |
|                | Ehemaliges Bürgerhaus | Kornhausgasse 11 (Karte)                            | Zweite Hälfte 16. Jahrhundert            | In Ecklage, unmittelbar gegenüber der Unteren Stadtmauer stehendes, zweigeschossiges Bürgerhaus mit massiv gemauerten und verputzten Vollgeschossen. Nach oben mit zwei Dachgeschossebenen unter einem Satteldach mit Schleppgaube abschließend. Die Dachgeschossebenen am Giebel leicht vorstoßend. Im Erdgeschoss erneuertes Rundbogenportal mit Wappen der Familie von Eberz. Der südöstliche Gebäudeteil mit kreuzgratgewölbten Erdgeschossräumen. zweite Hälfte 16. Jahrhundert. 1725 unter der Familie von Eberz umgebaut. 1977/78 Umbau und Sanierung. Das im Innern herausragend überlieferte Gebäude soll einst dem Leinwandhandel der Familie von Eberz gedient haben. Das stattliche Bürgerhaus ist ein bedeutendes Dokument für die Wohn- und Lebensformen der gehobenen Bürgerschaft des 16./17. Jahrhunderts in Isny und hat zudem als eines der wenigen Gebäude den großen Stadtbrand von 1631 überstanden. An der Erhaltung des Gebäudes besteht aus wissenschaftlichen Gründen ein öffentliches Interesse. Geschützt nach § 2 DSchG |    |
|                | Ehemalige Leinwandfärberei (auch: Sternenfärberei)                                                                         | Kronengasse 8 (Karte)                               | Vor 1615                                 | In Solitärlage unweit der Ach stehende, zweigeschossige ehemalige Leinwandfärberei. Über zwei massiv gemauerten und verputzten Vollgeschossen eine offene Holzgalerie im ersten Dachgeschoss zur Trocknung der Leinwände. Nach oben mit drei Dachgeschossebenen unter einem Walmdach abschließend. Bereits 1615 als Färberei erwähnt und im Besitz eines Hans Stern. 1727 abgebrannt und laut dendrochronologischer Datierung noch im selben Jahr neu erbaut. Mindestens bis in die 1870er Jahre als Färberei genutzt. 2012 Instandsetzung. Die herausragend überlieferte Leinwandfärberei zeugt mit ihrer über Jahrhunderte zurückreichenden Nutzungskontinuität von der Bedeutung der Textilproduktion in Isny. Durch ihre typische Lage in der Nähe eines Fließgewässers dokumentiert sie zudem den Standort eines sehr alten Gerber- und Färberquartiers in der Wassertorvorstadt. An der Erhaltung des Gebäudes besteht aus wissenschaftlichen Gründen ein öffentliches Interesse. Geschützt nach § 2 DSchG | BW |
| Weitere Bilder | Blaserturm | Marktplatz 1 (Karte)                                | 14. Jahrhundert,                         | In zentraler Ecklage am Marktplatz stehender, zehngeschossiger Blaserturm mit massiv gemauerten und verputzten Außenwänden. Die unteren acht Geschosse mit quadratischem Grundriss, die oberen beiden Geschosse mit achteckigem Grundriss. Nach oben mit einer Zwiebelhaube abschließend. Die Turmkanten teils mit Eckquaderungen versehen. An der nördlichen Seite ein dreigeschossiges Treppenhaus angebaut. Bis zum zweiten Obergeschoss wohl noch Reste eines ehemaligen Stadttores der ersten Hälfte des 14. Jahrhunderts. Im 14./15. Jahrhundert bis zum 7. Obergeschoss erhöht. 1685 achteckiger Turmabschluss aufgesetzt. 1721 ausgebrannt. 1828 Anbau des Treppenhauses. 1954 Instandsetzung. 2002/03 Sanierung. Der ursprünglich wohl ein südliches Stadttor bildende Blaserturm wurde nach Erweiterung der Stadt im späten 14. Jahrhundert zu einer Hochwacht ausgebaut. Somit ist der Turm ein bedeutendes Zeugnis für die Wehrhaftigkeit der Stadt und zudem in großem Maße stadtbildprägend. An der Erhaltung des Blaserturms besteht aus wissenschaftlichen Gründen ein besonderes öffentliches Interesse. Geschützt nach § 28 DSchG                                  |    |
|                | Ehemaliges Tuchhaus; später Hallgebäude                                                                                    | Marktplatz 2 (Karte)                                | 15. Jahrhundert                          | Traufständig zum Marktplatz stehendes, dreigeschossiges Hallgebäude.mit massiv gemauerten und verputzten Vollgeschossen. Nach oben mit zwei Dachgeschossebenen unter einem Satteldach abschließend. An der nordwestlichen Traufseite ein vorgestellter Arkadengang im Erdgeschoss. Im Kern wohl im 15. Jahrhundert als Tuchhaus für die Leinwandschau erbaut. Hier waren auch Kaufhaus und Stadtwaage untergebracht. 1828 Einrichtung des Hallamtes (Hauptzollamt) durch die württembergische Regierung. 1866 um ein Geschoss aufgestockt. 1954 Umbau zur Kreissparkasse und Neubau des Arkadenganges. 1976 Einrichtung der Stadtbücherei. Das stattliche, straßenbildprägende Hallgebäude ist trotz seiner zahlreichen Umbauten und Umnutzungen ein gutes Dokument für ein öffentliches Gebäude in zentraler Lage. Es zeugt daher von der Bedeutung und dem Wohlstand der einstigen Reichsstadt Isny. An der Erhaltung des Gebäudes besteht aus wissenschaftlichen und heimatgeschichtlichen Gründen ein öffentliches Interesse. Geschützt nach § 2 DSchG |    |
|                | Wohn- und Geschäftshaus | Marktplatz 3 (Karte)                                | 1899 neu                                 | In Ecklage zur Wassertorstraße stehendes, dreigeschossiges Wohn- und Geschäftshaus mit massiv gemauerten und verputzten Vollgeschossen. Nach oben mit einer Dachgeschossebene unter einem Stuttgarter Dach mit Zwerchhaus und Satteldachgauben abschließend. An der westlichen Ecke ein zweigeschossiger Rechteckerker in den Obergeschossen. Die Fassaden mit Gesimsbändern, Brüstungsfeldern, Fensterverdachungen und Freigespärren an den Dachaufbauten reich gestaltet. Nach einem Brand 1898 im Jahr 1899 neu erbaut. Jüngere Veränderungen. Das sehr anschaulich überlieferte Gebäude ist ein besonders gutes Dokument für die große Gestaltungsvielfalt des späten 19. Jahrhunderts. In historisierender Formensprache verweist das Gebäude auf das Selbstverständnis und den Repräsentationsanspruch seines Bauherrn. An der Erhaltung des straßenbildprägenden Gebäudes besteht aus wissenschaftlichen und künstlerischen Gründen ein öffentliches Interesse. Geschützt nach § 2 DSchG |    |
|                | Wohn- und Geschäftshaus | Marktplatz 4 (Karte)                                | Um 1690                                  | Traufständig zum Marktplatz stehendes, zweigeschossiges Wohn- und Geschäftshaus mit massiv gemauerter Erdgeschosszone und verputztem Obergeschoss. Nach oben mit zwei Dachgeschossebenen unter einem Satteldach mit Schleppgaube abschließend. Im Erdgeschoss ein nachträglicher, eingeschossiger Anbau auf der nordwestlichen Giebelseite. Um 1690 neu erbaut und durch Textilhandwerker genutzt. 1830 im Besitz eines Kaufmanns. 2013 Umbau und Sanierung. Das in zentraler Lage an wichtigen Durchfahrtsstraßen gelegene Wohn- und Geschäftshaus ist ein Beispiel für ein Handwerkerwohnhaus des späten 17. Jahrhunderts in Isny. Trotz baulicher Veränderungen kann es noch gute Hinweise auf die einstige Arbeits- und Lebenswirklichkeit in der durch Textilproduktion geprägten Stadt Isny liefern. Erhaltenswertes Gebäude | BW |
|                | Wohn- und Geschäftshaus | Marktplatz 5                                        | Mitte des 16. Jahrhunderts               | In einer Reihe traufständiger Gebäude stehendes, dreigeschossiges Wohn- und Geschäftshaus mit massiv gemauerten und verputzten Vollgeschossen. Nach oben mit zwei Dachgeschossebenen und Spitzboden unter einem Satteldach mit Schleppgaube abschließend. Im Erdgeschoss korbbogige, wohl jüngere Öffnungsgewände. Bereits Mitte des 16. Jahrhunderts wird hier ein Haus erwähnt. Dieses war über Generationen im Besitz von Textilhandwerkern und Kaufleuten. 1953 Erdgeschossumbau. Das eher schlicht gestaltete Gebäude dürfte noch auf die Zeit vor dem großen Stadtbrand von 1631 zurückgehen. Somit gehört es zu den seltenen Vertretern, die diese Katastrophe überstanden haben. Im Kern liefert das Wohn- und Geschäftshaus somit wichtige Informationen auf die Wohn- und Arbeitsumstände des 16./17. Jahrhunderts in Isny. Erhaltenswertes Gebäude |    |
|                | Ehemaliges Spital (heute: Evangelisches Gemeindezentrum und Sparkasse) sowie Orgel                                         | Marktplatz 12 (Karte)                               | 1402                                     | In Ecklage zur Spitalgasse stehendes, dreigeschossiges, ehemaliges Spital mit massiv gemauerten und verputzten Vollgeschossen. Nach oben mit zwei Dachgeschossebenen unter einem Walmdach mit Schleppgauben abschließend. Spitzbogiges Eingangsportal an der östlichen Traufseite. Im Innern Orgel der Werkstätte Link in Giengen. 1402 als Heilig-Geist-Spital erbaut. 1870-73 Umbau mit neugotischer Fassade. 1953 Umbau und Sanierung. 1973-75 Umbau zur Sparkasse mit heutiger Fassadengestaltung. 2012/13 Umbau und Sanierung. Das ehemalige Spitalgebäude von Isny ist wegen seiner für die reichsstädtische Zeit großen kultur- und sozialgeschichtlichen Bedeutung, und wegen der Anschaulichkeit seiner noch vorhandenen gotischen Pflegestube ein Kulturdenkmal aus wissenschaftlichen und heimatgeschichtlichen Gründen, an dessen Erhaltung ein öffentliches Interesse besteht. Die erhaltene Orgel ist zudem ein eigenständiges Kulturdenkmal aus wissenschaftlichen Gründen. Geschützt nach § 2 DSchG |    |
|                | Wohn- und Geschäftshaus | Marktplatz 13                                       | 16. Jahrhundert                          | Giebelständig zum Marktplatz stehendes, dreigeschossiges Wohn- und Geschäftshaus mit massiv gemauerten und verputzten Vollgeschossen. Nach oben mit zwei Dachgeschossebenen und Spitzboden unter einem Satteldach abschließend. Die Traufkante durch einen Konsolfries hervorgehoben. Im Erdgeschoss moderner Ladeneinbau. Im Kern 16. Jahrhundert. Um 1750 zum Gasthaus „Zur Rose“ umgenutzt. 1830 im Besitz eines Seifensieders. Seit 1859 ein Kaufladen eingerichtet. 1955 und 1960 Umbauten. 1976/77 Umbau und Instandsetzung. 1994 Umbau des ersten Obergeschosses. Das überlieferte Gebäude geht im Kern auf die Zeit vor dem großen Stadtbrand von 1631 zurück. Durch die zentrale Lage diente das Haus wohl schon immer als Gastwirtschaft oder Ladengeschäft und ist somit ein wichtiger Beleg für die frühneuzeitliche Sozialstruktur und die Gewerbe- und Handelsverhältnisse innerhalb der einstigen Reichsstadt Isny. Erhaltenswertes Gebäude |    |
|                | Wohn- und Geschäftshaus | Obertorstraße 4                                     | 1862                                     | In Ecklage zur Spitalgasse stehendes, zweigeschossiges Wohn- und Geschäftshaus mit massiv gemauerten und verputzten Vollgeschossen. Nach oben mit einem Kniestock und zwei Dachgeschossebenen unter einem Satteldach mit Schleppgaube abschließend. 1862 erbaut. Jüngere Veränderungen. Das überlieferte, recht kleine Gebäude steht beispielhaft für die Ausnutzung von Restflächen innerhalb der ummauerten Altstadt. Im 19. Jahrhundert stieg der Bedarf an Wohnraum für Arbeiter in der Textilproduktion zusehends. Gleichzeitig war der Platz innerhalb der Stadt beengt. So wurden auch kleinere Restflächen und Gartengrundstücke überbaut. Das Wohn- und Geschäftshaus ist daher ein Beleg für die Wohn- und Lebensverhältnisse der zweiten Hälfte des 19. Jahrhunderts in Isny und den Siedlungsdruck jener Zeit. Erhaltenswertes Gebäude |    |
|                | Wohn- und Geschäftshaus | Obertorstraße 6                                     | 1862                                     | Traufständiges, zweigeschossiges Wohn- und Geschäftshaus mit massiv gemauerten und verputzten Vollgeschossen. Nach oben mit zwei Dachgeschossebenen unter einem Satteldach mit Walmdachgauben abschließend. Das erste Dachgeschoss an der südöstlichen Traufseite nachträglich zum Vollgeschoss angehoben. 1862 erbaut. Jüngere Veränderungen. Das überlieferte, recht kleine Gebäude steht – ebenso wie sein zeitgleich errichtetes Nachbarhaus (Hausnummer 4) – beispielhaft für die Ausnutzung von Restflächen innerhalb der ummauerten Altstadt. Im 19. Jahrhundert stieg der Bedarf an Wohnraum für Arbeiter in der Textilproduktion zusehends. Gleichzeitig war der Platz innerhalb der Stadt beengt. So wurden auch Restflächen und Gartengrundstücke überbaut. Das Wohn- und Geschäftshaus ist daher ein Beleg für die Wohn- und Lebensverhältnisse der zweiten Hälfte des 19. Jahrhunderts in Isny und den Siedlungsdruck jener Zeit. Erhaltenswertes Gebäude |    |
|                | Wohn- und Geschäftshaus | Obertorstraße 8                                     | 16. Jahrhundert                          | In einer Reihe traufständiger Gebäude stehendes, deutlich in den Straßenraum vorspringendes, dreigeschossiges Wohn- und Geschäftshaus. Massiv gemauerte und verputzte Vollgeschosse mit Arkadengang im Erdgeschoss. Nach oben mit zwei Dachgeschossebenen und Spitzboden unter einem Satteldach mit Satteldachgaube abschließend. Am nördlichen Giebel die Außenwände der Dachgeschosse zurückspringend. Im Kern wohl noch 16. Jahrhundert. Seit 1620 als Wohnhaus der Familie Habisreutinger erwähnt und noch 1731 als Habisreutingerische Behausung aufgeführt. Seit etwa 1770 im Besitz von Textilhandwerkern. 1976 Fassadensanierung. 1984/85 Umbau und Sanierung. 1993 Umbaumaßnahmen. 2013 Fassadensanierung. Das stattliche, straßenbildprägende Gebäude dürfte im Kern den Stadtbrand von 1631 überdauert haben. Somit könnte es möglicherweise als letztes Gebäude den ursprünglich wohl engeren Straßenverlauf der Obertorstraße belegen. Mit dem Wohn- und Geschäftshaus hat sich ein gutes Beispiel für das einstige Selbstverständnis der gehobenen Bürgerschaft von Isny erhalten. Erhaltenswertes Gebäude                                                             |    |
|                | Gasthaus zum Bären | Obertorstraße 9 (Karte)                             | Vor 1599                                 | Traufständiges, dreigeschossiges Gasthaus mit massiv gemauerten und verputzten Vollgeschossen. Nach oben mit zwei Dachgeschossebenen unter einem Satteldach abschließend. Südlich ein zweieinhalbgeschossiger Anbau mit Satteldach. An der Straßenfassade ein schmiedeeiserner Wirtshausausleger. 1599 wird erstmals das Gasthaus zum Bären erwähnt. 1631 wohl zum Teil abgebrannt und wiederaufgebaut. Im 18. Jahrhundert überformt und zeitweise auch „Zum Schwarzen Bären“ genannt. 1902 Instandsetzung und Modernisierung. 1985/86 Umbau und Modernisierung. Das Gasthaus zum Bären ist mit seiner über Jahrhunderte zurückreichenden Nutzungskontinuität ein wichtiges Zeugnis für die Wirtshausgeschichte von Isny. Zudem dokumentiert das Gebäude, durch seine typische Lage an einer wichtigen Durchgangsstraße, die Bedeutung Isnys für Händler und Durchreisende, die hier Rast machen konnten. An der Erhaltung des Gasthauses besteht aus wissenschaftlichen und heimatgeschichtlichen Gründen ein öffentliches Interesse. Geschützt nach § 2 DSchG | BW |
|                | Gasthaus zur Blume | Obertorstraße 13 (Karte)                            | 1608                                     | Traufständiges, zweigeschossiges Gasthaus. Über hohem Kellersockel eine massiv gemauerte Erdgeschosszone und verputztes Fachwerk-Obergeschoss. Nach oben mit drei Dachgeschossebenen unter einem Mansarddach mit Schleppgauben abschließend. An der nordwestlichen Traufseite ein Rundbogenportal und davor zweiläufige Freitreppe. Südlich davon eine rundbogige Toreinfahrt. Schmiedeeiserner Wirtshausausleger mit der Darstellung einer Blume. 1608 wird hier erstmals ein Gasthaus Zum Schlüssel erwähnt. Laut Datierung im Eingangsportal 1798 umgebaut. Beim Brand in der südlichen Obertorstraße im Jahr 1800 teilweise zerstört. Laut dendrochronologischer Datierung das Dachtragwerk 1801 neu erbaut. Wohl seit dieser Zeit „Zur Blume“ genannt. Jüngere Veränderungen. Das gut überlieferte Gasthaus ist ein hervorragendes Dokument für die Wirtshausgeschichte des frühen 19. Jahrhunderts in Isny. An der Erhaltung des Gebäudes besteht aus wissenschaftlichen und heimatgeschichtlichen Gründen ein öffentliches Interesse. Geschützt nach § 2 DSchG | BW |
|                | Wohn- und Geschäftshaus | Obertorstraße 15                                    | 19. Jahrhundert neu                      | In einer Reihe traufständiger Gebäude stehendes, zweigeschossiges Wohn- und Geschäftshaus mit massiv gemauerten und verputzten Vollgeschossen. Nach oben mit zwei Dachgeschossebenen unter einem Satteldach abschließend. An der nordwestlichen Traufseite ein außenliegender Treppenaufgang. Beim Brand in der südlichen Obertorstraße im Jahr 1800 wohl weitestgehend zerstört und im frühen 19. Jahrhundert neu erbaut. Das Gebäude bildete 1830 eine Einheit mit dem Gasthaus Blume (Hausnummer 13). Jüngere Veränderungen. Das kleine, unscheinbare Gebäude gehörte einst zum nebenstehenden Gasthaus Blume. Seine genauere Nutzung ist jedoch bislang unklar. Als Gebäude des Wiederaufbaus des Stadtbrandareals von 1800 passt sich das Wohn- und Geschäftshaus gut in die Reihe erhaltenswerter Gebäude auf der südlichen Seite der Obertorstraße ein. Es kann zudem Informationen über die Baugeschichte des einstigen Gasthauses Blume liefern. Erhaltenswertes Gebäude |    |
|                | Gasthaus zum Rössle mit historischem Wirtshausausleger                                                                     | Obertorstraße 17 (Karte)                            | Vor 1731                                 | In einer Reihe traufständiger Gebäude stehendes, zwei- und dreigeschossiges Gasthaus mit massiv gemauerten und verputzten Vollgeschossen. Nach oben mit drei Dachgeschossebenen unter einem Satteldach abschließend. Der nördliche Gebäudeteil mit Rundbogenportal. Der südliche Gebäudeteil von der Straße zurückspringend. Schmiedeeiserner Wirtshausausleger mit der Darstellung eines steigenden Pferdes. Seit 1731 ist hier eine Schildgerechtigkeit erwähnt. 1735 erscheint erstmals ein Weißrößlinswirt. 1800 abgebrannt und anschließend neu erbaut. 1935, 1963 und 2010 Umbauten. Das überlieferte Gasthaus gehört in eine bemerkenswerte Reihe von Gasthäusern auf der südlichen Seite der Obertorstraße. Es steht somit beispielhaft für das Gasthauswesen des frühen 19. Jahrhunderts. Das erhaltene Wirtshausschild ist samt Ausleger ein Kulturdenkmal. An seiner Erhaltung besteht aus heimatgeschichtlichen und künstlerischen Gründen ein öffentliches Interesse. Geschützt nach § 2 DSchG | BW |
|                | Wohn- und Geschäftshaus | Obertorstraße 19                                    | 19. Jahrhundert                          | In einer Reihe traufständiger Gebäude stehendes, dreigeschossiges Wohn- und Geschäftshaus mit massiv gemauerter Erdgeschosszone und verputzten Obergeschossen. Nach oben mit einer Dachgeschossebene und Spitzboden unter einem Satteldach abschließend. Das zweite Obergeschoss wohl nachträglich durch Anhebung der Dachtraufe entstanden. Beim Brand in der südlichen Obertorstraße im Jahr 1800 zerstört und im frühen 19. Jahrhundert neu erbaut. Das Gebäude bildete 1830 eine Einheit mit dem Gasthaus Rößle (Hausnummer 17). Jüngere Veränderungen. Das schlichte und eher unscheinbare Gebäude gehörte einst zum nebenstehenden Gasthaus Rößle. Seine genauere Nutzung ist jedoch bislang unklar. Als Gebäude des Wiederaufbaus des Stadtbrandareals von 1800 passt sich das Wohn- und Geschäftshaus gut in die Reihe erhaltenswerter Gebäude auf der südlichen Seite der Obertorstraße ein. Es kann zudem Informationen über die Baugeschichte des einstigen Gasthauses Rößle liefern. Erhaltenswertes Gebäude |    |
|                | Wohn- und Geschäftshaus mit Garten                                                                                         | Obertorstraße 21                                    | Nach 1800                                | Unmittelbar am südwestlichen Stadteingang in Kopflage stehendes, zweigeschossiges Wohn- und Geschäftshaus mit massiv gemauerten und verputzten Vollgeschossen. Nach oben mit zwei Dachgeschossebenen und Spitzboden unter einem Satteldach mit Schleppgauben abschließend. An der westlichen Giebelseite zwei Klebdächer am Giebeldreieck. Das bereits 1605 erwähnte Gebäude war über Jahrhunderte im Besitz von Handwerkern. Im 18. Jahrhundert lebten hier mehrere Generationen Färber. 1800 abgebrannt und anschließend neu erbaut. 1830 im Besitz eines Hafners. 1981 Umbau und Erweiterung. 1988 Sanierung. Um 2014 Sanierung. Das den südwestlichen Stadteingang prägende Wohn- und Geschäftshaus ist ein schönes Beispiel für ein Handwerkerhaus des frühen 19. Jahrhunderts. Es kann daher wichtige Hinweise auf die einstigen Wohn- und Arbeitsumstände in Isny liefern. Der westlich vor dem Haus gelegene Garten ist samt Einfriedung als erhaltenswerte Grünfläche anzusehen. Erhaltenswertes Gebäude und historische Grünfläche |    |
|                | Ehemaliges Fabrikgebäude der Färberei und Zwirnerei Springer                                                               | Obertorstraße 22, 24 (Karte)                        | 1812                                     | In Ecklage zur Springerstraße stehendes, dreigeschossiges Fabrikgebäude mit massiv gemauerten und verputzten Vollgeschossen. Nach oben mit zwei Dachgeschossebenen unter einem Mansardwalmdach mit Satteldachgauben abschließend. Das hohe Erdgeschoss mit einer Rustika-Struktur versehen und durch rundbogige Öffnungsgewände gegliedert. Die Gebäudekanten durch Pilaster akzentuiert, welche ein stark profiliertes Traufgesims tragen. Rundbogiges Eingangsportal mit Wappenstein. Hausnummer 22 wurde 1812 durch den Textilfabrikanten Johann Ulrich Springer neu erbaut. 1837 wurde Hausnummer 4 durch die Familie Springer hinzugekauft. 1839-41 wurde über beiden Grundstücken das heutige Gebäude erbaut. 1887 Renovierung. 1986/87 umfangreiche Umbau- und Sanierungsmaßnahmen. Das Anwesen ist als ehemaliges Firmengebäude des einst führenden Isnyer Textilunternehmens C.U. Springer und wegen seiner bedeutungsvollen Fassadengestaltung ein Kulturdenkmal aus wissenschaftlichen, künstlerischen und heimatgeschichtlichen Gründen. An seiner Erhaltung besteht ein öffentliches Interesse. Geschützt nach § 2 DSchG                                                |    |
|                | Ehemaliges Verwaltungsgebäude der Firma Springer (heute: Gasthaus)                                                         | Obertorstraße 26 (Karte)                            | 1889                                     | Traufständiges, zweigeschossiges Wohn- und Geschäftshaus mit massiv gemauerten und verputzten Vollgeschossen. Nach oben mit zwei Dachgeschossebenen unter einem Pyramidendach mit Satteldachgauben abschließend. Die symmetrisch gegliederten Fassaden mit einem Gesimsband unterteilt. 1889 an der Stelle eines Vorgängergebäudes neu errichtetes Verwaltungsgebäude der Textilfirma Springer. 1986 Umbau und Einbau eines Ladengeschäfts bzw. Gasthauses. Das ehemalige Verwaltergebäudes der Firma Springer ist ein wichtiges Dokument für die jahrhundertealte Textilgeschichte und den bedeutenden Gewerbezweig in der Stadt Isny. Das Gebäude zeugt zudem von der einstigen Bedeutung der Firma Springer, die in Isny ihren Ursprung nahm. An der Erhaltung des Gebäudes besteht aus wissenschaftlichen und heimatgeschichtlichen Gründen ein öffentliches Interesse. Geschützt nach § 2 DSchG | BW |
|                | Wohnhaus | Pfannenstiel 27                                     | Erste Hälfte 20. Jahrhundert             | Am nordöstlichen Rand des Untersuchungsgebietes, außerhalb der historischen Vorstädte in Solitärlage stehendes, zweigeschossiges Wohnhaus. Über hohem Kellersockel eine massiv gemauerte und verputzte Erdgeschosszone und ein teils fachwerksichtiges Obergeschoss. Nach oben mit zwei Dachgeschossebenen und Spitzboden unter einem Halbwalmdach mit Schleppgauben abschließend. Die Geschosse giebelseitig leicht vorstoßend. An der nordöstlichen Traufseite ein zweigeschossiger Anbau. Die Fassaden mit segmentbogigen Fensteröffnungen und rundbogigen Türöffnungen gestaltet. Erste Hälfte 20. Jahrhundert mit jüngeren Veränderungen. Das mit deutlichen Anklängen an den Heimatstil errichtete Wohnhaus steht beispielhaft für die Architekturauffassung und den Gestaltungsanspruch der ersten Hälfte des 20. Jahrhunderts. Es kann somit viele Informationen zum damaligen Wohn- und Lebensstil seiner Bewohner liefern. Erhaltenswertes Gebäude |    |
|                | Wohnhaus | Pfannenstiel 39                                     | Erste Hälfte 20. Jahrhundert             | Am nordöstlichen Rand des Untersuchungsgebietes, außerhalb der historischen Vorstädte in Solitärlage stehendes, zweigeschossiges Wohnhaus. Über hohem Kellersockel zwei massiv gemauerte und verputzte Vollgeschosse. Nach oben mit zwei Dachgeschossebenen unter einem Walmdach mit Schleppgauben abschließend. Die westlichen Gebäudekanten durch zwei Rechteckerker im Obergeschoss betont. Umlaufende Gesimsbänder unterteilen die symmetrisch gegliederten Fassaden. Erste Hälfte 20. Jahrhundert mit jüngeren Veränderungen. Das anschaulich überlieferte Wohnhaus gibt gute Hinweise auf die Architekturauffassung der ersten Hälfte des 20. Jahrhunderts. Es ist daher ein Beleg für das Selbstverständnis seines Bauherrn und für die einstigen Wohn- und Lebensumstände in Isny. Erhaltenswertes Gebäude |    |
|                | Ehemaliges Torhaus | Rainstraße 2                                        | 16. Jahrhundert                          | Unmittelbar nordwestlich außerhalb vor dem Espantorturm stehendes, zweigeschossiges Torhaus mit massiv gemauerten und verputzten Vollgeschossen. Nach oben mit einer Dachgeschossebene unter einem Satteldach abschließend. Bereits auf einer Abbildung der Stadt aus dem Jahr 1664 verzeichnet. Im Kern möglicherweise aus dem 16. Jahrhundert. 1985 Renovierung. Das durch den Stadtgraben und eine steinerne Bogenbrücke vom Espantorturm getrennte ehemalige Torhaus ist ein herausragendes und zudem sehr seltenes Beispiel für ein frühneuzeitliches Torhaus, welches den Zugang zur Stadt kontrollieren und gegebenenfalls Zölle einnehmen sollte. Somit handelt es sich hierbei um ein erhaltenswertes Gebäude, welches wichtige Aussagen zur einstigen Stadtbefestigung und dem Wohlstand und der Wehrhaftigkeit der Reichsstadt Isny liefern kann. Erhaltenswertes Gebäude |    |
|                | Ehemalige Untere Bleiche                                                                                                   | Rainstraße 12                                       | 1738 neu                                 | Westlich außerhalb der ummauerten Kernstadt in Solitärlage stehende, zweigeschossige, ehemalige städtische Bleiche. Massiv gemauerte und verputzte Vollgeschosse mit aufgemalter Eckquaderung. Nach oben mit zwei Dachgeschossebenen unter einem Walmdach mit Zwerchhaus abschließend. Das Zwerchhaus wurde ehemals als Aufzugsgaube mit Ladeluke gebraucht. Im Erdgeschoss korbbogiges Eingangsgewände. Bereits 1409 wird hier eine Untere Bleiche erwähnt. 1737 brannte das Gebäude ab und wurde bis 1738 als städtische Bleiche wieder neu erbaut. Ab 1788 im Privatbesitz. 1983 Instandsetzung. 1994 Sanierung. 2002/03 Sanierung. Das sehr anschaulich überlieferte Gebäude zeugt noch heute davon, wie wichtig die Leinwandherstellung und -weiterverarbeitung für die Stadt Isny war. Die Textilproduktion war über Jahrhunderte der Haupterwerbszweig der Bürgerschaft und sorgte für den Wohlstand der einstigen Reichsstadt. An der Erhaltung des Gebäudes besteht aus wissenschaftlichen und heimatgeschichtlichen Gründen ein öffentliches Interesse. Erhaltenswertes Gebäude                                                                                            |    |
|                | Wohnhaus | Roßmarkt 2, 4                                       | 16. Jahrhundert                          | In Kopflage zur Espantorstraße stehendes, dreigeschossiges Wohnhaus mit massiv gemauerter Erdgeschosszone und verputzten Obergeschossen. Nach oben mit einer Dachgeschossebene unter einem flach geneigten, einhüftigen Satteldach abschließend. An der östlichen Gebäudeecke die Obergeschosse leicht über dem Erdgeschoss zurückspringend. Hausnummer 4 an der südlichen Traufseite mit modernen Balkonen und allgemein stärker überformt. Im Kern 16. Jahrhundert. Seit dem 17./18. Jahrhundert vermehrt von Webern und anderen Textilhandwerkern bewohnt. Im 19./20. Jahrhundert modern überformt. Das im Kern möglicherweise noch vor dem Stadtbrand von 1631 entstandene Gebäude ist ein guter Beleg für ein ehemaliges Wohngebäude von Textilhandwerkern und damit ein seltenes Beispiel eines Handwerkerhauses an der Espantorstraße, die sonst vermehrt von Patrizierhäusern besiedelt wurde. Das Haus kann daher wichtige Hinweise auf das für Isny so bedeutende Textilgewerbe und die damit verbunden Lebensumstände liefern. Erhaltenswertes Gebäude |    |
|                | Wohnhaus | Roßmarkt 5                                          | 17. Jahrhundert                          | Traufständiges, zweigeschossiges Wohnhaus in leichter Hanglage. Über einem Kellersockel eine massiv gemauerte Erdgeschosszone und verputztes Obergeschoss. Nach oben mit einer Dachgeschossebene unter einem flach geneigten, blechgedeckten Satteldach abschließend. Das Obergeschoss leicht hinter dem Erdgeschoss zurückspringend. Im Kern 17. Jahrhundert. Von 1716 bis 1830 sind als Besitzer Rotgerber belegt. Jüngere Veränderungen. Das überlieferte Wohnhaus steht beispielhaft für ein über mehrere Generationen als Rotgerberhaus genutztes Gebäude. Die Textilherstellung und Textilverarbeitung war über Jahrhunderte der Haupterwerbszweig in der Stadt Isny. Das Gebäude liefert somit gute Informationen zu den Wohn- und Arbeitsverhältnissen einstiger Textilhandwerker in Isny. Erhaltenswertes Gebäude |    |
|                | Ehemaliges Bürgerhaus mit Garten (sog. Biart’sches Haus)                                                                   | Roßmarkt 9 (Karte)                                  | 1620                                     | In Eck- und leichter Hanglage stehendes, zweigeschossiges Wohnhaus mit massiv gemauerten und verputzten Vollgeschossen über nahezu quadratischem Grundriss. Nach oben mit einer Dachgeschossebene unter einem flach geneigten, einhüftigen Satteldach abschließend. Auffallend der Höhenversatz der Geschossebenen. Auf der Nordseite rundbogiges Türportal. Innen gotische Balkendecke und Wandmalereien. 15. Jahrhundert. Seit 1620 als städtische Behausung belegt, die von Ärzten, Predigern und Ratsmitgliedern bewohnt wurde. Von 1723 bis 1761 als Deutsche Knabenschule genutzt. Ab 1761 im Besitz diverser Handwerker. 1908 Einbau einer weiteren Wohnung im Obergeschoss. 1979-81 umfangreiche Sanierung. Das bemerkenswert erhaltene Bürgerhaus zeugt vom einstigen Wohlstand und Reichtum der Stadt und seiner Bürger. An seiner Erhaltung besteht aus wissenschaftlichen und heimatgeschichtlichen Gründen ein besonderes öffentliches Interesse. Der südlich des Gebäudes gelegene Garten ist als erhaltenswert anzusehen. Erhaltenswerte historische Grünfläche Geschützt nach § 12 DSchG                                                                             |    |
|                | Wohn- und Geschäftshaus mit Brücke                                                                                         | Roßmarkt 13                                         | Spätes 19. Jahrhundert                   | In Ecklage zur Straße Am Stadtbach stehendes, zweigeschossiges Wohn- und Geschäftshaus mit massiv gemauerten und verputzten Vollgeschossen. Nach oben mit einer Dachgeschossebene und Spitzboden unter einem Satteldach mit modernen Schleppgauben abschließend. An der östlichen Traufseite zweigeschossiger Anbau mit Satteldach und Wiederkehr. Auffallend eine Verbindungsbrücke mit polygonalem, erkerartigem Aufbau vom Obergeschoss zu Gebäude Am Stadtbach 21. Spätes 19. Jahrhundert mit jüngeren Veränderungen. Die Textilfirma Springer übernahm 1834 das Nachbargebäude Am Stadtbach 21 und richtete dort eine Textilproduktion ein. Möglicherweise im späten 19. Jahrhundert ließ die Firma Springer das Gebäude Roßmarkt 13 neu erbauen und verband die beiden Gebäude über die noch vorhandene Brücke. Somit dürfte das heutige Wohn- und Geschäftshaus ursprünglich auch für die Textilherstellung genutzt worden sein. Daher ist es ein wichtiges Beispiel für die Bedeutung des Textilgewerbes im 19./20. Jahrhundert in Isny. Erhaltenswertes Gebäude |    |
| Weitere Bilder | Ehemaliges Benediktinerkloster samt Garten, dann Schloss der Grafen von Quadt (heute: Städtische Galerie) – Sachgesamtheit | Schloss 1, 2, 3, 4, 5, 11, 12 (Karte)               | 1650 neu                                 | Im Nordosten der Kernstadt stehende Schlossanlage mit zahlreichen, um einen Innenhof gruppierten Nebengebäuden und Freiflächen. Dreigeschossiges Haupthaus mit südwestlichem Polygonalturm. Der Innenhof südlich und westlich mit zweigeschossigen, ehemaligen Ökonomiegebäuden umstellt. Dazwischen der viergeschossige Klostertorturm. An der südöstlichen Ecke der dreigeschossige, unverputzte Pulverturm (ehemaliger Stadtmauerturm). 1096 Gründung als Benediktinerkloster. Beim Stadtbrand 1631 zerstört und ab den 1650er Jahren wieder aufgebaut. 1803 fallen Kloster und Stadt an die Grafen von Quadt-Wykradt. 1942 Verkauf an die Stadt Stuttgart und Einrichtung eines Pflegeheims. Seit 1998 Städtische Galerie. Die überregional bedeutsame und stadtbildprägende Schlossanlage samt Nebengebäuden und Freiflächen ist ein herausragendes Zeugnis für die Stadt- und Siedlungsgeschichte von Isny. An der Erhaltung der Sachgesamtheit besteht aus wissenschaftlichen, künstlerischen und heimatgeschichtlichen Gründen ein besonderes öffentliches Interesse. Geschützt nach §§ 2, 28 DSchG                                                                          |    |
| Weitere Bilder | Marienkapelle im Schloss                                                                                                   | Schloss 1 (Karte)                                   | 15. Jahrhundert                          | Die Marienkapelle befindet sich im Schloss, das ja früher das Kloster St. Georg war. Da die neuen weltlichen Besitzer nichts Wesentliches an der Kapelle geändert haben, ist sie noch in dem Zustand von 1803. Sie enthält neben dem Marienaltar und zwei Nebenaltären die Reste eines Chorgestühls und die Porträts aller Äbte des ehemaligen Klosters. Schon im Mittelalter wurde diese Kapelle als Heiligtum empfunden. Die Kapelle ist als Teil des geschützten Kulturdenkmals Schloss auch ein geschütztes Baudenkmal gemäß § 28. Geschützt nach § 28 DSchG |    |
|                | Wohnhaus | Schultesberg 4                                      | 18. Jahrhundert                          | In der sogenannten katholischen Vorstadt, nordöstlich außerhalb der Kernstadt in Hanglage stehendes, zweigeschossiges Wohnhaus. Das in der Höhe gestaffelte Gebäude bildet heute drei Wohneinheiten. Nach oben mit zwei Dachgeschossebenen unter gestaffelten Satteldächern abschließend. Das Gebäude teilweise verputzt jedoch überwiegend mit Brettschalung oder Holzschindeln verkleidet. Das Obergeschoss am nördlichen Giebel vorstoßend. Am südlichen Giebel drei Klebdächer. Im Kern wohl im 18. Jahrhundert als Wohnhaus mit Scheunenteil erbaut. 1830 im Besitz eines Drechslers. Jüngere Veränderungen. Das überlieferte Gebäude verweist in seinem Aufbau auf ein einstiges Streckgehöft mit Wohn- und Scheunenteil. Somit ist es ein gutes Beispiel für ein einst landwirtschaftlich genutztes Anwesen, wie diese in der katholischen Vorstadt ursprünglich vermehrt vorkamen. Das Wohnhaus kann daher wichtige Informationen zu den einstigen Wohn- und Arbeitsumstände der bäuerlichen Bevölkerung der katholischen Vorstadt von Isny liefern. Erhaltenswertes Gebäude                                                                                                 |    |
|                | Alte Gerberei (sog. Hiller’sche Gerberei)                                                                                  | Seidenstraße 3                                      | 15. Jahrhundert                          | Westlich außerhalb des ummauerten Stadtkerns stehende, ehemalige Gerberei. Giebelständig zur Straße orientiertes, dreigeschossiges Haupthaus mit massiv gemauerter Erdgeschosszone und verputzten Obergeschossen. Nach oben mit zwei Dachgeschossebenen unter einem Satteldach abschließend. An der südwestlichen Traufseite ein typischer Gerberbalkon im Obergeschoss. Rückwärtig zum Garten, traufständig angeordnetes, zweigeschossiges Neben- bzw. Werkstattgebäude mit Satteldach. Im Kern 15. Jahrhundert. Seit 1639 als Gerberei belegt. Von 1820 bis 1861 im Besitz eines Nagelschmieds, dann wieder Rotgerberei. Ab 1942 im Besitz der Familie Springer. Seit 1982 im Besitz der Stadt. Die sehr anschaulich überlieferte Gerberei ist ein wichtiges Beispiel für die Textilgeschichte der Stadt Isny. Das im Kern möglicherweise noch spätmittelalterliche Anwesen belegt über Jahrhunderte die Arbeitsweise des Gerberhandwerks und kann somit sehr wichtige Hinweise auf einen Zweig der Textilherstellung geben, welche für Isny einst so bedeutend war. Erhaltenswertes Gebäude                                                                                       |    |
|                | Wohn- und Geschäftshaus; ehemalige Badstube                                                                                | Spitalgasse 7                                       | 16. Jahrhundert                          | In Kopflage zur Straße Am Stadtbach stehendes, zweigeschossiges Wohn- und Geschäftshaus mit massiv gemauerten und verputzten Vollgeschossen. Nach oben mit einer Dachgeschossebene und Spitzboden unter einem Satteldach mit Satteldachgaube abschließend. Im Kern 16. Jahrhundert. Von 1601 bis 1669 als Badstube belegt. Im 18. Jahrhundert als städtisches Zollhaus erwähnt. 1830 im Besitz eines Fuhrmanns. Jüngere Veränderungen. Das in straßenbildprägender Kopflage stehende Gebäude hatte im 17. Jahrhundert eine besondere Bedeutung für die Stadt. Hier befand sind, unmittelbar am heute verdolten Stadtbach, eine Badstube. Somit ist das Haus ein Beleg für die auf mittelalterliche Traditionen zurückreichende Badekultur in den süddeutschen Städten. Das Gebäude kann also noch wichtige Hinweise auf das einstige Gesundheits- und Badewesen in der Reichsstadt Isny liefern. Erhaltenswertes Gebäude |    |
|                | Wohnhaus | Spitalgasse 8                                       | 18. Jahrhundert                          | In Ecklage an der Spitalgasse stehendes, zweigeschossiges Wohnhaus mit verputzten Vollgeschossen. Nach oben mit zwei Dachgeschossebenen unter einem Satteldach abschließend. Das östliche Giebeldreieck mit Brettern verschalt. 18. Jahrhundert mit jüngeren Veränderungen. Das 1830 als Wohnhaus zum Spital gehörige und damals von einem Zimmermann bewohnte Gebäude steht beispielhaft für die kleinteilige Struktur und die ehemals einfacheren Wohnverhältnisse im südwestlichen Viertel des Stadtovals. Als Bestandteil des einstigen Spitalanwesens kann es zudem wichtige Informationen zur Baugeschichte des Isnyer Spitals liefern. Erhaltenswertes Gebäude |    |
|                | Ehemalige Mädchenschule | Spitalgasse 9 (Karte)                               | 17. Jahrhundert                          | In Kopflage zur Straße Am Stadtbach stehende, zweigeschossige, ehemalige Mädchenschule mit massiv gemauerten und verputzten Vollgeschossen. Nach oben mit drei Dachgeschossebenen unter einem Satteldach mit Zwerchhaus und Schleppgaube abschließend. Bemerkenswert sind die Ovalfenster an den Giebelfassaden. Im Kern wohl 17. Jahrhundert. Von 1719 bis 1780 als Mägdleinschule erwähnt. 1830 im Besitz des Kaufmanns Springer. Jüngere Veränderungen. Das im 18. Jahrhundert als Mädchenschule genutzte, recht stattliche und straßenbildprägende Gebäude ist ein wichtiges Dokument für das Schulwesen der einstigen Reichsstadt Isny. An der Erhaltung des Gebäudes besteht aus wissenschaftlichen und heimatgeschichtlichen Gründen ein öffentliches Interesse. Geschützt nach § 2 DSchG | BW |
|                | Wohnhaus | Spitalgasse 13                                      | 17. Jahrhundert                          | In zweiter Reihe zur Spitalgasse, eigentlich Am Stadtbach stehendes, zweigeschossiges Wohnhaus mit massiv gemauerten und verputzten Vollgeschossen. Nach oben mit einer Dachgeschossebene und Spitzboden unter einem Satteldach abschließend. Das westliche Giebeldreieck modern verkleidet. Wohl im 17. Jahrhundert als Scheune zum Wohnhaus Obertorstraße 12 erbaut. Von 1681 bis 1830 als Scheune belegt. Wohl in der zweiten Hälfte des 19. Jahrhunderts zum Wohnhaus umgebaut. Jüngere Veränderungen. Das in beengter Situation neben dem heute verdolten Stadtbach stehende Gebäude belegt den hohen Siedlungsdruck innerhalb der ummauerten Altstadt im 19. Jahrhundert. Aufgrund zunehmenden Wohnraumbedarfs wurde hier eine ehemalige Scheune zum Wohnhaus umgebaut. Daher kann das Gebäude Hinweise auf die einfacheren Wohn- und Lebensumstände des späten 19. Jahrhunderts in der Kernstadt von Isny liefern. Erhaltenswertes Gebäude |    |
| Weitere Bilder | Ehemaliges Handwerkerhaus                                                                                                  | Unterer Grabenweg 16 (Karte)                        | 16. Jahrhundert                          | Nordwestlich außerhalb der Kernstadt in Solitärlage an der Ach stehendes, zweigeschossiges Handwerkerhaus mit massiv gemauerter Erdgeschosszone und teils verputztem, teils mit Brettern verkleidetem Fachwerk-Obergeschoss. Nach oben mit einer Dachgeschossebene unter einem Satteldach abschließend. Das Obergeschoss deutlich vorstoßend. Die Putzfassaden mit Wandmalereien geschmückt. Im 16. Jahrhundert wohnte hier – außerhalb der ummauerten Stadt – das katholische Personal der protestantischen Bürger. Als Katholiken durften sie sich nur tagsüber in der Stadt aufhalten. 1830 im Besitz eines Nagelschmieds. 1991 umfangreiche Sanierung und Büros für Kultur und Stadtmarketing eingerichtet. Das außerhalb der Stadt alle größeren Stadtbrände überdauernde Gebäude ist ein wichtiges Zeugnis für die klare Trennung der Konfessionen in der ehemaligen Reichsstadt Isny. An der Erhaltung des Gebäudes besteht aus wissenschaftlichen und heimatgeschichtlichen Gründen ein öffentliches Interesse. Geschützt nach § 2 DSchG |    |
|                | Speicherturm | Unterer Grabenweg 33 (Karte)                        | 16. Jahrhundert                          | An der sogenannten Unteren Stadtmauer am nordwestlichen Stadtrand stehender, viergeschossiger Speicherturm. Über nahezu dreiviertelrundem Grundriss massiv gemauerter und verputzter Befestigungsturm. Nach oben mit einer Dachgeschossebene unter einem Kegeldach abschließend. An der südöstlichen Seite außenliegender Holzanbau des einstigen Wehrgangs. Die beiden unteren Geschosse wurden zeitweilig als Gefängnis genutzt. 16. Jahrhundert mit jüngeren Veränderungen. Der eindrucksvoll überlieferte Speicherturm ist ein wichtiges Zeugnis für die einstige Wehrhaftigkeit und den Reichtum der Stadt Isny. Er dokumentiert bis heute die Stärke der oval um die mittelalterliche Kernstadt verlaufenden Stadtbefestigung. An der Erhaltung des Turms besteht aus wissenschaftlichen und heimatgeschichtlichen Gründen ein besonderes öffentliches Interesse. Geschützt nach § 28 DSchG | BW |
| Weitere Bilder | Rathaus | Wassertorstraße 3, Espantorstraße 6 (Karte)         | 15. Jahrhundert                          | In Ecklage zur Espantorstraße stehendes, teils drei-, teils viergeschossiges Rathaus mit massiv gemauerten und verputzten Vollgeschossen. Das Gebäude ist aus drei ehemaligen Patrizierhäusern zusammengewachsen. Nach oben mit drei Dachgeschossebenen unter einem Satteldach (teils abgewalmt) mit Schleppgauben abschließend. Im Erdgeschoss rundbogiger Arkadengang. In den Obergeschossen ein zweigeschossiger Eckerker. Im Innern reiche Ausstattung mit Täferungen und Stuckaturen. Im Kern 15. Jahrhundert. Der nördliche, höhere Gebäudeteil 1733 von der Stadt erkauft und als Rathaus eingerichtet. Der westliche, an der Ecke gelegene Teil 1924 dazugekauft und 1974 gänzlich abgebrochen und neu erbaut. In den 1960/70er Jahren das Gebäude Espantorstraße 6 integriert und das Rathaus saniert. Der den Stadtbrand von 1631 überdauernde Gebäudekomplex ist als Rathaus ein wichtiges Zeugnis für die Stadtgeschichte von Isny. An der Erhaltung des Anwesens besteht aus wissenschaftlichen, künstlerischen und heimatgeschichtlichen Gründen ein besonderes öffentliches Interesse. Geschützt nach § 28 DSchG                                                      |    |
|                | Wohn- und Geschäftshaus; ehemaliges Gasthaus Zum Schatten                                                                  | Wassertorstraße 4 (Karte)                           | 1899 neu                                 | Traufständiges, dreigeschossiges Wohn- und Geschäftshaus mit massiv gemauerten und verputzten Vollgeschossen. Nach oben mit einer Dachgeschossebene unter einem Stuttgarter Dach mit Zwerchhaus und Satteldachgauben abschließend. An der westlichen Traufseite ein zweigeschossiger Rechteckerker in den Obergeschossen. Die Fassade mit Gesimsbändern, Brüstungsfeldern, Fensterverdachungen und Freigespärren an den Dachaufbauten reich gestaltet. Nach einem Brand 1898 im Jahr 1899 als Gasthaus neu erbaut. 2010 nach Brand im Erdgeschoss umgebaut und saniert. Das anschaulich überlieferte Gebäude ist ein gutes Dokument für die große Gestaltungsvielfalt des späten 19. Jahrhunderts. In historisierender Formensprache verweist das Gebäude auf das Selbstverständnis und den Repräsentationsanspruch seines Bauherrn. An der Erhaltung des ehemaligen Gasthauses besteht aus wissenschaftlichen und künstlerischen Gründen ein öffentliches Interesse. Geschützt nach § 2 DSchG |    |
|                | Wohn- und Geschäftshaus (sog. Klosterapotheke)                                                                             | Wassertorstraße 5 (Karte)                           | 1396                                     | In einer Reihe traufständiger Gebäude stehendes, viergeschossiges Wohn- und Geschäftshaus mit massiv gemauerten und verputzten Vollgeschossen. Das Gebäude offenbar aus zwei Häusern zusammengewachsen. Der südliche, mit drei Fensterachsen gegliederte Teil nach oben mit drei Dachgeschossebenen unter einem Satteldach abschließend. Der nördliche Hausteil nur mit zwei Dachgeschossebenen und Spitzboden. Laut dendrochronologischer Altersbestimmung der nördliche Gebäudeteil von 1396. Im 17. Jahrhundert im Besitz verschiedener Bürgermeister. Im 18. Jahrhundert im Besitz von Goldschmieden. Seit 1821 als Apotheke genutzt. 1965-67 Umbauten und Dachausbau. 2014 Fassadensanierung. Das überlieferte Gebäude darf momentan als das älteste erhaltene Bürgerhaus der Stadt angesehen werden. Mit seiner wechselvollen Geschichte als Bürgerhaus, Goldschmiedehaus und schließlich Apotheke zeugt es vom Wohlstand der einstigen Reichsstadt Isny. An seiner Erhaltung besteht aus wissenschaftlichen und heimatgeschichtlichen Gründen ein öffentliches Interesse. Geschützt nach § 2 DSchG                                                                            |    |
|                | Geschäftshaus; ehemals Gasthaus zum Ochsen                                                                                 | Wassertorstraße 6 (Karte)                           | 17. Jahrhundert                          | In Ecklage zur Ochsengasse stehendes, dreigeschossiges Geschäftshaus mit massiv gemauerten und verputzten Vollgeschossen. Nach oben mit zwei Dachgeschossebenen unter einem Walmdach mit Walmdachgauben und großem Zwerchhaus an der nordwestlichen Seite abschließend. Großer, polygonaler Eckerker an der Nordecke der beiden Obergeschosse. Schmiedeeiserner Wirtshausausleger mit Darstellung eines goldenen Ochsen. Im Kern wohl 17. Jahrhundert. Seit 1677 ein Gasthaus Zur Glocke belegt. Ab 1735 Gasthaus Zum Lamm. Ab 1740 Gasthaus Zum Engel. Seit dem 19. Jahrhundert Gasthaus Zum Ochsen. 1905 abgebrannt und 1906 neu aufgebaut. Jüngere Veränderungen. Das stattliche Geschäftshaus zeugt vom Gestaltungsanspruch des frühen 20. Jahrhunderts. Zudem ist es ein wichtiges Dokument für das Gasthauswesen der Stadt Isny, das an diesem Platz über mehrere Jahrhunderte belegbar ist. An der Erhaltung des Gebäudes besteht aus wissenschaftlichen und heimatgeschichtlichen Gründen ein öffentliches Interesse. Geschützt nach § 2 DSchG |    |
|                | Wohn- und Geschäftshaus; ehemaliges Bürgerhaus                                                                             | Wassertorstraße 7 (Karte)                           | Vor 1483                                 | In einer Reihe traufständiger Gebäude stehendes, dreigeschossiges Wohn- und Geschäftshaus mit massiv gemauerten und verputzten Vollgeschossen. Nach oben mit drei Dachgeschossebenen unter einem Satteldach mit Satteldachgauben abschließend. An der südöstlichen Traufseite ein zweigeschossiger Rechteckerker in den Obergeschossen. Daran ein Wappenrelief mit den Wappen der Familie von Eberz und der Greck von Kochendorf. Das Haus wird 1483 im Besitz der Familie Eberz erstmals urkundlich erwähnt. Das Wappenrelief mit der Datierung 1568 verweist auf einen Umbau. 1771 Verkauf an die Bürgermeisterfamilie Zeck. 1897 erwirbt der Käsereibesitzer Immler das Gebäude. 1964 und 1974 Umbau und Instandsetzung. Das bemerkenswert überlieferte Gebäude zeugt von der einstigen Macht und Wohlhabenheit der Isnyer Patrizierfamilie von Eberz. Das den großen Stadtbrand von 1631 überdauernde Gebäude dokumentiert zudem den spätmittelalterlichen Baustil gehobener Bürgerhäuser in Isny. An der Erhaltung des Gebäudes besteht aus wissenschaftlichen Gründen ein besonderes öffentliches Interesse. Geschützt nach § 28 DSchG                                         |    |
|                | Wohn- und Geschäftshaus; ehemaliges Bürgerzunfthaus und Trinkstube                                                         | Wassertorstraße 9                                   | Nach 1650                                | Traufständiges, viergeschossiges Wohn- und Geschäftshaus mit massiv gemauerter Erdgeschosszone und verputzten Obergeschossen. Nach oben mit einer Dachgeschossebene unter einem flach geneigten Satteldach abschließend. Das dritte Obergeschoss nachträglich durch Anhebung der Dachtraufe entstanden. An der östlichen Traufseite korbbogiges Eingangsportal. 1461 erstmals als Trinkstube der Bürgerzunft urkundlich erwähnt. 1631 abgebrannt und in den 1650er Jahren durch die Herren- und Kaufleutezunft wieder als Trinkstube erbaut. Bis in die zweite Hälfte des 18. Jahrhunderts als Trinkstube genutzt. 1852 Erhöhung des Gebäudes. Zuletzt als Gasthaus genutzt. Jüngere Veränderungen. Das überlieferte Gebäude geht im Kern auf das Bürgerzunfthaus mit Trinkstube zurück. Somit steht es beispielhaft für die auf das Mittelalter zurückgehenden Zunfttraditionen und Gebräuche. Trotz baulicher Veränderungen kann es noch wichtige Hinweise auf die Bürgertrinkstube des 17. und 18. Jahrhunderts liefern. Erhaltenswertew Gebäude |    |
| Weitere Bilder | Wohn- und Geschäftshaus; ehemaliges Gasthaus zum Mohren                                                                    | Wassertorstraße 11 (Karte)                          | 16. Jahrhundert                          | Giebelständiges, markant in den Straßenraum vorspringendes, viergeschossiges Wohn- und Geschäftshaus mit massiv gemauerten und verputzten Vollgeschossen. Nach oben mit einer Dachgeschossebene und Spitzboden unter einem Satteldach mit Zwerchhaus abschließend. Im Erdgeschoss Arkadengang. Schmiedeeiserner Wirtshausausleger mit der Darstellung eines Mohren. Im Kern möglicherweise noch Reste des 16. Jahrhunderts. Beim großen Stadtbrand 1631 zerstört und umgehend wieder neu erbaut. 1751 an einen Bäcker verkauft und im 19. Jahrhundert zu einem Gasthaus umgebaut. Im Erdgeschoss bis 1940 ein Kino. 1956 Instandsetzung. 1992 Ladenumbau und Neugestaltung. Das stattliche, straßenbildprägende Gebäude ist ein wichtiges Zeugnis für den Wiederaufbau der Stadt nach dem Brand von 1631. Es dokumentiert zudem das Gasthauswesen des 19. und 20. Jahrhunderts in Isny. An der Erhaltung des Gebäudes besteht aus wissenschaftlichen und heimatgeschichtlichen Gründen ein besonderes öffentliches Interesse. Geschützt nach § 28 DSchG |    |
| Weitere Bilder | Wohn- und Geschäftshaus; ehemaliges evangelisches Pfarramt                                                                 | Wassertorstraße 13 (Karte)                          | 1655                                     | Traufständiges, in den Straßenraum vorspringendes, dreigeschossiges Wohn- und Geschäftshaus mit massiv gemauerten und verputzten Vollgeschossen. An der nordwestlichen Seite fünfgeschossig. Nach oben mit zwei Dachgeschossebenen und Spitzboden unter einem einhüftigen Satteldach abschließend. An der südöstlichen, symmetrisch gegliederten Traufseite ein Arkadengang und ein zweigeschossiger Rechteckerker in den Obergeschossen. Im Kern möglicherweise noch Reste des 16. Jahrhunderts. 1631 abgebrannt und bis 1655 durch die Familie Eberz wieder aufgebaut, die bis 1740 im Besitz des Gebäudes blieb. Dann im Besitz verschiedener Kaufmannsfamilien. Von 1870 bis 1967 evangelisches Pfarrhaus. 1970 Umbau zur Bücherei. Seit 1992 wieder in Privatbesitz und Umbau zum Cafe. Das straßenbildprägende Gebäude ist mit seiner wechselvollen Nutzungsgeschichte ein wichtiges Dokument für ein ehemaliges Patrizier- und späteres Pfarrhaus. An der Erhaltung des Gebäudes besteht aus wissenschaftlichen und heimatgeschichtlichen Gründen ein besonderes öffentliches Interesse. Geschützt nach § 28 DSchG                                                            |    |
|                | Wohn- und Geschäftshaus | Wassertorstraße 19 (Karte)                          | 1902/03 neu                              | In Ecklage zur Kornhausgasse stehendes, zweigeschossiges Wohn- und Geschäftshaus. Über hohem Kellersockel zwei massiv gemauerte und verputzte Vollgeschosse. Nach oben mit zwei Dachgeschossebenen unter einem Mansardwalmdach mit Schlepp- und Satteldachgaube abschließend. An der nördlichen Seite außenliegender, überdachter Treppenaufgang. Darüber bleiverglastes Jugendstil-Fenster. An der Stelle des städtischen Kornhauses 1902/03 als Wohnhaus mit Käsekellerei neu erbaut. 1967/68 Umbau zu Ladengeschäft mit Schaufensterfront. 1983 Dachgeschossausbau. Trotz der baulichen Veränderungen im Erdgeschoss zeugt das überlieferte Gebäude mit seinen Jugendstil-Details nach wie vor vom Gestaltungswillen des frühen 20. Jahrhunderts. Es dokumentiert somit den Repräsentationsanspruch seines Bauherrn, der inmitten der Altstadt sein Wohnhaus verwirklichen konnte. An der Erhaltung des Gebäudes besteht aus wissenschaftlichen und künstlerischen Gründen ein öffentliches Interesse. Geschützt nach § 2 DSchG | BW |
| Weitere Bilder | Gasthof zum schwarzen Adler                                                                                                | Wassertorstraße 22 (Karte)                          | 16. Jahrhundert                          | In Ecklage zur Adlergasse stehender, zweigeschossiger Gasthof mit massiv gemauerten und verputzten Vollgeschossen. Nach oben mit drei Dachgeschossebenen unter einem Satteldach abschließend. Das Erdgeschoss durch Eckquaderungen und ein spitzbogiges Türgewände akzentuiert. Im Obergeschoss ein zweigeschossiger Rechteckerker an der nordwestlichen Giebelseite. Bemerkenswert sind mehrere ovalförmige Fensteröffnungen. Schmiedeeiserner Wirtshausausleger mit Darstellung eines schwarzen Doppelkopfadlers. Im Kern 16. Jahrhundert. Nach dem Brand von 1631 wieder aufgebaut. 1738 als Gasthaus zum Schwarzen Adler eingerichtet; zuvor war der Schwarze Adler im Nachbarhaus Nr. 18. 1987 Umbaumaßnahmen im Obergeschoss. Mit seiner mehrere Jahrhunderte andauernden Nutzungskontinuität dokumentiert der straßenbildprägende Gasthof einen wichtigen Teil des Gasthauswesens in Isny. An der Erhaltung des Gasthofes besteht aus wissenschaftlichen und heimatgeschichtlichen Gründen ein besonderes öffentliches Interesse. Geschützt nach § 28 DSchG |    |
| Weitere Bilder | Wohn- und Geschäftshaus; ehemaliges Postamt                                                                                | Wassertorstraße 23 (Karte)                          | 1889                                     | Traufständiges, zweigeschossiges Wohn- und Geschäftshaus mit massiv gemauerten und verputzten Vollgeschossen im Stil der Neorenaissance. Nach oben mit zwei Dachgeschossebenen unter einem Walmdach mit Schleppgauben abschließend. An der symmetrisch gegliederten Südostfassade ein Mittelrisalit mit Spitzgiebel und Satteldach mit Wiederkehr. Die Fassaden durch Gesimsband, Rund- und Segmentbogenöffnungen sowie Rustika-Gestaltung im Erdgeschoss akzentuiert. 1889 als Postamt an der Stelle des ehemaligen Spritzenhauses neu erbaut. 1972 Auszug des Postamtes und 1976 Umbau zum Ladengeschäft und Sanierung. Jüngere Veränderungen. Das gut überlieferte Gebäude ist ein wichtiges Zeugnis für die Fassadengestaltung eines Postamtes des späten 19. Jahrhunderts. Zugleich dokumentiert das Haus die gut 80-jährige Geschichte des Isnyer Postamtes, welches zuvor in unterschiedlichen Gasthäusern untergebracht war. An der Erhaltung des Gebäudes besteht aus wissenschaftlichen Gründen ein öffentliches Interesse. Geschützt nach § 2 DSchG |    |
|                | Wohn- und Geschäftshaus | Wassertorstraße 25                                  | 17. Jahrhundert                          | In einer Reihe traufständiger Gebäude stehendes, zweigeschossiges Wohn- und Geschäftshaus mit massiv gemauerten und verputzten Vollgeschossen. Nach oben mit zwei Dachgeschossebenen und Spitzboden unter einem Satteldach mit Zwerchhaus abschließend. Die südöstliche Erdgeschossfassade mit Rustika-Gestaltung. Beim Stadtbrand 1631 zerstört und im späten 17. Jahrhundert neu erbaut. Von 1716 bis 1830 im Besitz von Bäckern. Im 20. Jahrhundert Einrichtung eines Gasthauses. Jüngere Veränderungen. Das einfacher gestaltete, ehemalige Handwerkerhaus steht beispielhaft für die kleinteiligere Bebauung nördlich der Kornhausgasse. Während südlich der Kornhausgasse zahlreiche stattliche Bürger- und Patrizierhäuser stehen, haben sich nördlich die kleineren Handwerker angesiedelt. Somit kann das Gebäude auch noch gute Hinweise auf die Wohn- und Arbeitsverhältnisse einer städtischen Handwerkerschaft des 17.–19. Jahrhunderts in Isny liefern. Erhaltenswertes Gebäude |    |
|                | Wohn- und Geschäftshaus | Wassertorstraße 27                                  | 17. Jahrhundert                          | In einer Reihe traufständiger Gebäude stehendes, dreigeschossiges Wohn- und Geschäftshaus mit massiv gemauerten und verputzten Vollgeschossen. Nach oben mit zwei Dachgeschossebenen unter einem Satteldach mit Satteldachgauben abschließend. Das Erdgeschoss modern verändert. Beim Stadtbrand 1631 zerstört und im späten 17. Jahrhundert neu erbaut. Im 18. Jahrhundert im Besitz von Krämern. 1830 im Besitz eines Bortenmachers. 1964 Erdgeschoss umgebaut und mit Hausnummer 29 zu einer Einheit verbunden. 1990 Dachgeschossausbau. 2008 Sanierung. Trotz der baulichen Veränderungen steht das ehemalige Handwerkerhaus beispielhaft für die kleinteiligere Bebauung nördlich der Kornhausgasse, wo sich vermehrt Handwerker angesiedelt hatten. Somit kann das Gebäude Informationen zu den Wohn- und Arbeitsumständen der städtischen Handwerkerschaft des 17.–19. Jahrhunderts liefern. Erhaltenswertes Gebäude |    |
|                | Wohn- und Geschäftshaus | Wassertorstraße 29                                  | 18. Jahrhundert                          | In einer Reihe traufständiger Gebäude stehendes, zweigeschossiges Wohn- und Geschäftshaus mit massiv gemauerten und verputzten Vollgeschossen. Nach oben mit einer Dachgeschossebene und Spitzboden unter einem Satteldach mit Satteldachgauben abschließend. Das Erdgeschoss modern verändert. Beim Stadtbrand 1631 zerstört und im frühen 18. Jahrhundert als Einheit mit Hausnummer 31 neu erbaut. Im 18. und 19. Jahrhundert im Besitz von Schneidern, Webern und Kaufleuten. 1964 Erdgeschoss umgebaut und mit Hausnummer 27 zu einer Einheit verbunden. Jüngere Veränderungen Das kleine, schlicht gestaltete, ehemalige Handwerkerhaus ist ein gutes Beispiel für die kleinteilige Bebauung nördlich der Kornhausgasse, wo sich vermehrt Handwerker angesiedelt hatten. Daher liefert das Haus wichtige Hinweise auf die einstigen Wohn- und Arbeitsumstände der städtischen Handwerkerschaft des 18./19. Jahrhunderts in Isny. Erhaltenswertes Gebäude |    |
|                | Wohn- und Geschäftshaus | Wassertorstraße 31                                  | 18. Jahrhundert                          | In einer Reihe traufständiger Gebäude stehendes, zweigeschossiges Wohn- und Geschäftshaus mit massiv gemauerten und verputzten Vollgeschossen. Nach oben mit einer Dachgeschossebene und Spitzboden unter einem Satteldach abschließend. Beim Stadtbrand 1631 zerstört und im frühen 18. Jahrhundert als Einheit mit Hausnummer 31 neu erbaut. Im 18. und 19. Jahrhundert im Besitz von Schneidern, Webern und Kaufleuten. 1993 Umnutzung und Veränderung der Straßenfassade. Das kleine, schlicht gestaltete, ehemalige Handwerkerhaus ist ein gutes Beispiel für die kleinteilige Bebauung nördlich der Kornhausgasse, wo sich im 17. und 18. Jahrhundert vermehrt Handwerker angesiedelt hatten. Daher liefert das Haus wichtige Hinweise auf die einstigen Wohn- und Arbeitsumstände der städtischen Handwerkerschaft des 18./19. Jahrhunderts in Isny. Erhaltenswertes Gebäude |    |
|                | Wohn- und Geschäftshaus | Wassertorstraße 40                                  | Nach 1631                                | Über sehr schmalem Grundriss in Ecklage stehendes, dreigeschossiges Wohn- und Geschäftshaus mit massiv gemauerten und verputzten Vollgeschossen. Nach oben mit drei Dachgeschossebenen unter einem Satteldach abschließend. An der nördlichen Ecke ein zweigeschossiger Polygonalerker in den Obergeschossen. Südöstlich ein zweigeschossiger Anbau mit Satteldach; das Obergeschoss hier deutlich vorkragend. Wohl kurz nach dem Stadtbrand von 1631 neu erbaut. Zunächst im Besitz eines Schulmeisters, ab 1695 im Besitz eines Hutmachers und ab 1715 im Besitz von Barbieren und Chirurgen. 1830 im Besitz eines Sporers. 1909 Anbau. 1925 Erker angebaut. 2014 Umbau und Sanierung. Das über 100 Jahre als Barbierstube genutzte Gebäude ist ein gutes Zeugnis für das Gesundheitswesen des 18. Jahrhunderts in Isny. Hier konnten sich, von einfacher Körperpflege bis hin zu kleineren ärztlichen Eingriffen, die Bürger der Stadt behandeln lassen. An der Erhaltung des Gebäudes besteht aus wissenschaftlichen Gründen ein öffentliches Interesse. Erhaltenswertes Gebäude                                                                                                 |    |
|                | Wohn- und Geschäftshaus; ehemaliges Handwerkerhaus                                                                         | Wassertorstraße 44 (Karte)                          | 17. Jahrhundert                          | In Ecklage stehendes, zweigeschossiges Wohn- und Geschäftshaus mit massiv gemauerter Erdgeschosszone und verputztem Obergeschoss. Nach oben mit zwei Dachgeschossebenen unter einem gemeinsamen, einhüftigen Satteldach mit Hausnummer 46 abschließend. Das Obergeschoss leicht vorstoßend. Nach dem Stadtbrand von 1631 neu erbaut und im 18. Jahrhundert von Sattlern, Schustern und Strickern bewohnt. 1830 im Besitz eines Chirurgen. Im 19. Jahrhundert Ladeneinbau. Jüngere Veränderungen. Das auffallend an das Nachbarhaus gelehnte Gebäude bildet als ehemaliges Haus von Textilhandwerkern ein wichtiges Dokument für die Geschichte des Textilgewerbes in der Stadt, welches als Haupterwerbszweig für den einstigen Reichtum und Wohlstand der Reichsstadt Isny sorgte. An der Erhaltung des Gebäudes besteht aus wissenschaftlichen Gründen ein öffentliches Interesse. Geschützt nach § 2 DSchG |    |
|                | Wohn- und Geschäftshaus; ehemaliges Handwerkerhaus                                                                         | Wassertorstraße 46 (Karte)                          | Nach 1631                                | In Ecklage zur Kanzleistraße stehendes, dreieinhalbgeschossiges Wohn- und Geschäftshaus mit massiv gemauerten und verputzten Vollgeschossen. Nach oben unter einem flach geneigten, gemeinsamen, einhüftigen Satteldach mit Hausnummer 44 abschließend. Die Fassaden mit sandsteinernen Gesimsbändern, Fensterverdachungen, rundbogigen Öffnungsgewänden und historisierender Ladenfassade reich gestaltet. Uhr an der nördlichen Traufseite. Nach dem Stadtbrand von 1631 neu erbaut und im 17./18. Jahrhundert von Schneidern, Bortenmacher und Säckler bewohnt. 1830 im Besitz eines Kupferschmieds. 1990 umfangreicher Umbau und Sanierung. 2003 Umbau des Ladens zum Cafe. Das repräsentativ gestaltete Gebäude ist als ehemaliges Haus von Textilhandwerkern ein wichtiges Dokument für die Geschichte des Textilgewerbes in der Stadt. Zudem zeugt die Gestaltung vom Selbstverständnis und Anspruch seines Bauherrn. An der Erhaltung des Gebäudes besteht aus wissenschaftlichen Gründen ein öffentliches Interesse. Geschützt nach § 2 DSchG |    |
|                | Wohn- und Geschäftshaus; ehemals Gasthaus zum Weißen Kreuz                                                                 | Wassertorstraße 51                                  | noch 17. Jahrhundert                     | In einer Reihe traufständiger Gebäude, unweit des Wassertorturms stehendes, dreigeschossiges Wohn- und Geschäftshaus mit massiv gemauerten und verputzten Vollgeschossen. Nach oben mit einer Dachgeschossebene und Spitzboden unter einem flach geneigten Satteldach mit Zwerchhaus abschließend. Die symmetrisch gegliederte Fassade mit Gesimsbändern, Fensterverdachungen und fachwerksichtigem Kniestock sowie Freigespärre am Zwerchhaus gestaltet. Im Kern möglicherweise noch 17. Jahrhundert. Ab 1719 als Gasthaus zum Weißen Kreuz belegt. 1737 abgebrannt und größer wieder aufgebaut. 1865–1877 auch Poststation. 1900 aufgestockt. Bis 1964 Hotel Alte Post, dann Einrichtung der heutigen Apotheke. 1985 nordöstliche Erweiterung des Gebäudes. Das anschaulich überlieferte Gebäude kann wichtige Hinweise auf das Gasthauswesen des 18.–20. Jahrhunderts in Isny liefern. Durch seine typische Gasthauslage an einer wichtigen Durchgangsstraße belegt es zudem die Bedeutung der Wassertorstraße als einstige Reichsstraße und Hauptachse der Stadt. Erhaltenswertes Gebäude                                                                                        |    |
| Weitere Bilder | Wassertorturm | Wassertorstraße 52 (Karte)                          | Vor 1337                                 | Am nördlichen Eingang in die ummauerte Kernstadt stehender, fünfgeschossiger Wassertorturm mit massiv gemauerten und verputzten Vollgeschossen. Nach oben mit zwei Dachgeschossebenen unter einem Satteldach mit zwei Dachhäuschen und Glockentürmchen abschließend. Das oberste Vollgeschoss mit Eckquaderungen und Turmuhr. An der nördlichen Außenseite, über der rundbogigen Tordurchfahrt, ein aufgemalter Reichsadler mit dem Wappen der Stadt Isny. 1337 erstmals urkundlich erwähnt. Beim Stadtbrand 1631 der obere Teil des Turms zerstört und 1657 neu aufgebaut. 1950er Jahre Dach- und Fassadensanierung. 1972-80 umfangreiche Sanierung. Der weithin sichtbare und stadtbildprägende Turm ist ein herausragendes Zeugnis für die einstige Bedeutung und Wehrhaftigkeit der Reichsstadt Isny. Er dokumentiert somit den Wohlstand der Stadt und seiner Bürgerschaft in früheren Jahrhunderten. An der Erhaltung des Turms besteht aus wissenschaftlichen und heimatgeschichtlichen Gründen ein besonderes öffentliches Interesse. In diesem Turm wurde das sogenannte Wassertor-Museum eingerichtet. Geschützt nach § 28 DSchG                                           |    |
|                | Wohn- und Geschäftshaus | Wassertorstraße 53                                  | Nach 1737                                | Traufständiges, unmittelbar neben dem Wassertorturm stehendes, zweigeschossiges Wohn- und Geschäftshaus mit massiv gemauerten und verputzten Vollgeschossen. Nach oben mit zwei Dachgeschossebenen unter einem Satteldach mit Schleppgaubenband abschließend. Das Traufgesims auf geschnitzten Konsolen aufliegend. Nach einem Brand im Jahr 1737 als Einheit mit Hausnummer 55 neu erbaut und zunächst von Schreinern bewohnt. 1830 im Besitz eines Küfers. 1978 Umbau und Sanierung. 1992 Dachgeschossausbau. 1999 Fassadensanierung. Das kleine, schlicht gestaltete Gebäude am nördlichen Stadteingang ist ein Beispiel für ein Wohnhaus holzverarbeitender Handwerker im 18./19. Jahrhundert. Es kann zusammen mit dem ursprünglich dazu gehörigen Nachbarhaus Nr. 55 gute Hinweise auf die Wohn- und Arbeitsverhältnisse städtischer Handwerksbetriebe in Isny liefern. Erhaltenswertes Gebäude |    |
|                | Wohn- und Geschäftshaus | Wassertorstraße 55                                  | Nach 1737                                | Parallel zum Verlauf der Stadtmauer, unmittelbar neben dem Wassertorturm stehendes, dreigeschossiges Wohn- und Geschäftshaus mit massiv gemauerten und verputzten Vollgeschossen. Nach oben teilweise unter einem Flachdach abschließend. Im Gebäude könnten Reste der Stadtmauer integriert sein. Nach einem Brand im Jahr 1737 als Einheit mit Hausnummer 55 neu erbaut und zunächst von Schreinern bewohnt. 1830 im Besitz eines Küfers. 1960 Instandsetzung. Jüngere Veränderungen. Das bereits außerhalb der Stadtmauer stehende Gebäude ist ein Beispiel für ein ehemaliges Handwerkerhaus des 18./19. Jahrhundert. Es kann zusammen mit dem ursprünglich dazu gehörigen Nachbarhaus Nr. 53 gute Hinweise auf die Wohn- und Arbeitsverhältnisse städtischer Handwerksbetriebe in Isny liefern. Zugleich belegt das Gebäude, dass die Stadtmauer zur Wassertorvorstadt hin im 18. Jahrhundert keine große Bedeutung mehr besaß. Erhaltenswertes Gebäude |    |

## Weitere Ortsteile
Neben der Stadt Isny gibt es noch vier Ortsteile, die am 1. Juli 1972 eingemeindet wurden:
- Beuren, mit den Weilern Allmisried, Gumpeltshofen, Michlebaindt, Sommersbach, Stockach und Wünnis,
- Großholzleute, mit den Weilern Bolsternang und Kleinhaslach,
- Neutrauchburg, mit den Weilern Menelzhofen, Ratzenhofen und Dorenwaid,
- Rohrdorf, mit den Weilern Aigeltshofen, Rengers und Schwanden.

### Beuren
| Bild           | Bezeichnung                    | Lage                     | Datierung | Beschreibung | ID                       |
| -------------- | ------------------------------ | ------------------------ | --------- | --- | ------------------------ |
| Weitere Bilder | Pfarrkirche St. Peter und Paul | Beuren, Isnyer Straße 5  | 1509      | Die im Jahre 1509 neu errichtete Kirche ist dem Dekanat Allgäu-Oberschwaben in der Diözese Rottenburg-Stuttgart zugehörig. Bereits 1396 wurde ein Pfarrer Konrad Bechler und 1452 eine Erneuerung dieser Kirche erwähnt. | Wikidata-Objekt anzeigen |
|                | Pfarrhof Beuren                | Beuren, Elisabethenweg 6 |           | |                          |

### Rohrdorf
| Bild           | Bezeichnung              | Lage                 | Datierung | Beschreibung | ID |
| -------------- | ------------------------ | -------------------- | --------- | --- | -- |
| Weitere Bilder | Pfarrkirche St. Remigius | Rohrdorf, Pfarrweg 5 |           | In der Kirche St. Remigius gibt es mehrere Heiligenfiguren der Ulmer Schule und eine Darstellung des Augustinus aus den Händen des Reichenhofer Künstlers Hans Multscher, die die letzten Jahrhunderte überstanden haben. In der Wandnische des Kirchenschiffs befindet sich eine auf das Jahr 1470 datierte Terrakottagruppe mit dem seltenen Thema Marientod. Der Name des Künstlers ist nicht bekannt. Er wird als „Meister von Rohrdorf“ bezeichnet. |    |

### Großholzleute
| Bild           | Bezeichnung          | Lage                          | Datierung | Beschreibung | ID |
| -------------- | -------------------- | ----------------------------- | --------- | --- | -- |
|                | Kapelle St. Wolfgang | Großholzleute, Eibenweg 2     | 1480      | In Großholzleute befindet sich die im Jahre 1480 errichtete Kapelle St. Wolfgang, deren Gemeinde zum Dekanat Allgäu-Oberschwaben in der Diözese Rottenburg-Stuttgart gehört. |    |
| Weitere Bilder | Gasthof Adler        | Großholzleute, Hauptstraße 27 |           | Gasthof, erbaut um 1500 |    |

### Neutrauchburg
| Bild | Bezeichnung                     | Lage                           | Datierung | Beschreibung | ID |
| ---- | ------------------------------- | ------------------------------ | --------- | ------------ | -- |
|      | Filialkirche Zum Kostbaren Blut | Neutrauchburg, Stefanusweg 1   |           |              |    |
|      | Loretokapelle Neutrauchburg     | Neutrauchburg, Schloßstraße 9  |           |              |    |
|      | Schloss Neutrauchburg           | Neutrauchburg, Schloßstraße 11 |           |              |    |